# Jean-Alexandre Chertier

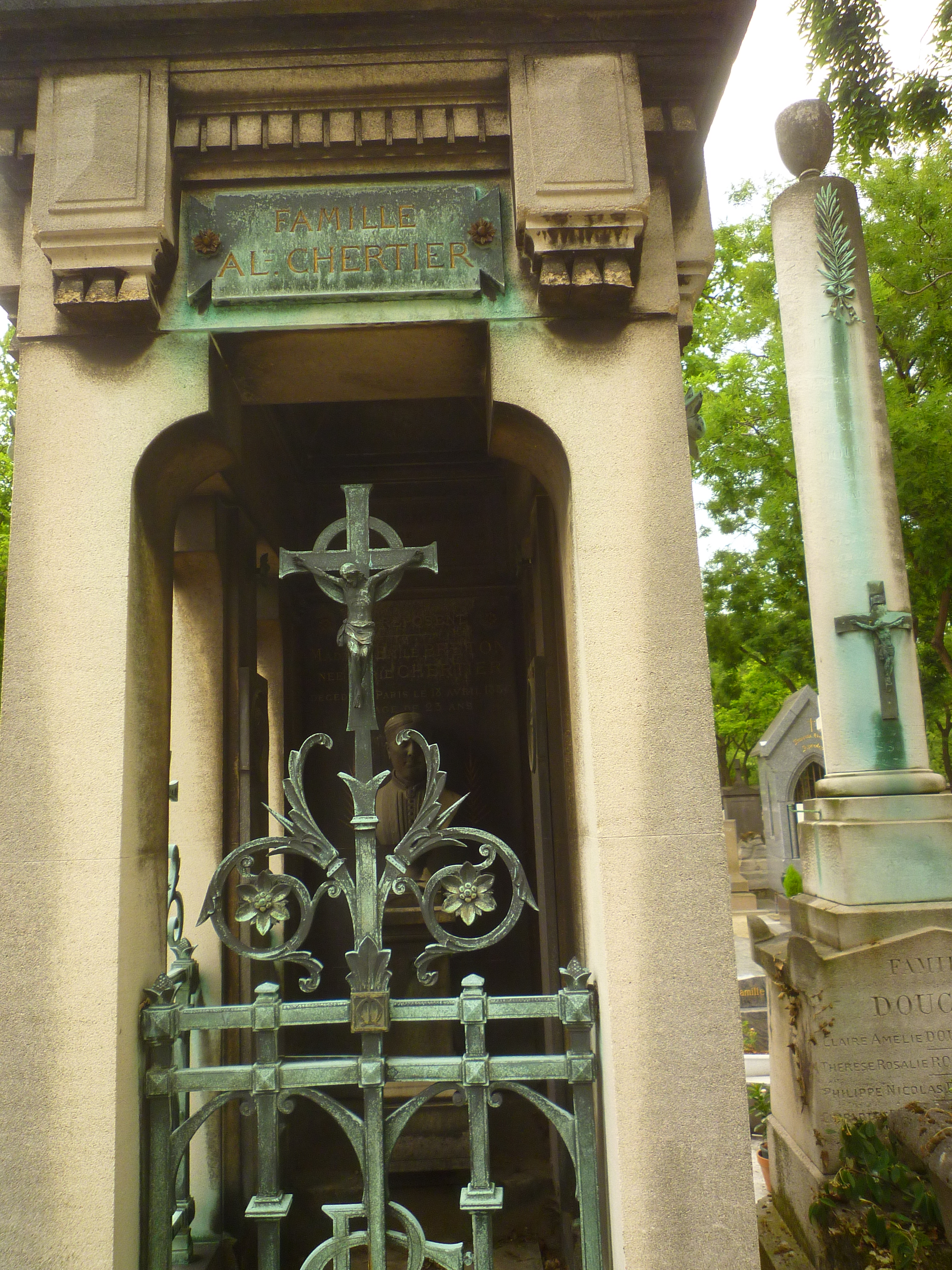
Sépulture Chertier au cimetière du Montparnasse (div. 2), à Paris.

Jean-Alexandre Chertier dit Alexandre Chertier (né le 3 décembre 1825 à Paris où il est mort le 27 septembre 1890,,) est un orfèvre, doreur et bronzier parisien du XIXe siècle, actif entre 1857 et 1890 et auteur de nombreux objets et meubles liturgiques.

## Historique

### Naissance et famille
Jean Alexandre Chertier est né le 3 décembre 1825 au 183 rue Saint Martin à Paris. Il est le fils d'un couple marié depuis 1822, Charles Gabriel Chertier, marchand épicier âgé alors de 29 ans, et Marie Madeleine Sophie Wallet, âgé de 26 ans. Il a un frère jumeau appelé Gabriel Gustave.

### Fondation de la Maison Chertier
Il commence sa carrière en travaillant pour l'orfèvre et bronzier Louis Bachelet,. "Contremaître très habile", il obtient une médaille de bronze de coopérateur à l'Exposition Universelle de 1855. Cette même année, le 30 juin, il se marie en premières noces avec Anaïs Duflos.
En 1857, il fonde sa propre maison et devient indépendant. Son poinçon est insculpé le 14 avril de cette même année. Il s'installe au 48 rue Mazarine à Paris.
Sa femme Anaïs accouche d'une fille, Marie, en 1860.

### Collaborations prestigieuses et expositions universelles
Pendant plus de trente ans, il collabore avec des architectes diocésains et savants prestigieux comme Danjoy, Viollet-le-Duc,, Verdier, Chabrol, Duthoit. Il reçoit des commandes importantes pour des églises majeures en France et même à l'étranger.
En 1862, il présente des œuvres à l'Exposition universelle de Londres. En 1864, lors de l'exposition organisée par la Société du progrès de l'art industriel, il offre à la vue des visiteurs une châsse en argent repoussé, des chandeliers et des candélabres.
En 1866, il déménage au 7 rue Férou,.
Il remporte un Grand prix à l'exposition universelle de 1878 pour la réalisation des portes du portail central de la cathédrale Notre-Dame de Strasbourg,,.

### Fin de carrière et décès
Les années 1880 s'annonce difficile pour Alexandre Chertier au point de vue personnel. Son ami proche, Gustave-Eugène Gresle, décède le 8 décembre 1883. Il est son exécuteur testamentaire. En 1884, sa fille Marie meurt à l'âge de 23 ans,. Deux ans plus tard, le 19 février 1886, sa femme Anaïs, décède à l'âge de 50 ans. Désormais seul, il décide de se remarier avec la veuve de son ami Gustave-Eugène, Victoire-Noémie Duval, le 5 août 1888,.
Il ne participe pas à l'Exposition universelle de 1889, qui avait pourtant lieu à Paris.

Sa carrière s'arrête avec le biffage de son poinçon le 16 juin 1890. Le même jour, son successeur Edmond Lesage insculpe le sien.

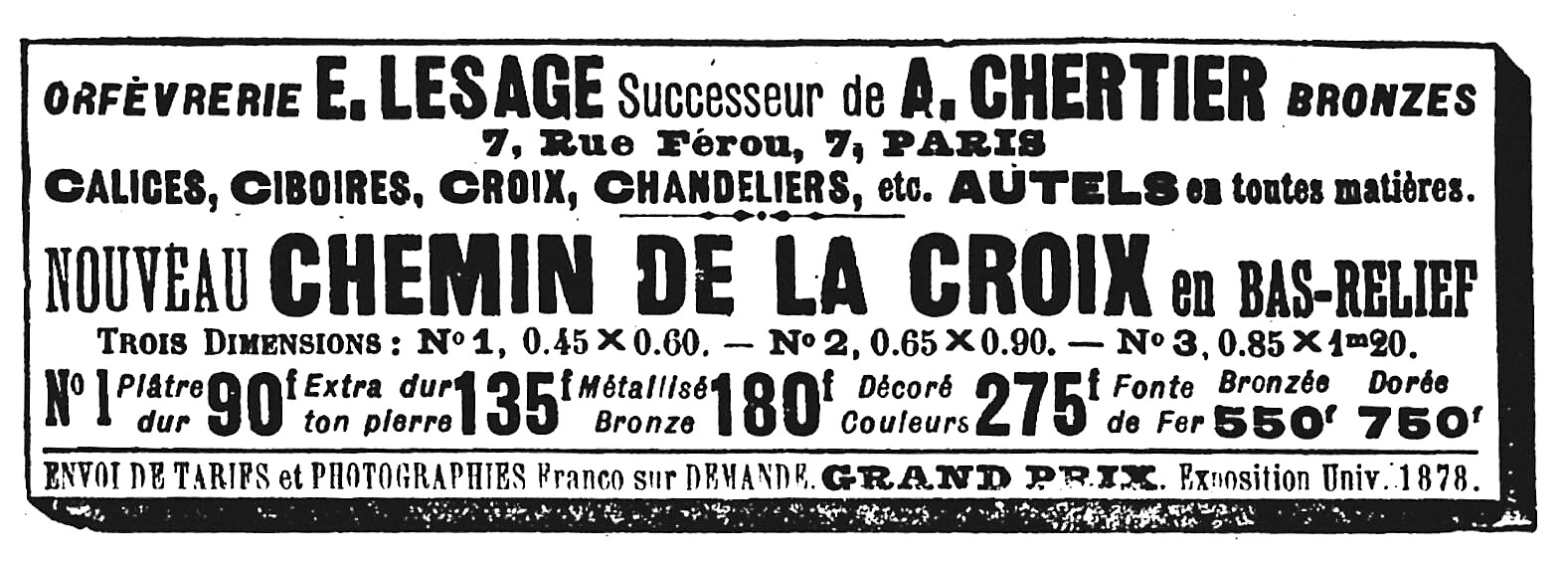
Publicité pour Edmond Lesage dans le Bulletin du Diocèse de Reims (13 février 1892)

Il meurt le 27 septembre 1890 à Paris dans sa 65ème année. Il est enterré auprès de sa première femme et de sa fille au cimetière du Montparnasse (2e div. Ire section). Sa tombe est décorée d'un buste de sa fille et de deux médaillons en marbre, dont un le représentant, réalisés par le sculpteur Lepind.
Catholique pratiquant, à sa mort, il est membre de l'Archiconfrérie de la Sainte Face

## Œuvres remarquables

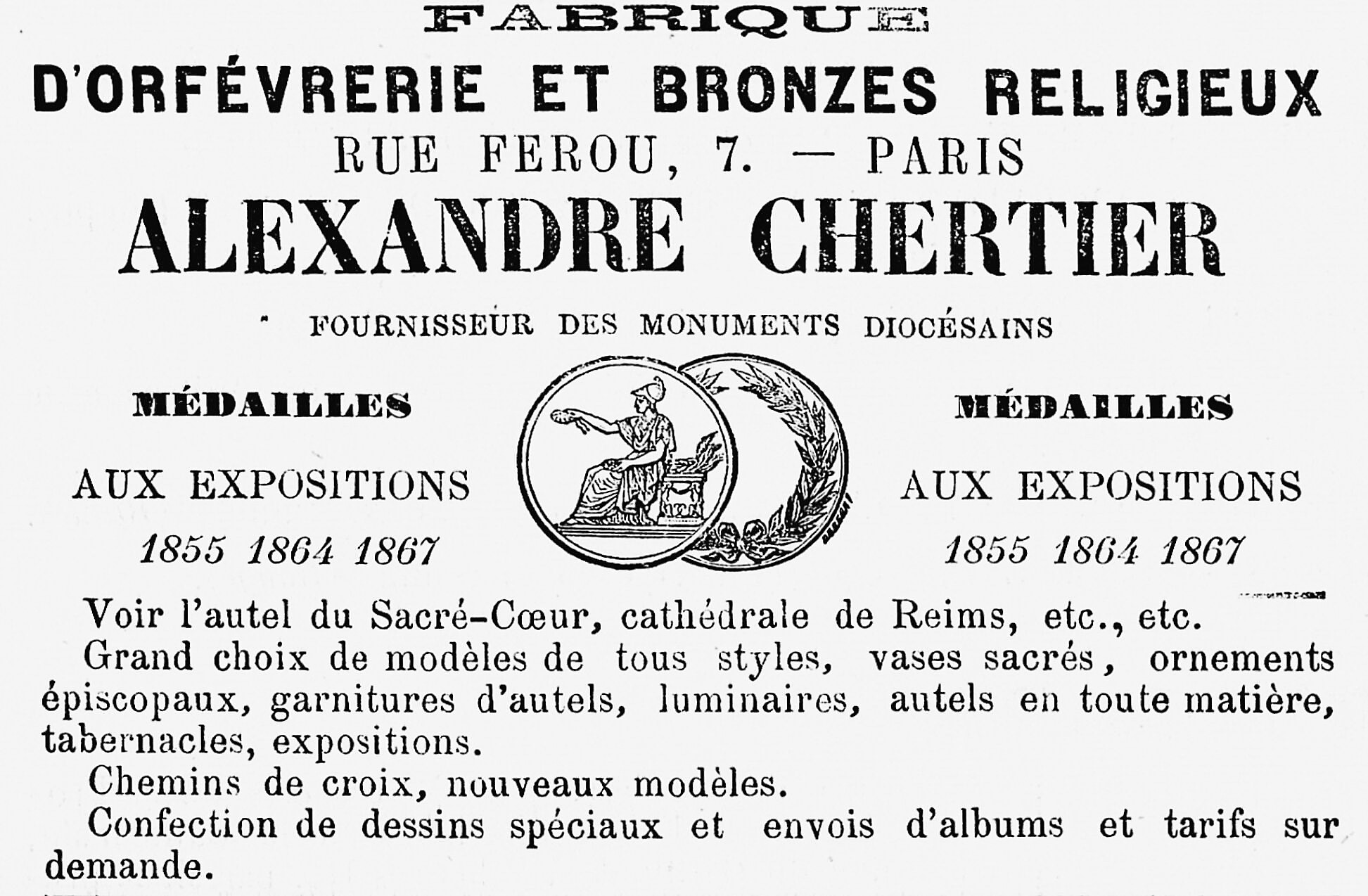
Publicité dans le Bulletin du Diocèse de Reims en 1876.

Si les sources mentionnent la plupart du temps les œuvres religieuses et liturgiques de Chertier, il produit également des œuvres profanes et domestiques. Il fournit ainsi pour le château d'Abbadia une paire de chenets de style égyptien.
L'en-tête d'une facture établie pour en 1873 pour ce même château mentionne sur le côté gauche : "Orfèvrerie de table, Bronzes d'art et de fantaisie dorés, argentés et vernis" et sur le côté droit "Orfèvrerie, Bijouterie et bronzes religieux, style Moyen-Age, émaux en tout genre".

### Œuvres datées et présentées par ordre chronologique

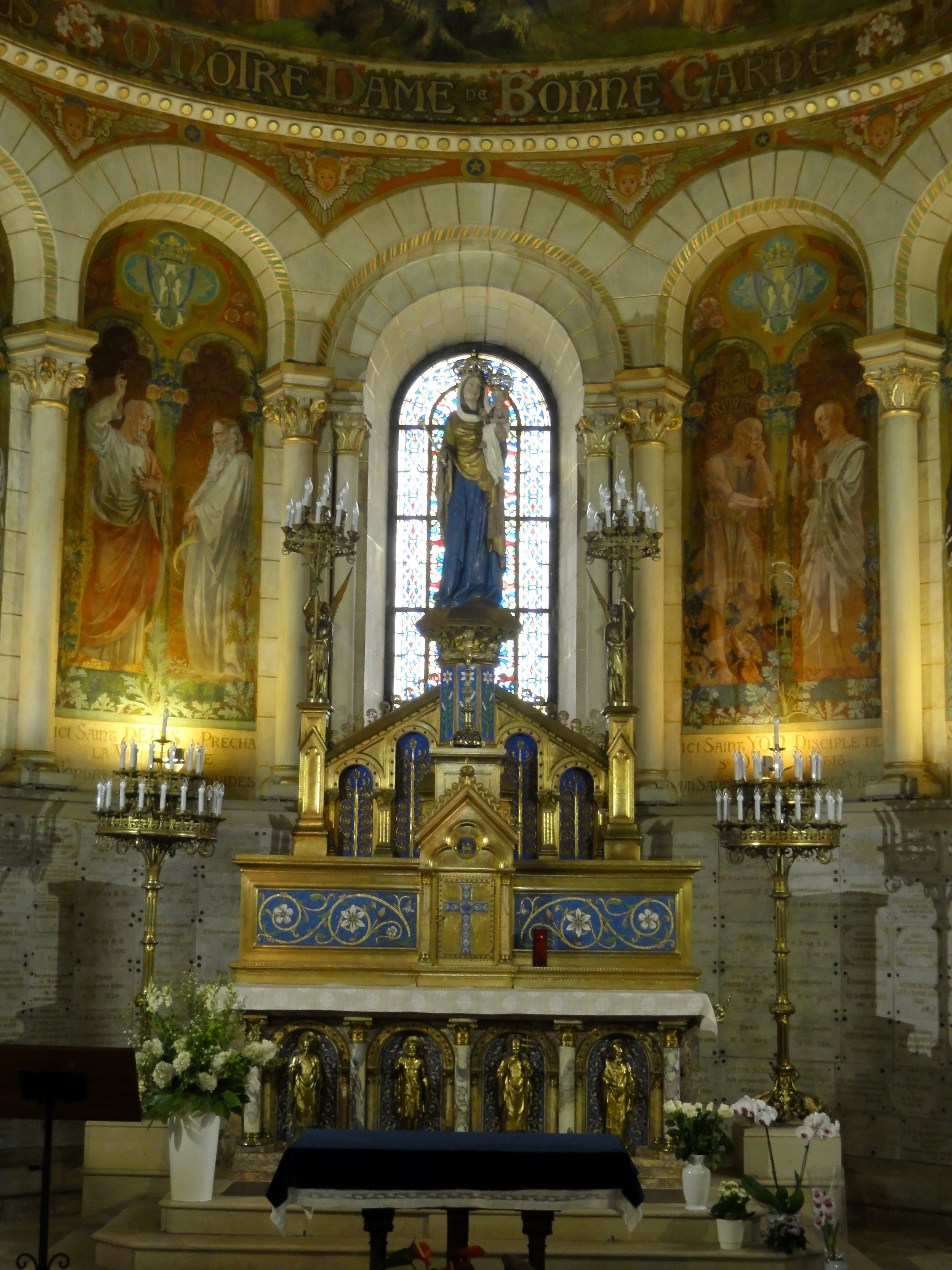
Autel de la Vierge pour la basilique Notre-Dame-de-Bonne-Garde de Longpont-sur-Orge

- Châsse-reliquaire garnie d'argent repoussé en verre du bienheureux Thomas Hélye de Biville  (1861)[25].
- Statue de la Vierge (hauteur 6m50) exécutée en cuivre repoussé au marteau, sur le modèle de l'architecte Danjoy, pour le couronnement de la tour Pey-Berlan, à Bordeaux (1862)[11],[7]. La statue appelée Notre-Dame d'Aquitaine est reproduite dans différentes tailles par Chertier.

Vierge au sommet de la tour Pey Berland à Bordeaux
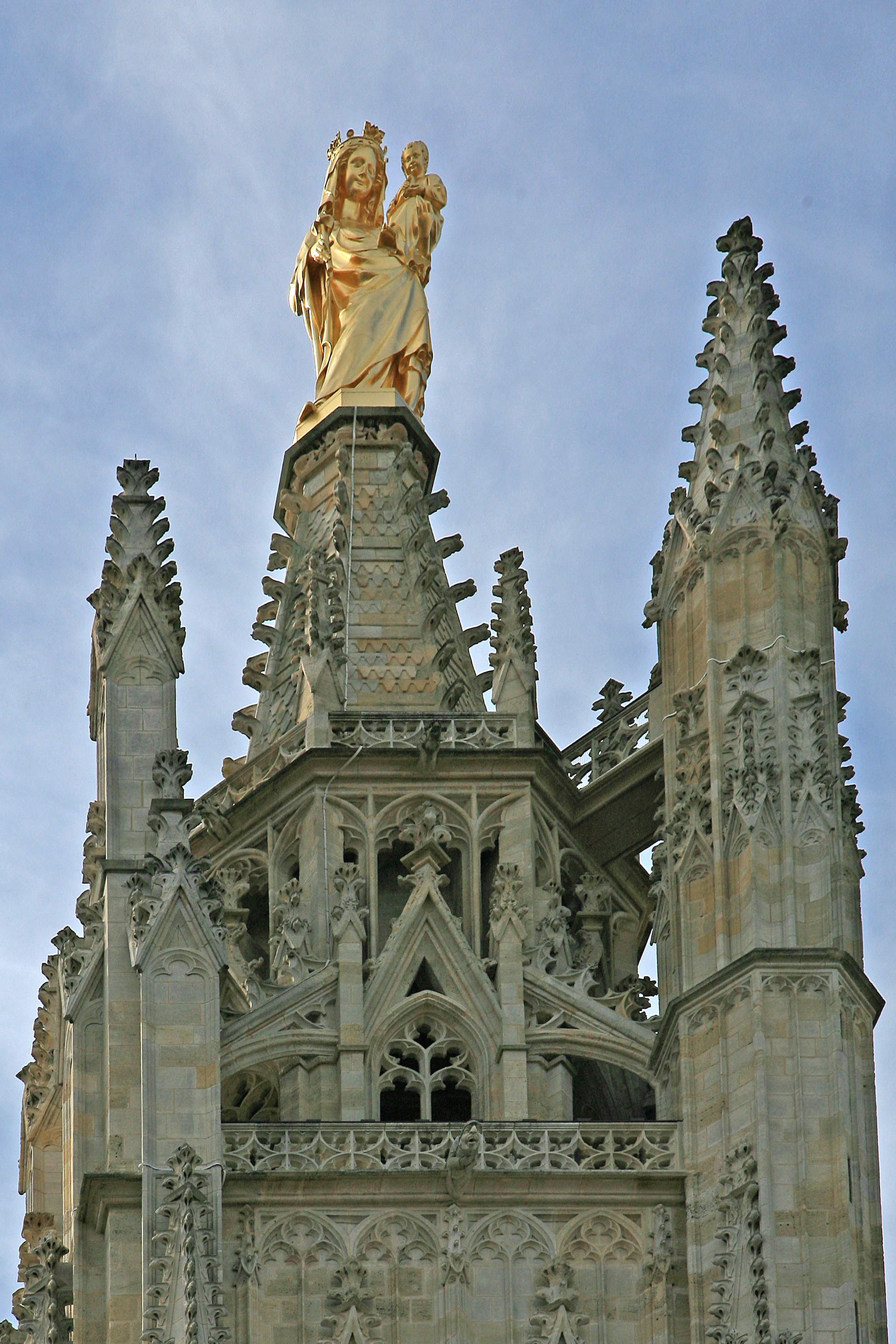
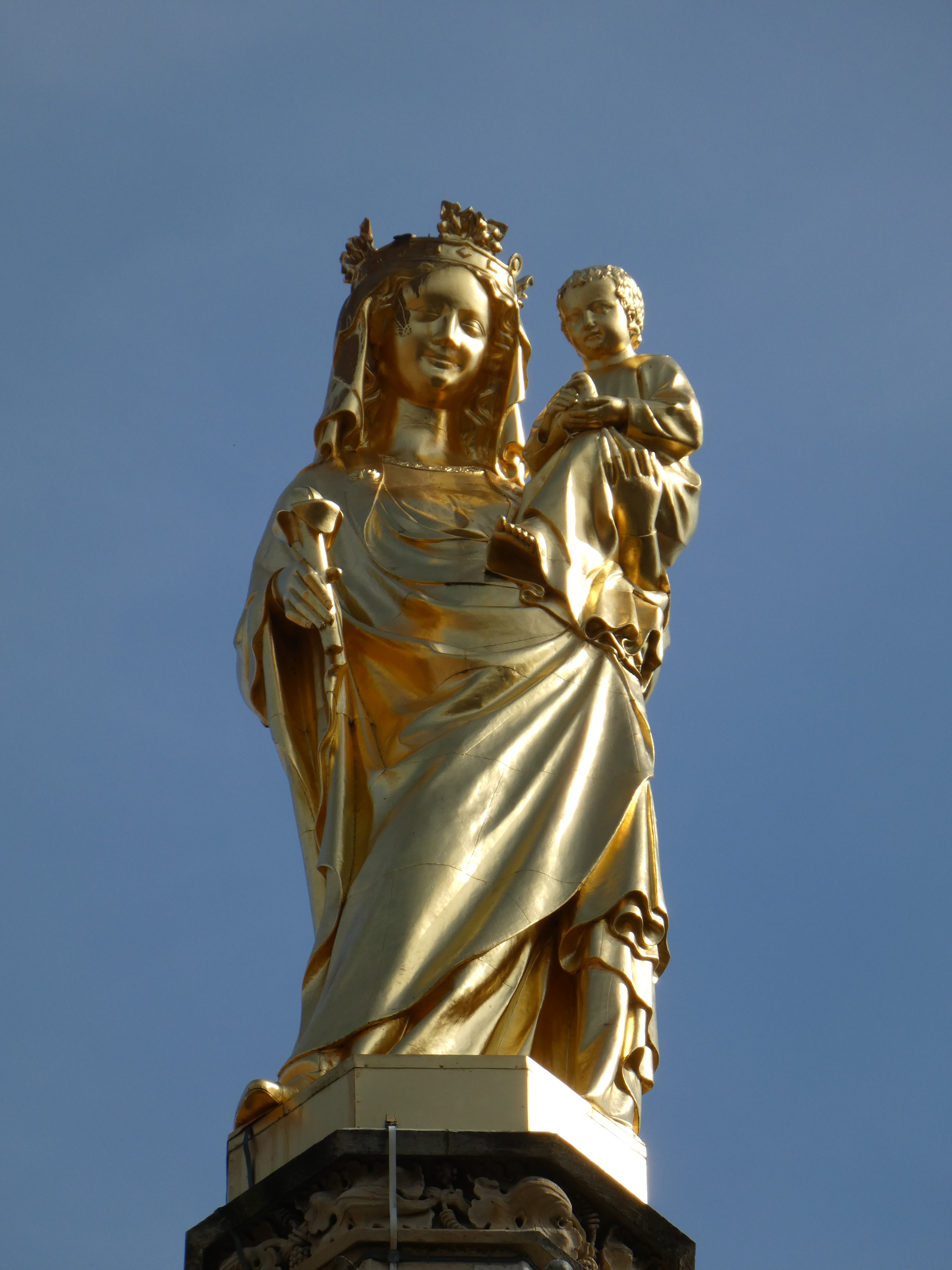

- Autel lamé d'argent pour la chapelle de Saint-Joseph dans la cathédrale de Bordeaux, exécuté en 1863, sur les dessins de M. Danjoy[11],[26].
- Reliquaire de Saint-Martin pour la cathédrale Saint-Gatien de Tours (1864)[27]

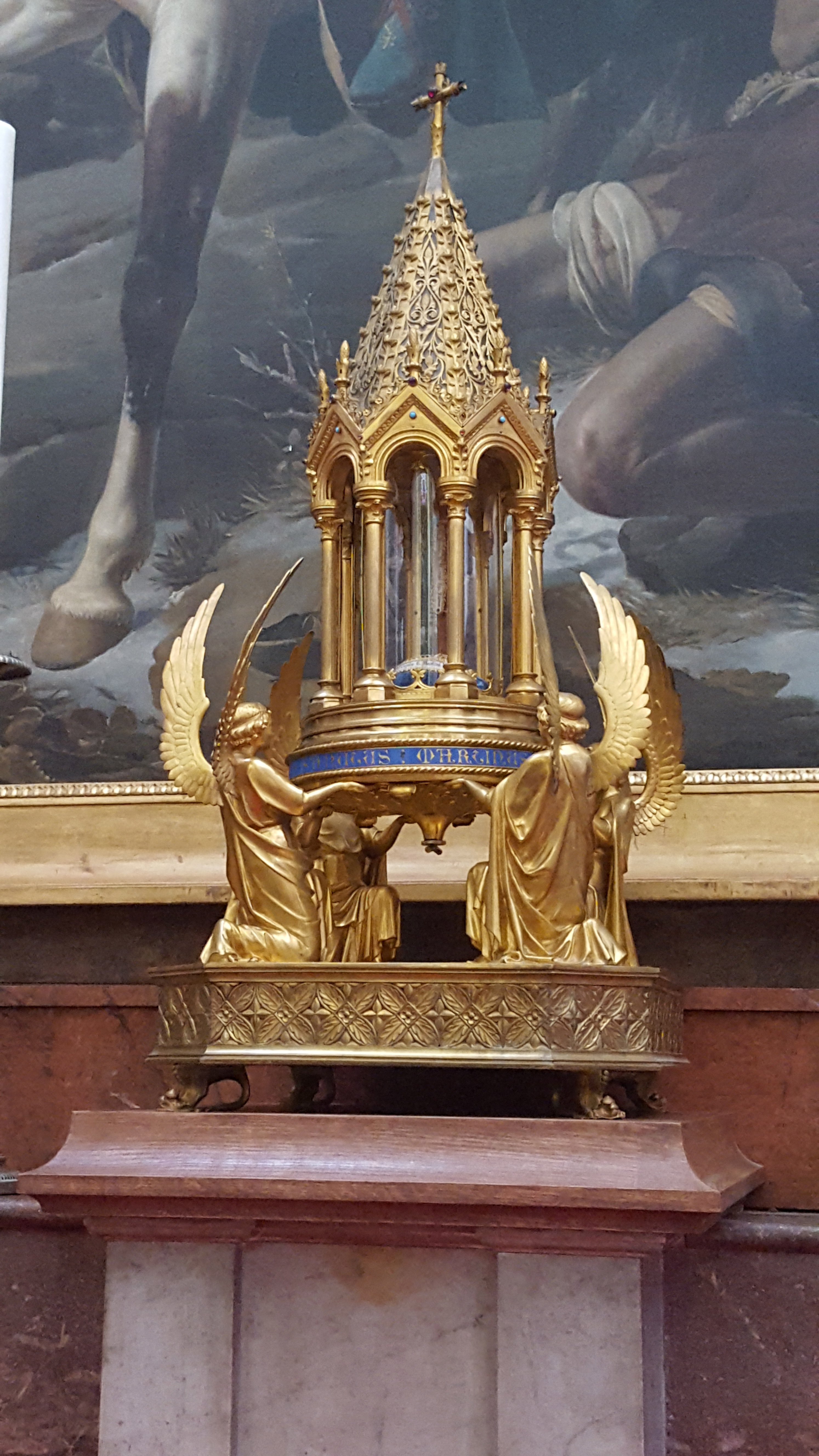
Reliquaire de Saint Martin dans la cathédrale Saint-Gatien de Tours

- Ciborium du tombeau de saint Martin[28] pour la basilique de Tours, exécuté en 1867 sur les dessins de l'architecte Verdier[11]. En bronze doré, il couronne aujourd'hui le reliquaire surplombant le maître-autel. Il est supporté par quatre colonnes et terminé par quatre frontons à crêtes, décorés de moulures émaillées et d'incrustations de pierres de couleur. Les colonnes étaient autrefois reliées par des grilles en bronze doré.

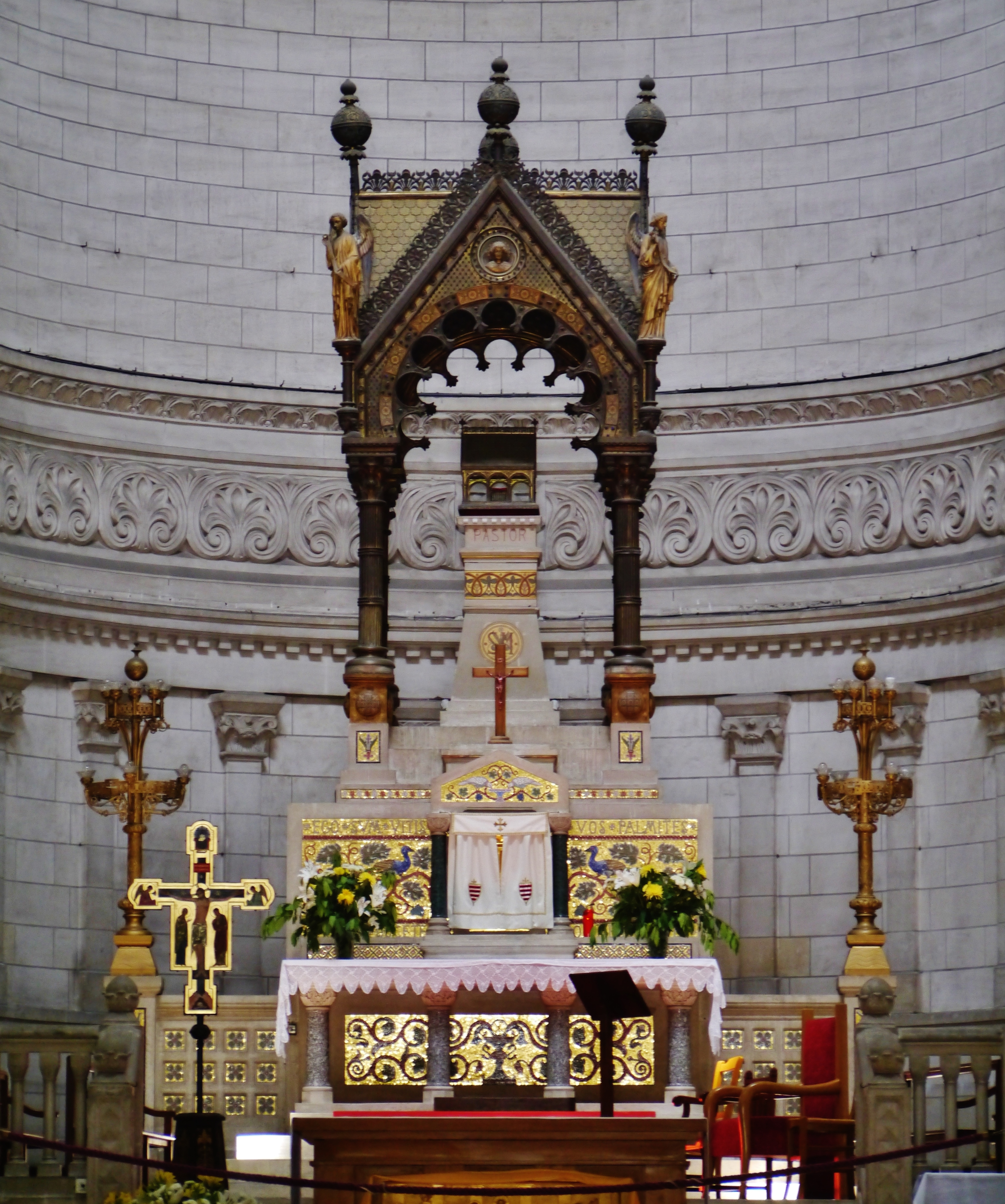
Ciborium surplombant le maître-autel de la basilique de Tours
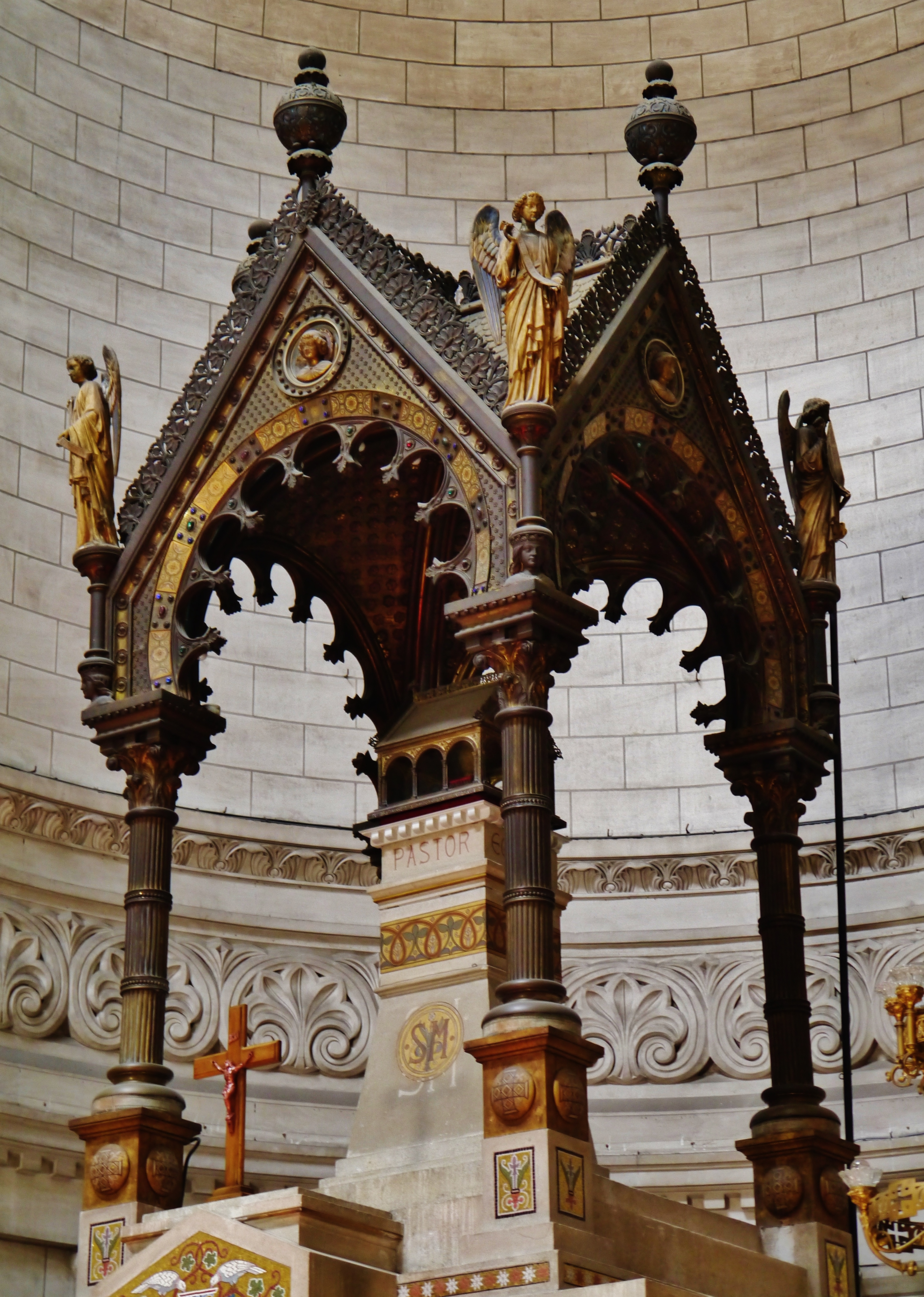
Ciborium surplombant le maître-autel de la basilique de Tours

- Cinq autels de marbre avec appliques et garnitures de bronze émaillé, commandés pour la cathédrale de Limoges et exécutés sous la direction de l'architecte Chabrol (1868)[11]
- Diadème en or et pierres précieuses pour la statue de Notre-Dame du Sacré-Cœur d'Issoudun (1869)[29]. Entièrement réalisée à partir de bijoux et de pierres donnés par les fidèles, il mesure 75cm de circonférence pour 15cm de hauteur.
- Autel et statue de saint Michel pour l'église abbatiale de l'abbaye du Mont-Saint Michel (1872)[11],[30], aujourd'hui dans l'église paroissiale Saint-Pierre. La statue mesure 2m50 de hauteur et est exécutée en lames d'argent recouvrant un modèle en bois, fait par Chertier[11]

Autel et statue de Saint Michel dans l'église Saint-Pierre du Mont-Saint-Michel
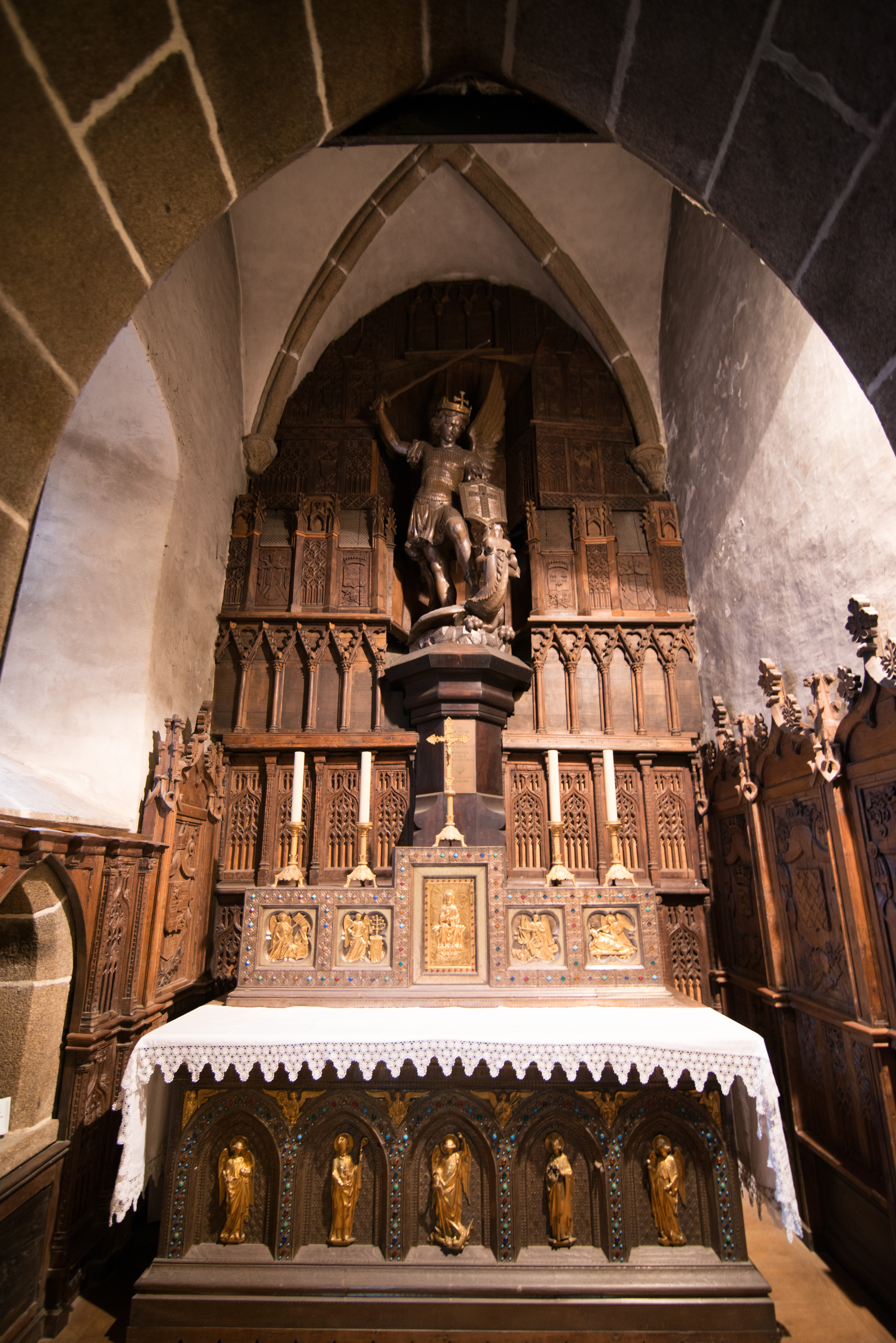
Vue générale
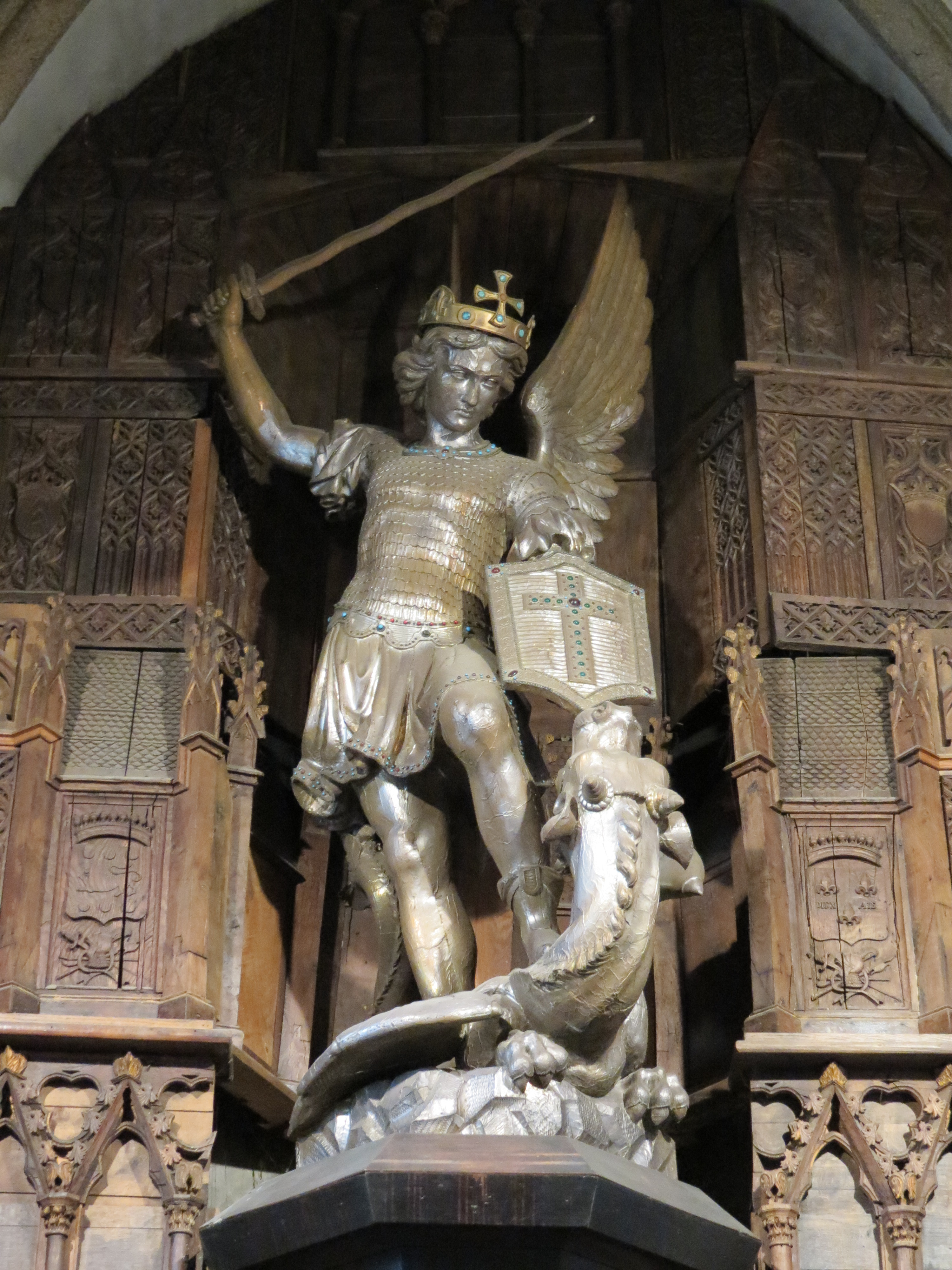
Statue de Saint Michel
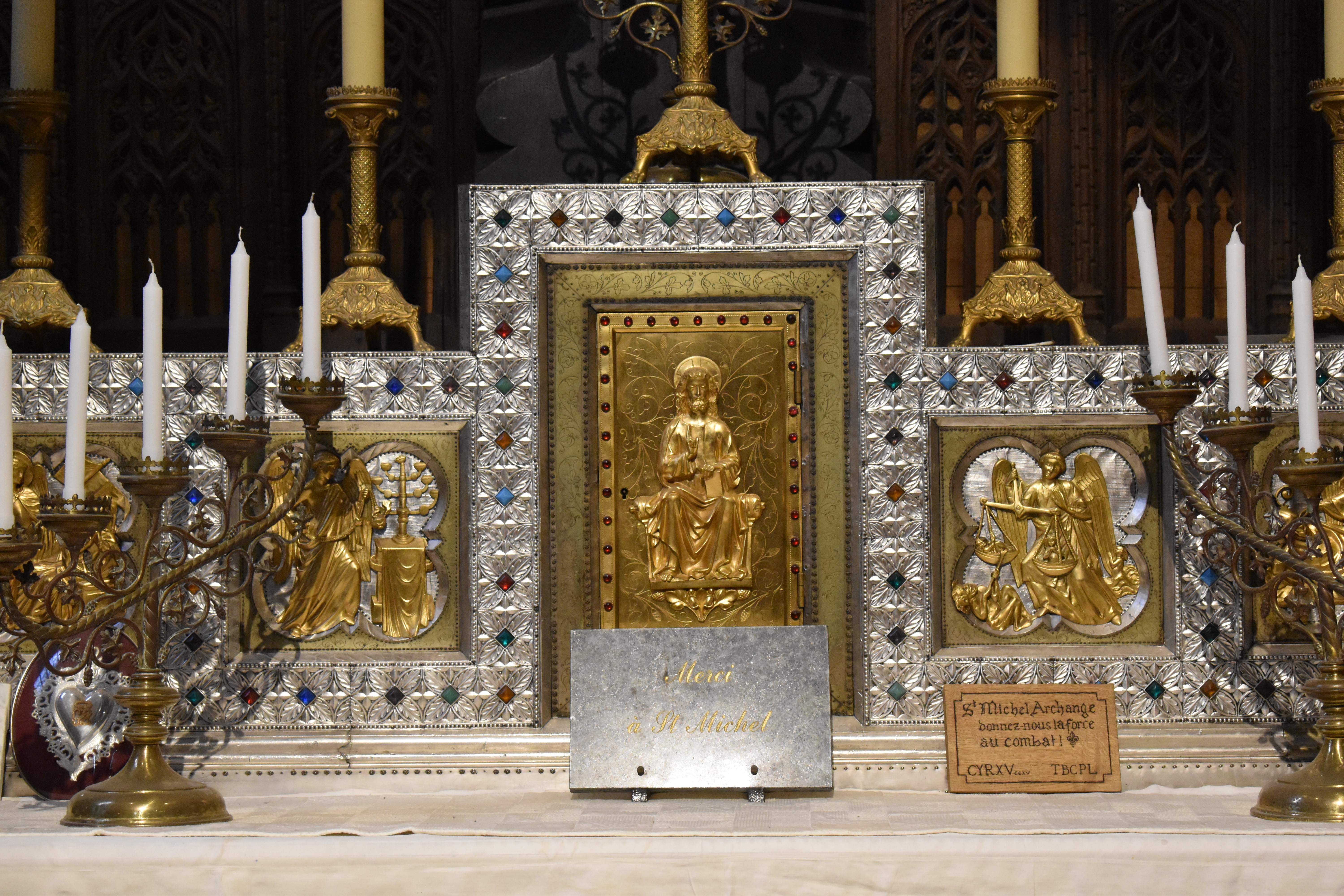
Tabernacle
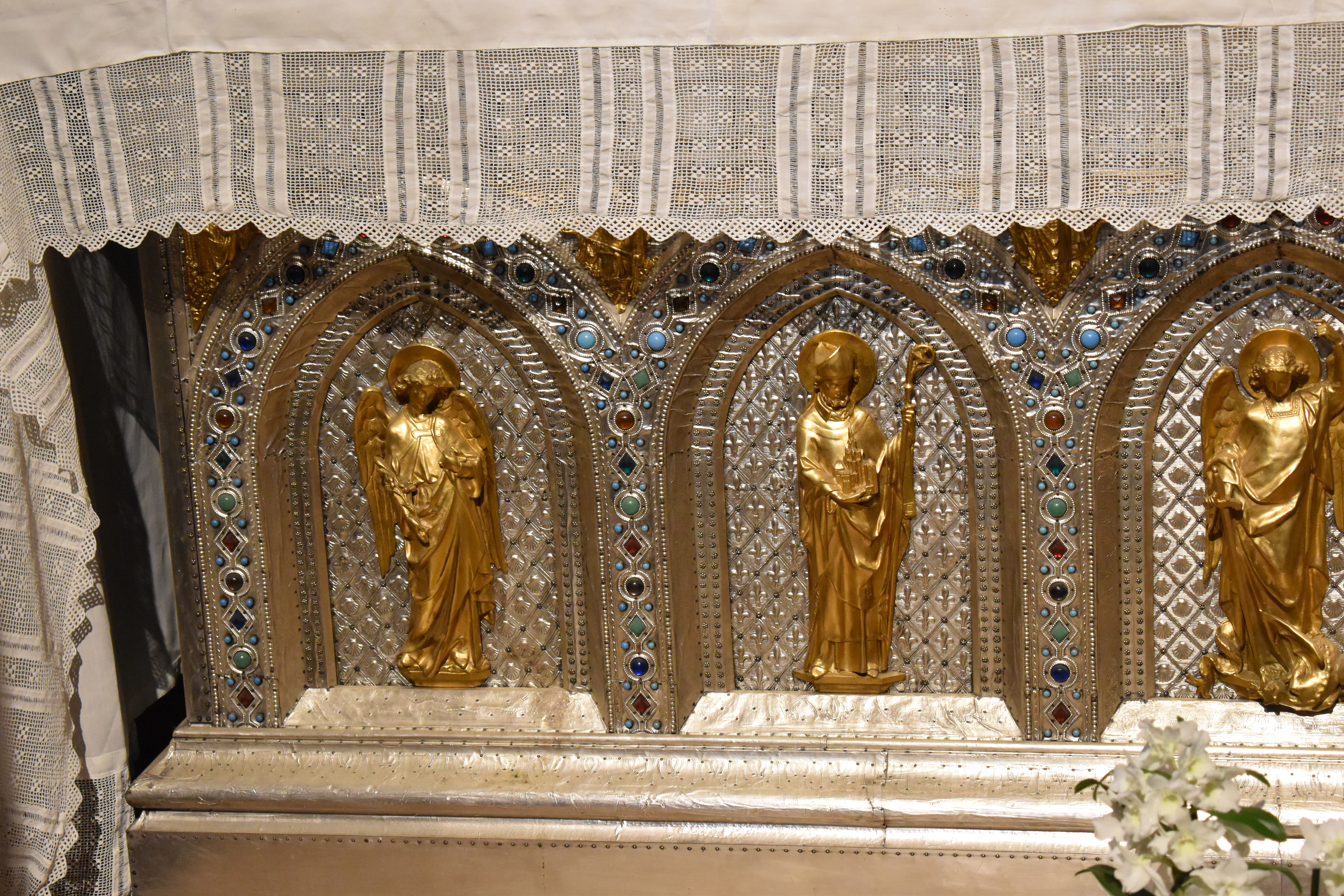
Façade de l'autel
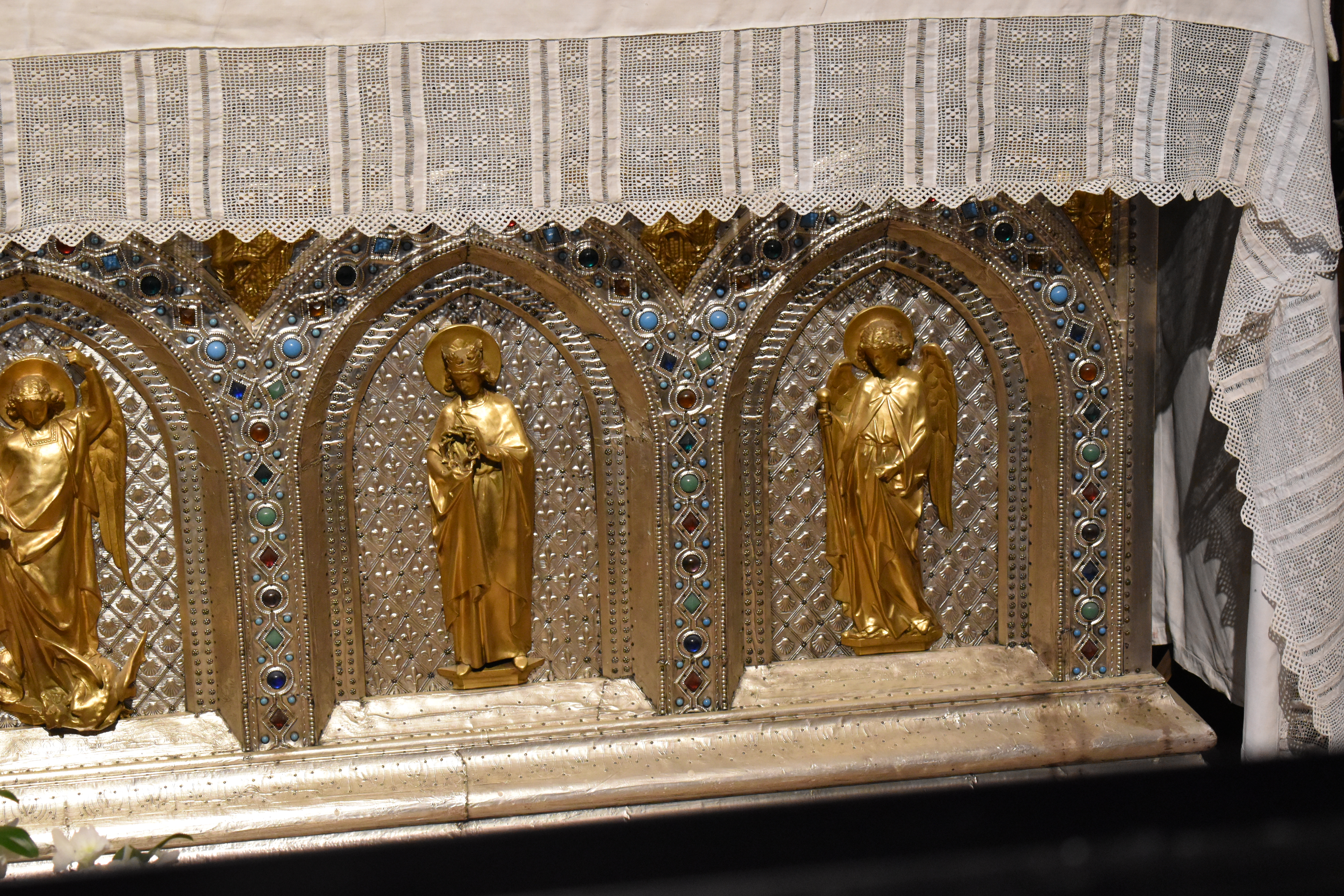
Façade de l'autel

- Autel de la Vierge pour la cathédrale Saint-Gatien de Tours (1870-1875)[31] d'après les dessins des architectes Gustave Guerin et Charles Guerin.
- Autel de la Vierge pour la cathédrale Notre-Dame-de-l'Assomption de Luçon (1873) d'après le dessin de l'architecte diocésain Juste Lisch[32].
- Ciborium monumental et autel pour la cathédrale de Sligo en Irlande (1874), exécutés en marbre, bronze doré et émail, sous la direction de l'architecte Goldie de Londres[11]

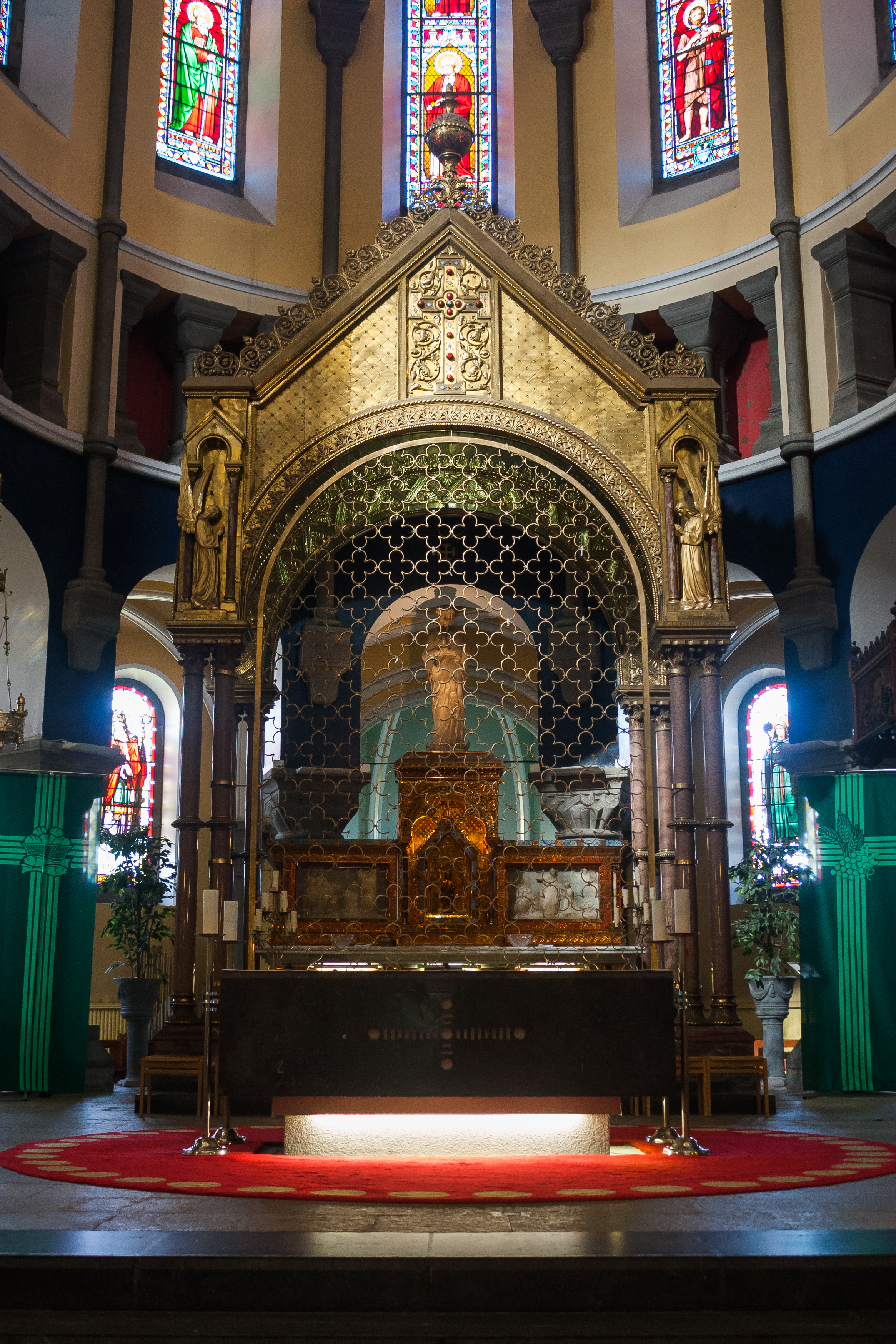
Ciborium de la cathédrale de Sligo (Irlande)

- Autel de la chapelle absidiale et autel de Notre-Dame des Miracles pour la cathédrale de Saint-Omer, exécuté sous la direction de l'architecte Darcy (1875)[11]. La fourniture comprend également des garnitures pour les autels, des lampes, des thabors et deux impressionnants anges céroféraires posés sur des colonnes, le tout en bronze doré .

Autel de la chapelle absidiale de la cathédrale de Saint-Omer
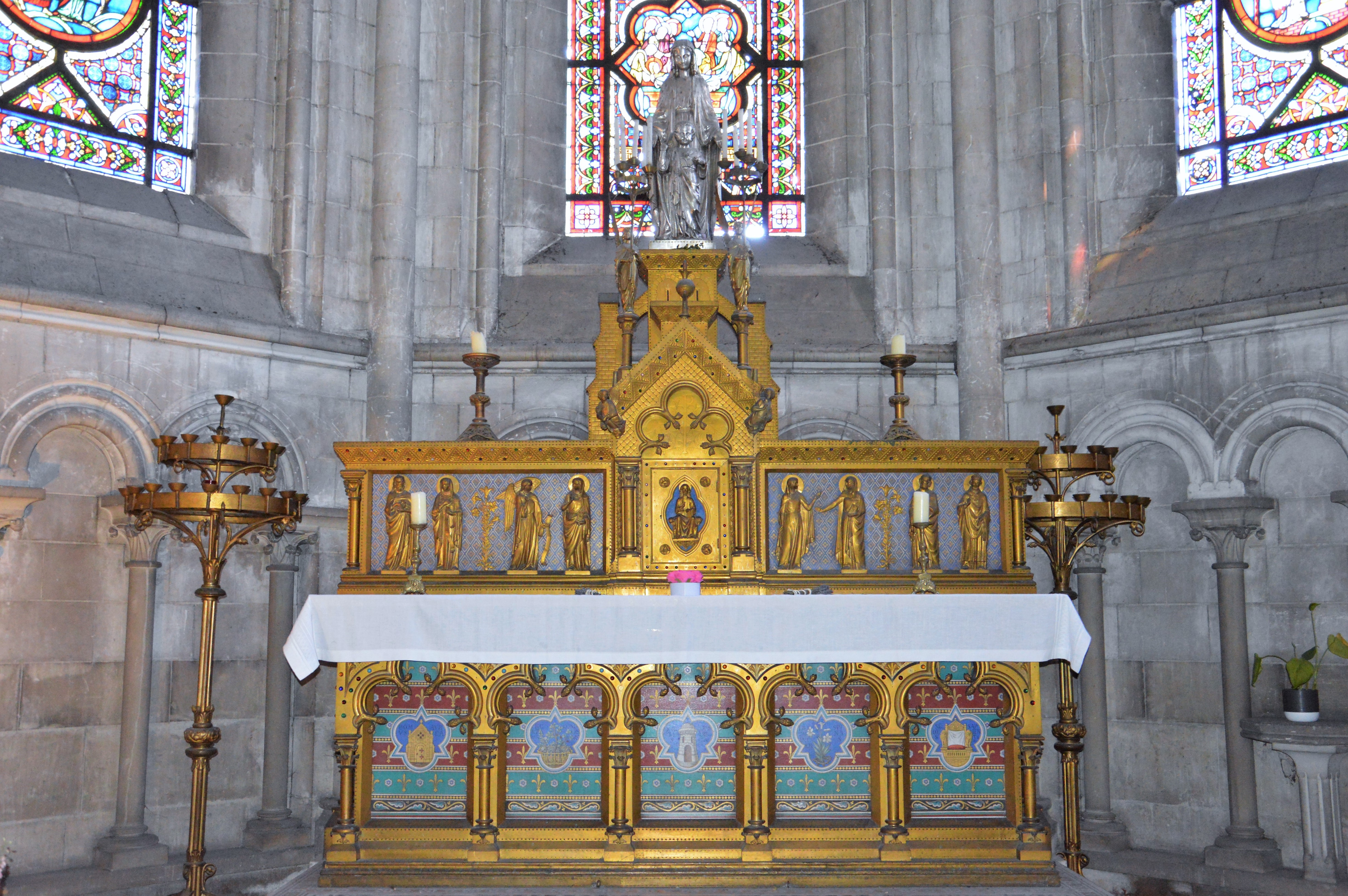
Vue générale
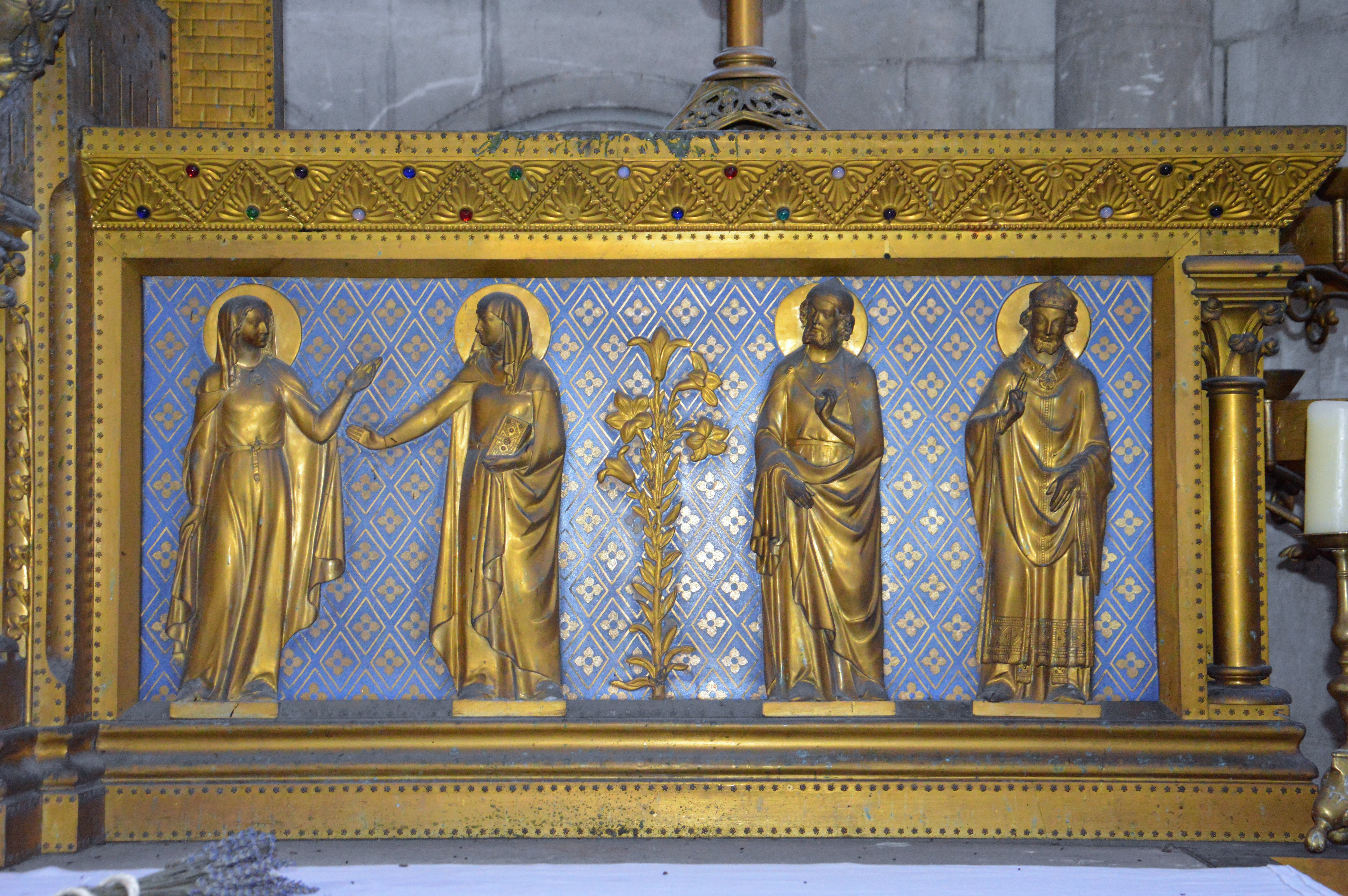
Retable
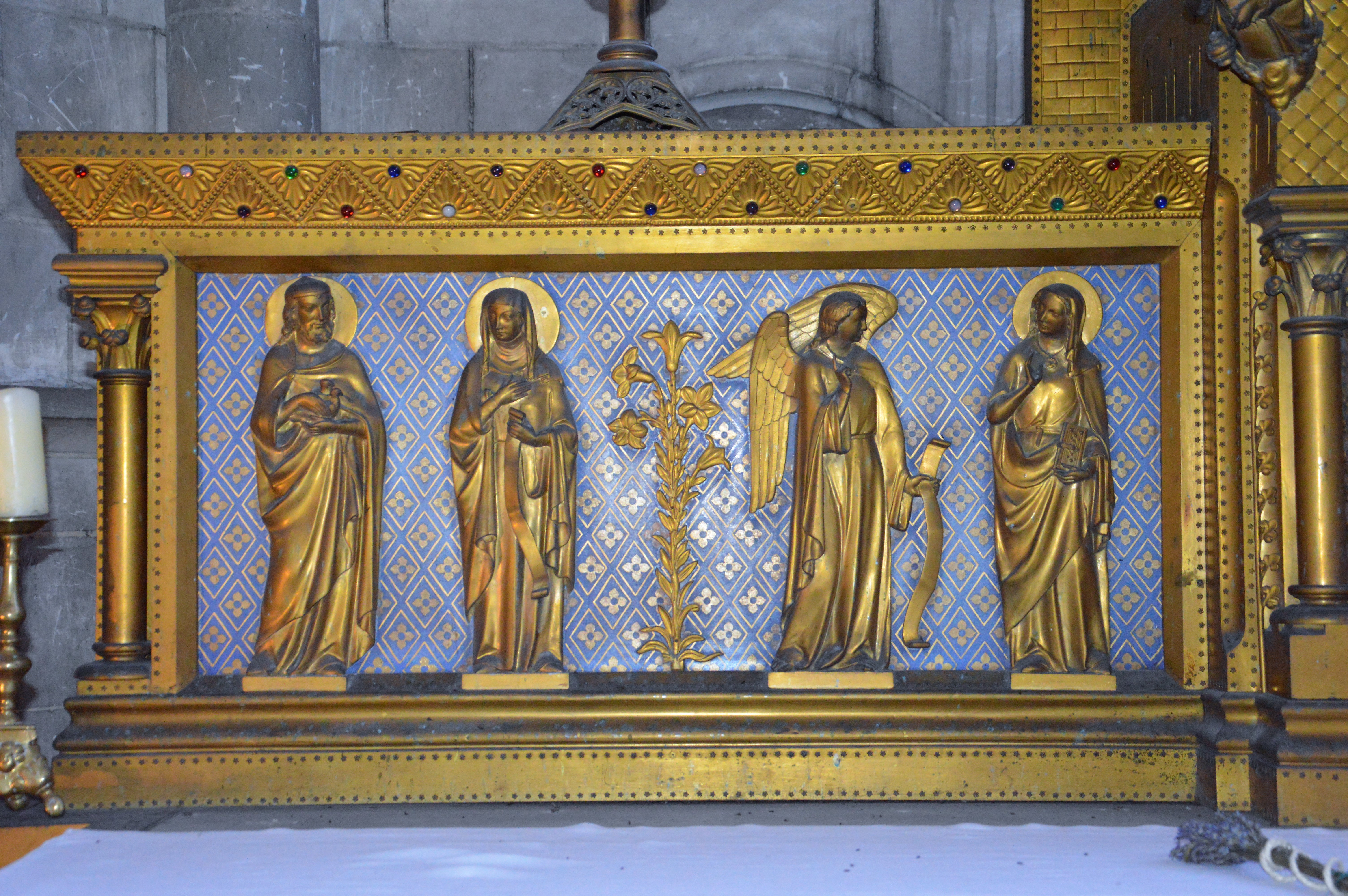
Retable
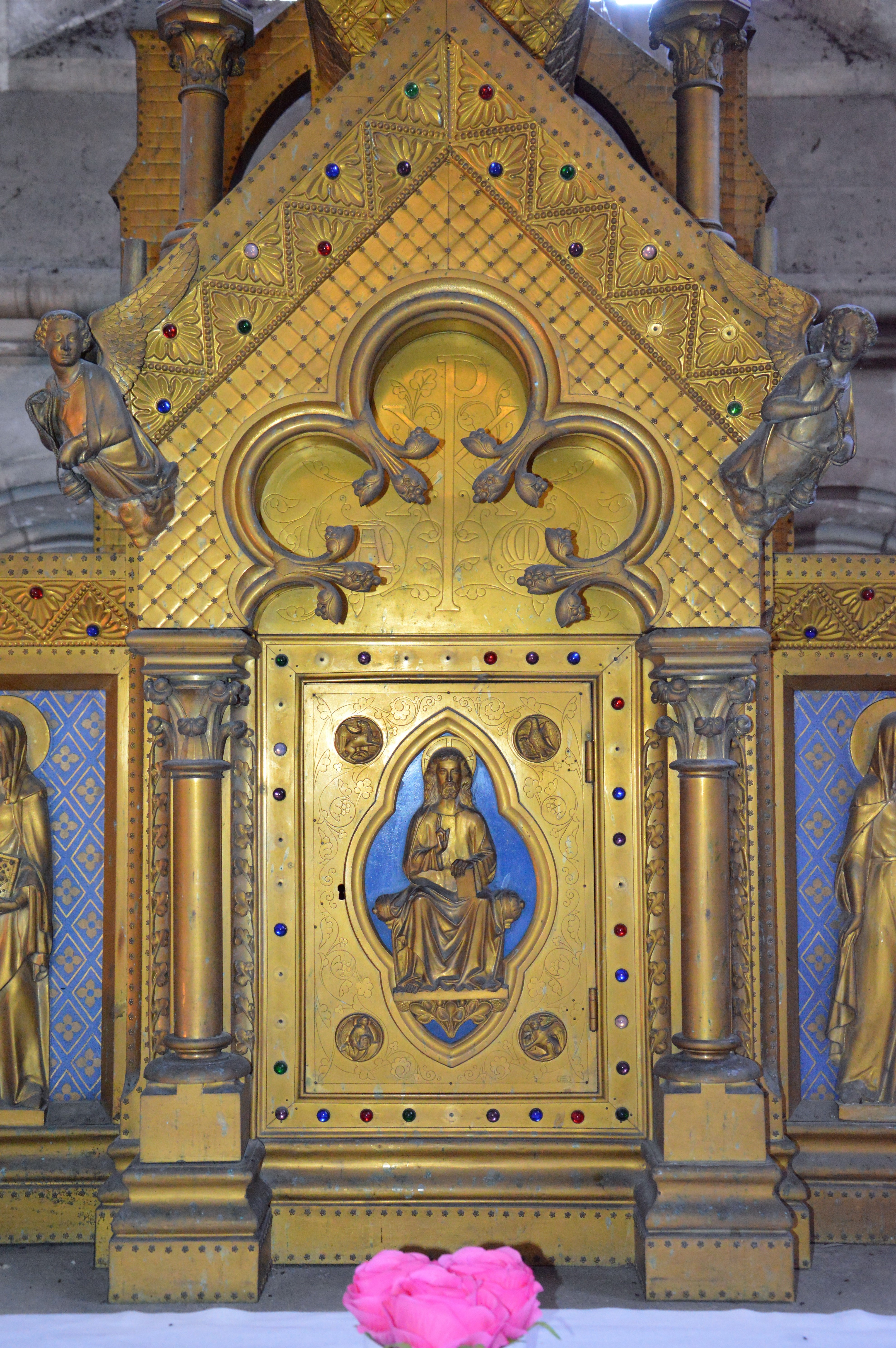
Tabernacle
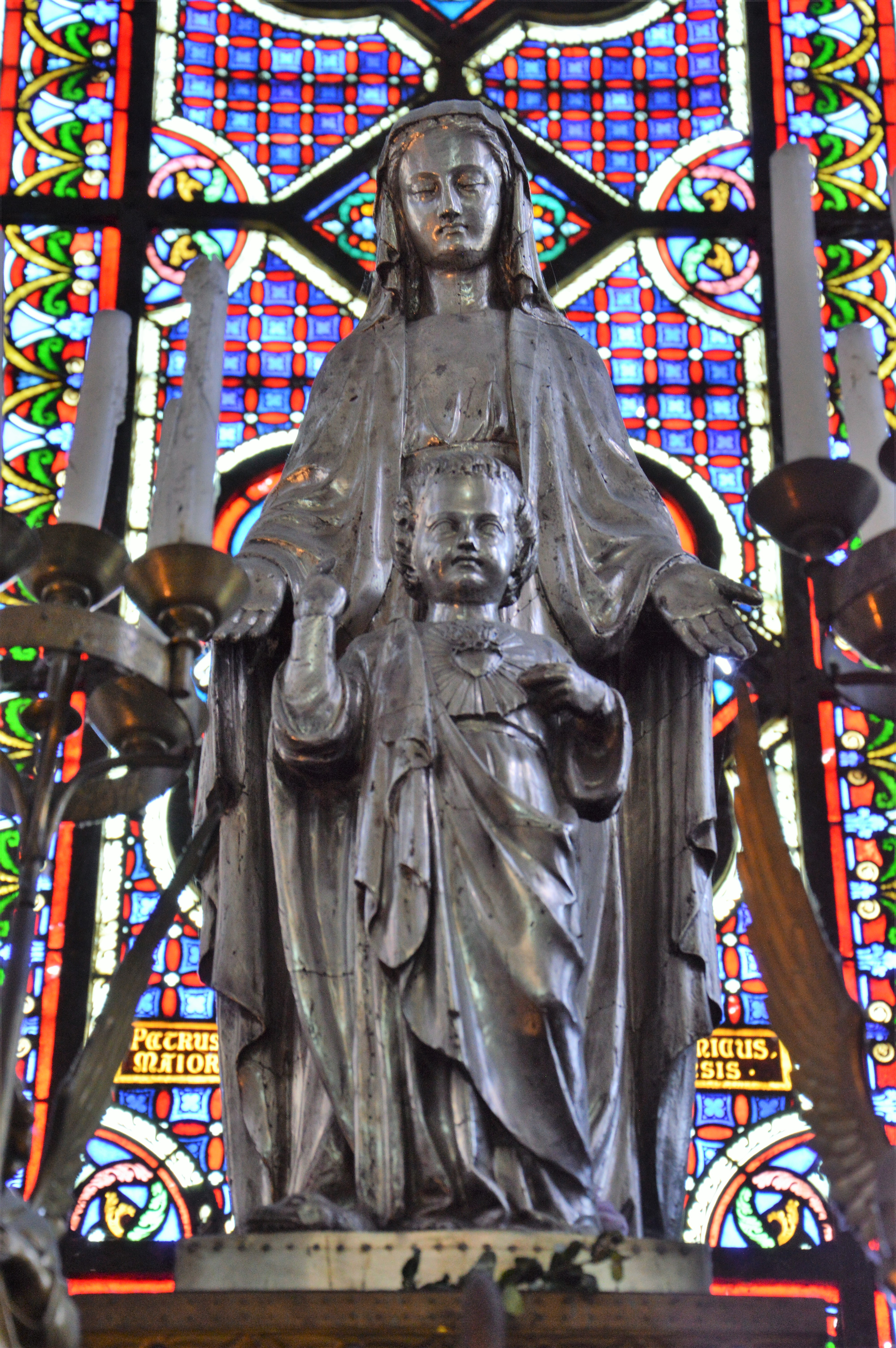
Statue de Notre-Dame du Sacré-Coeur
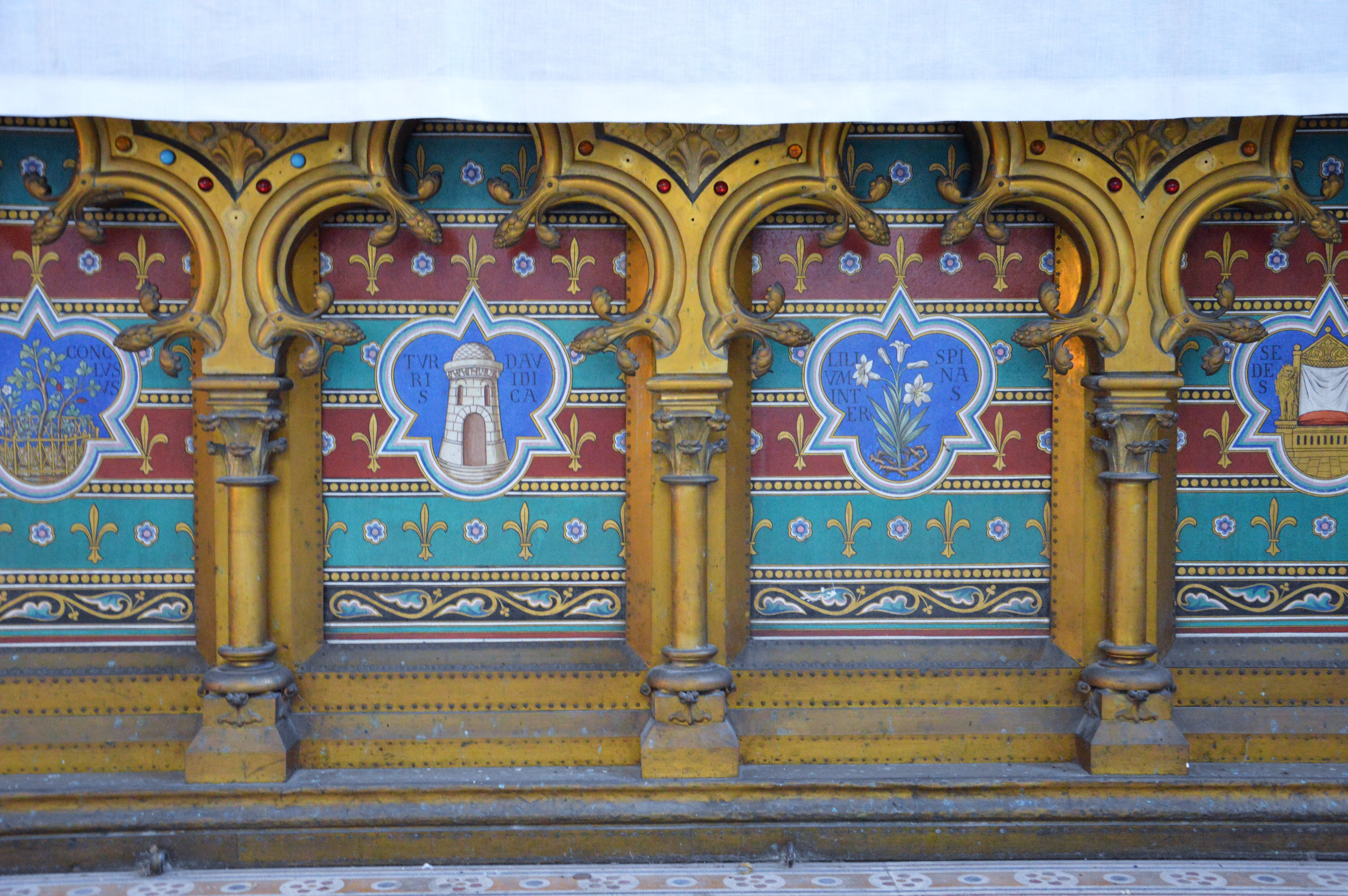
Partie basse

Autel de Notre-Dame des Miracles de la cathédrale Notre-Dame de Saint-Omer
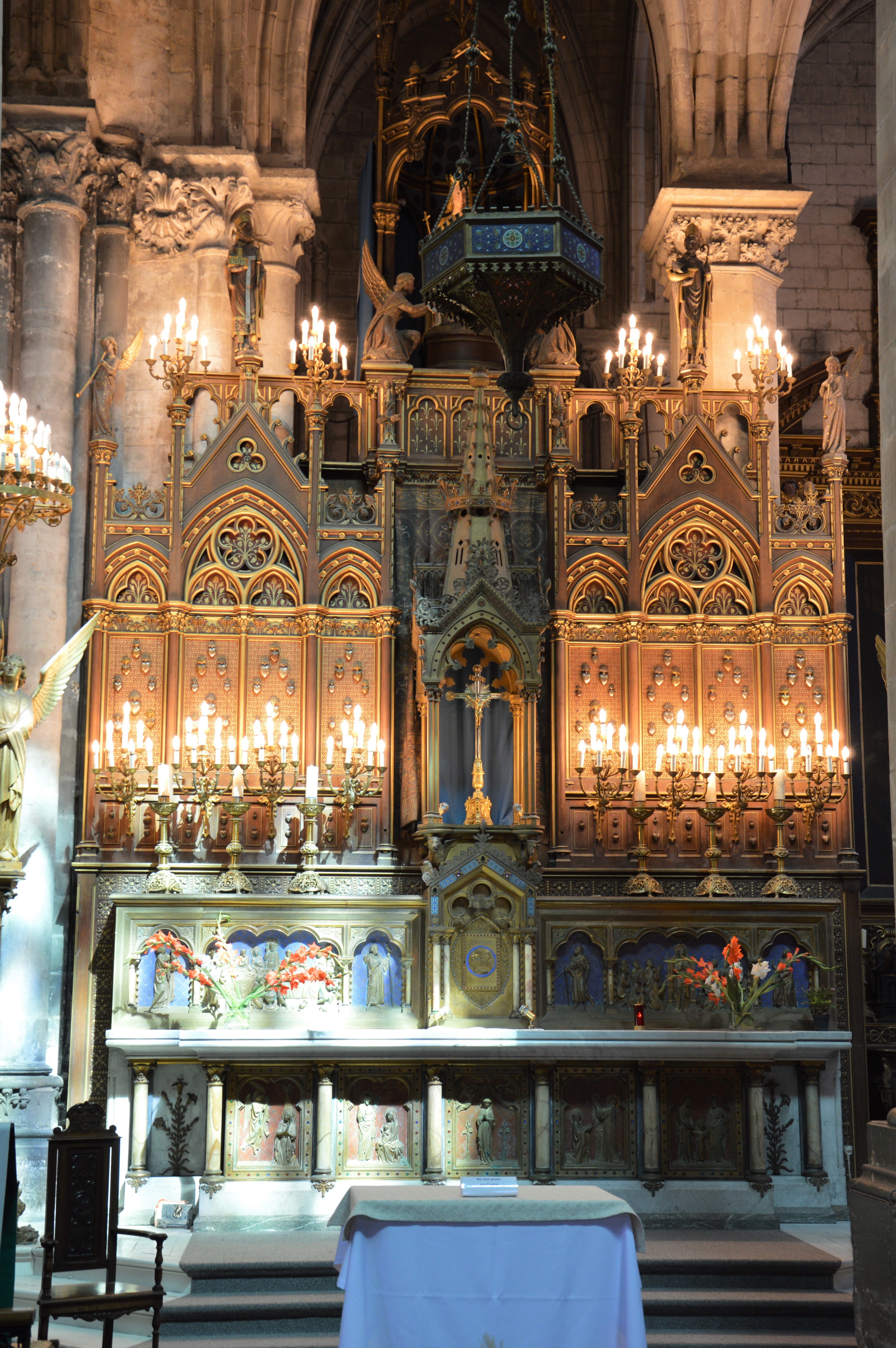
Vue générale
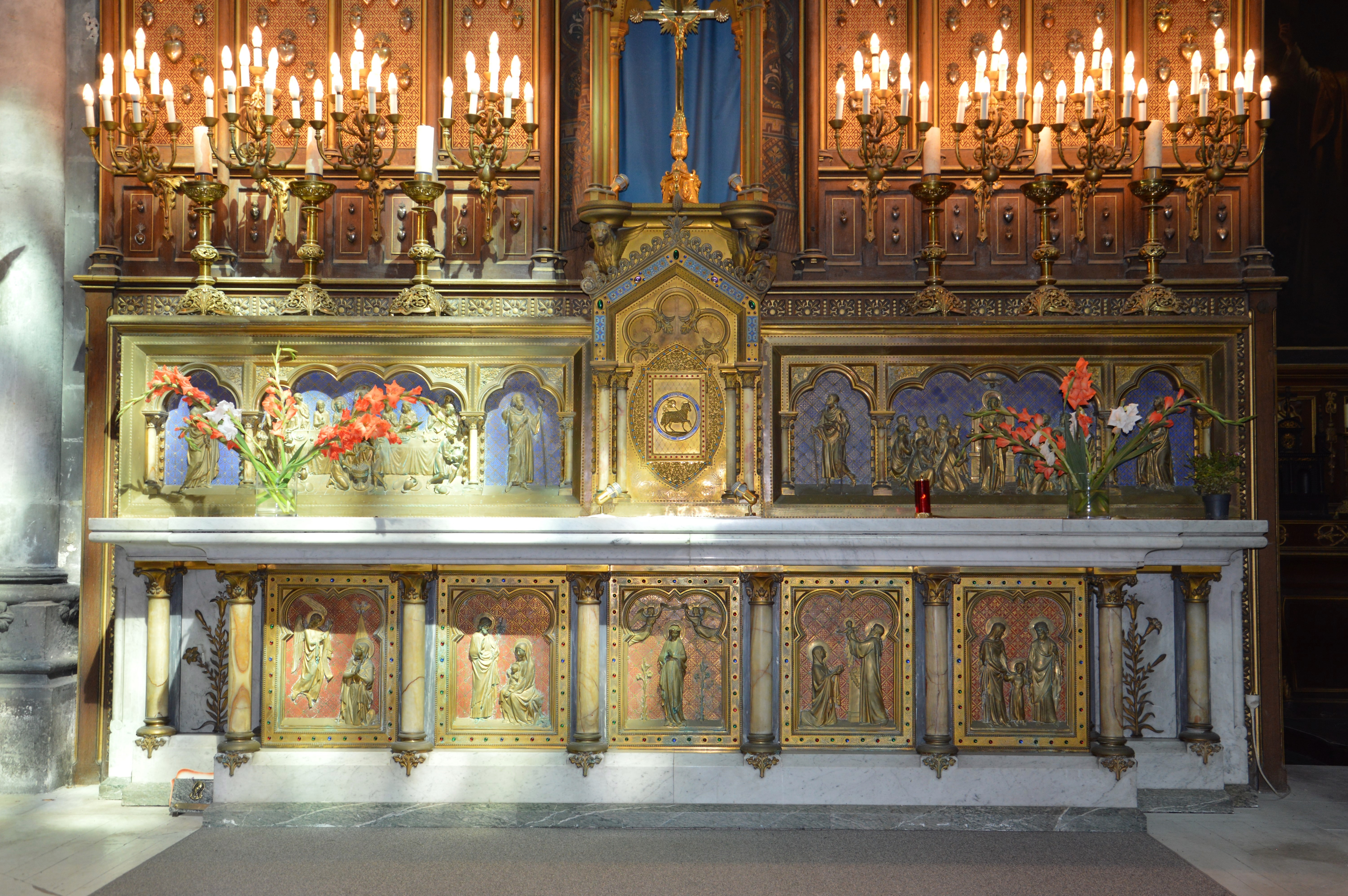
Vue de l'autel
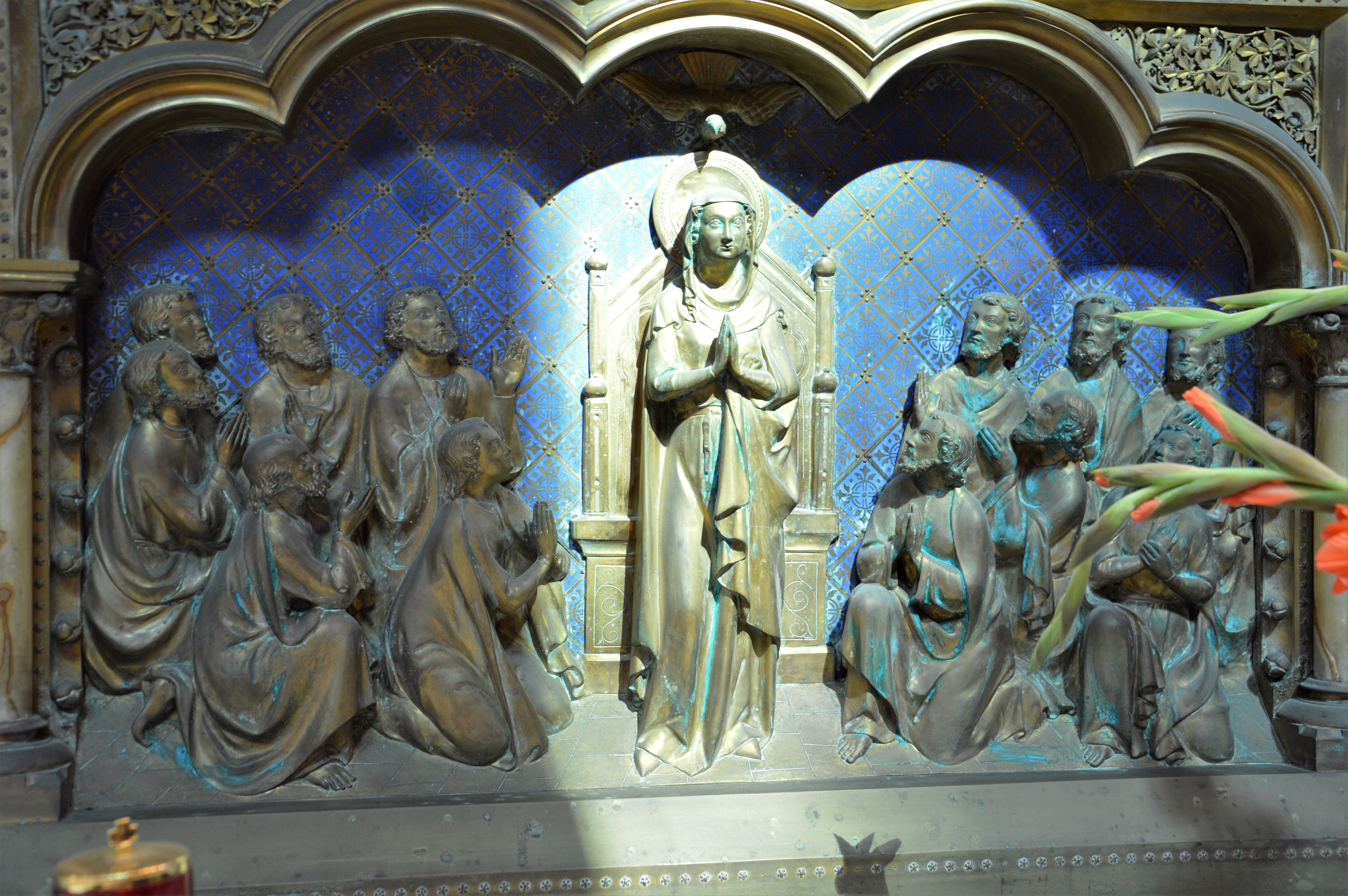
Elément du retable
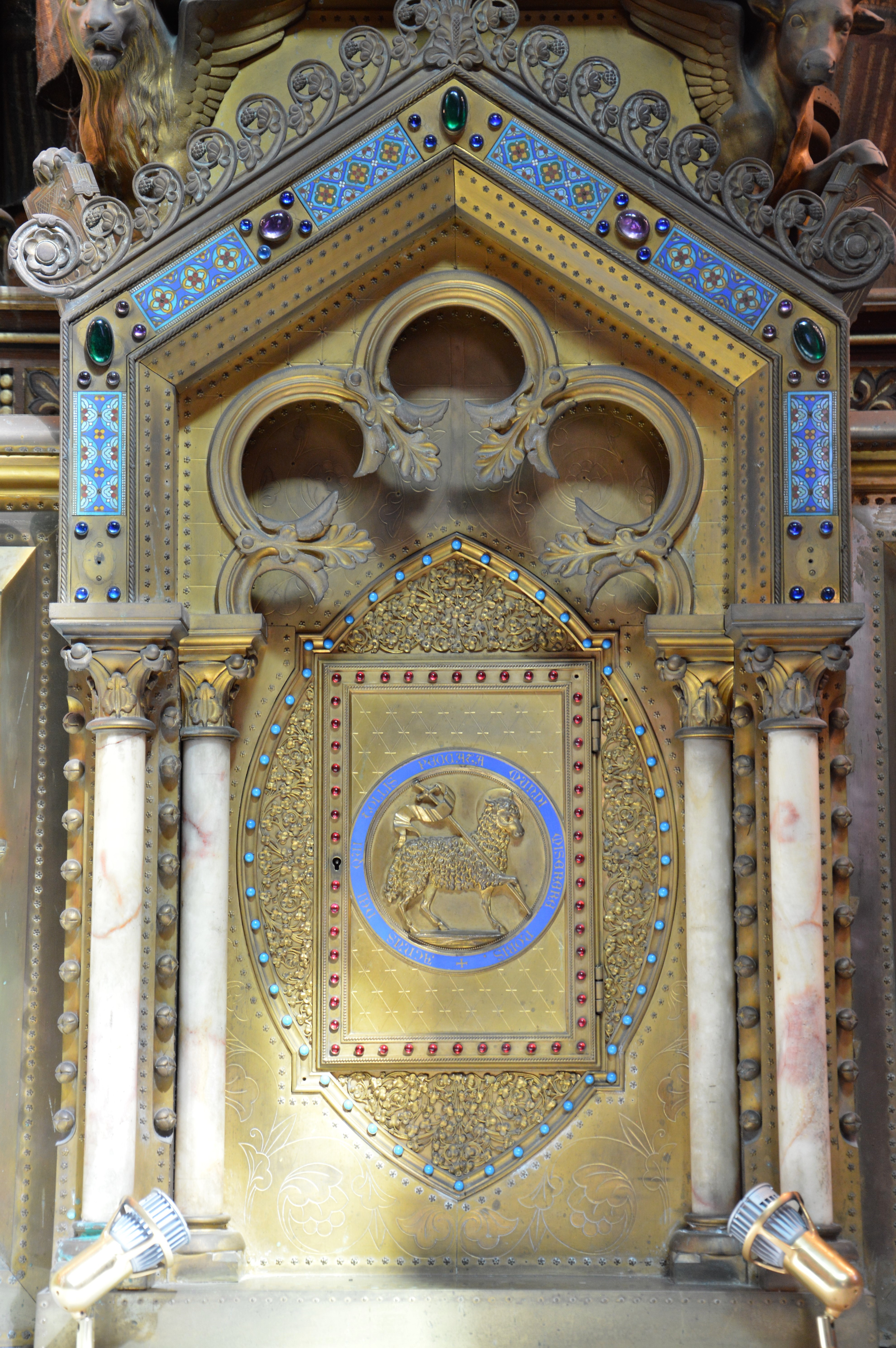
Tabernacle
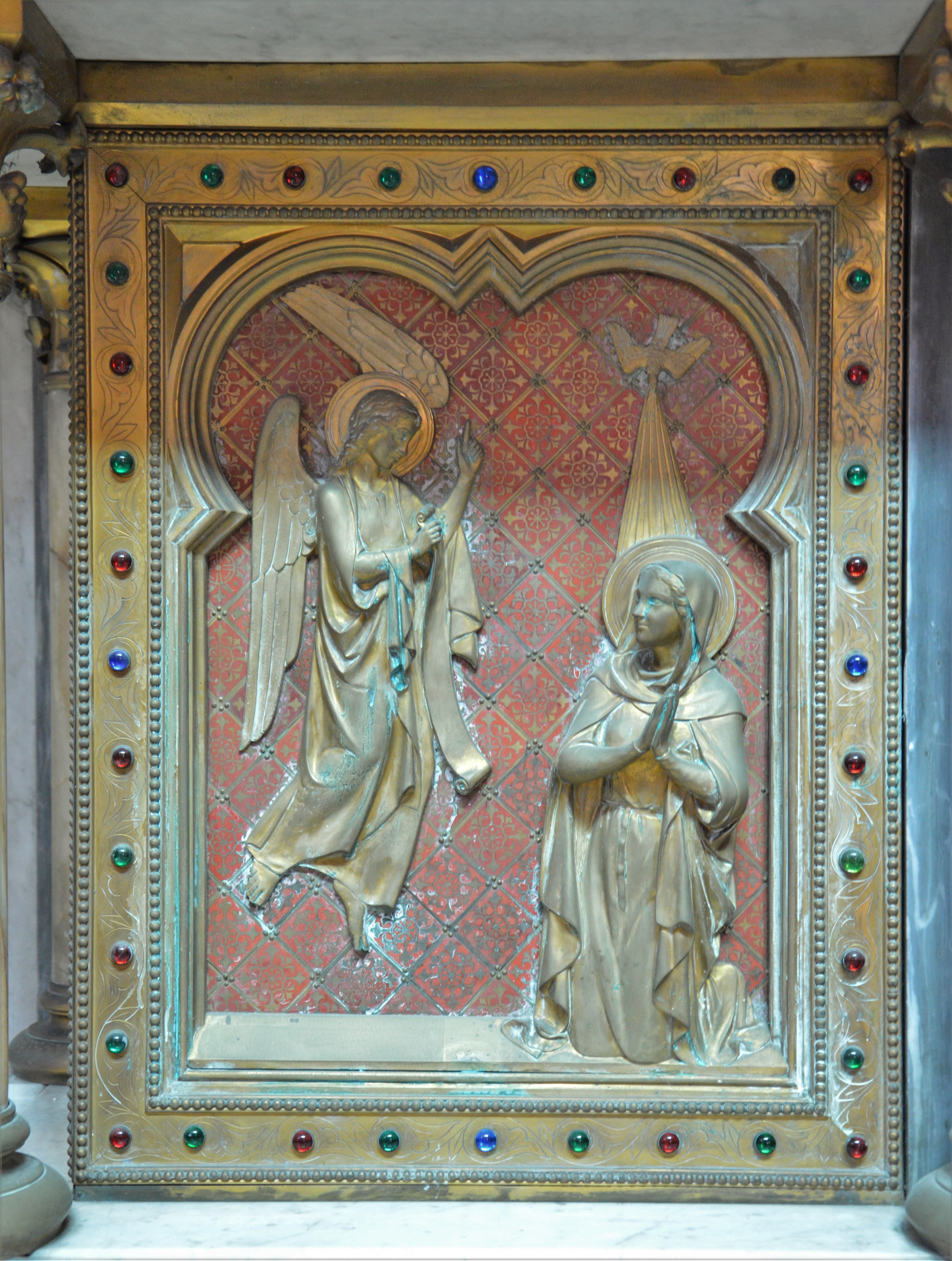
Elément de la façade de l'autel
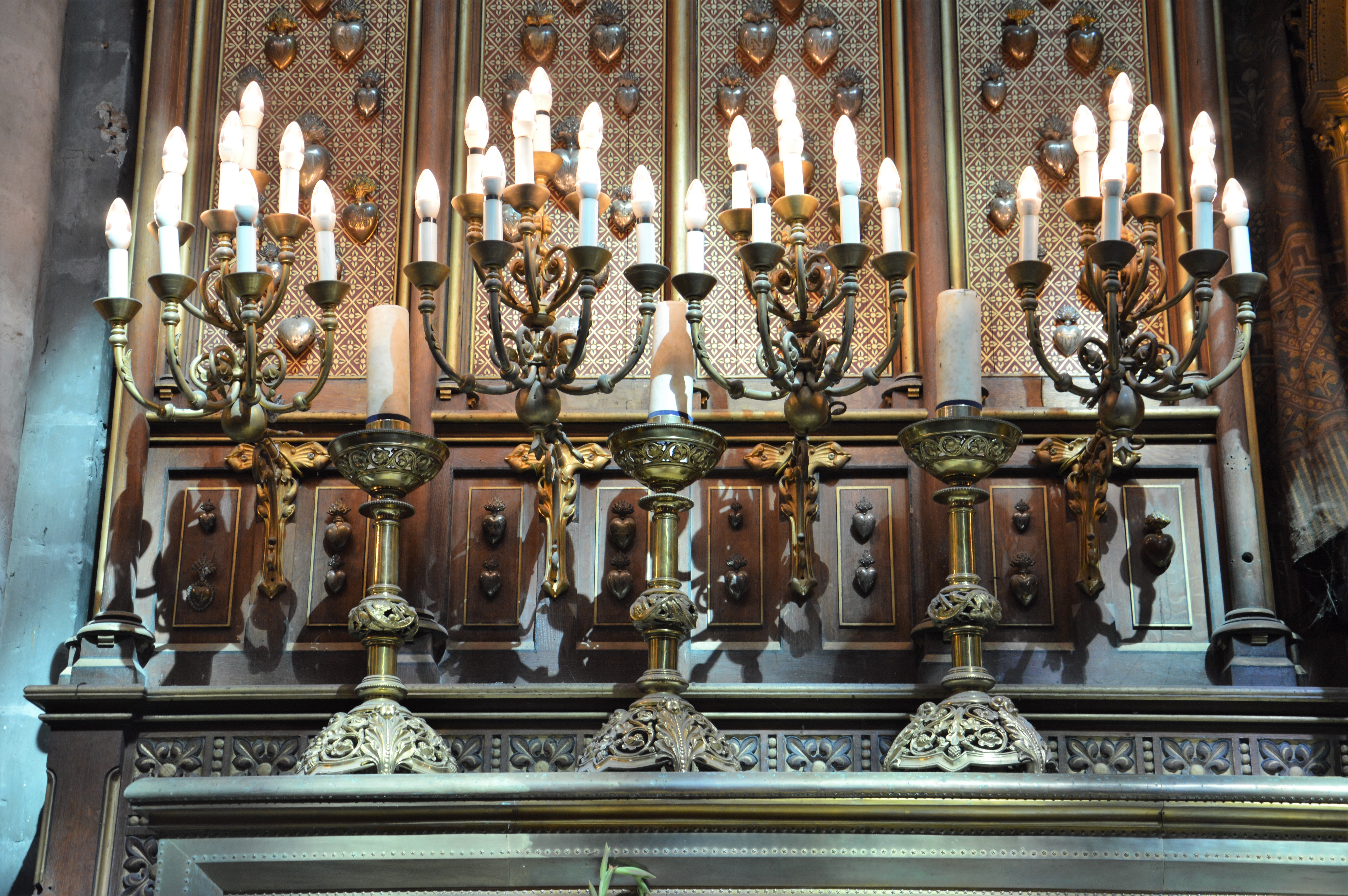
Chandeliers de la garniture d'autel

Anges céroféraires dans la cathédrale de Saint-Omer
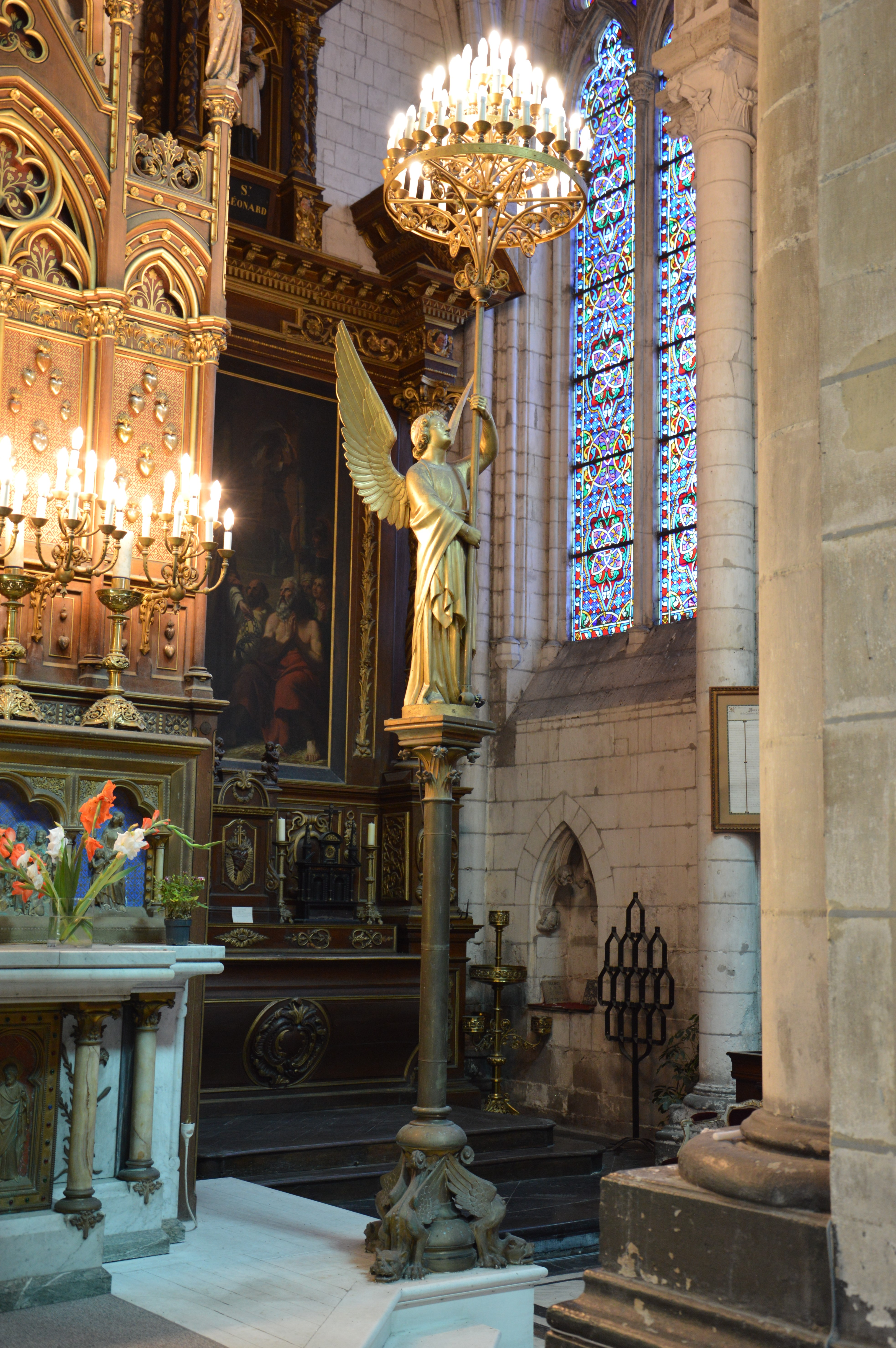
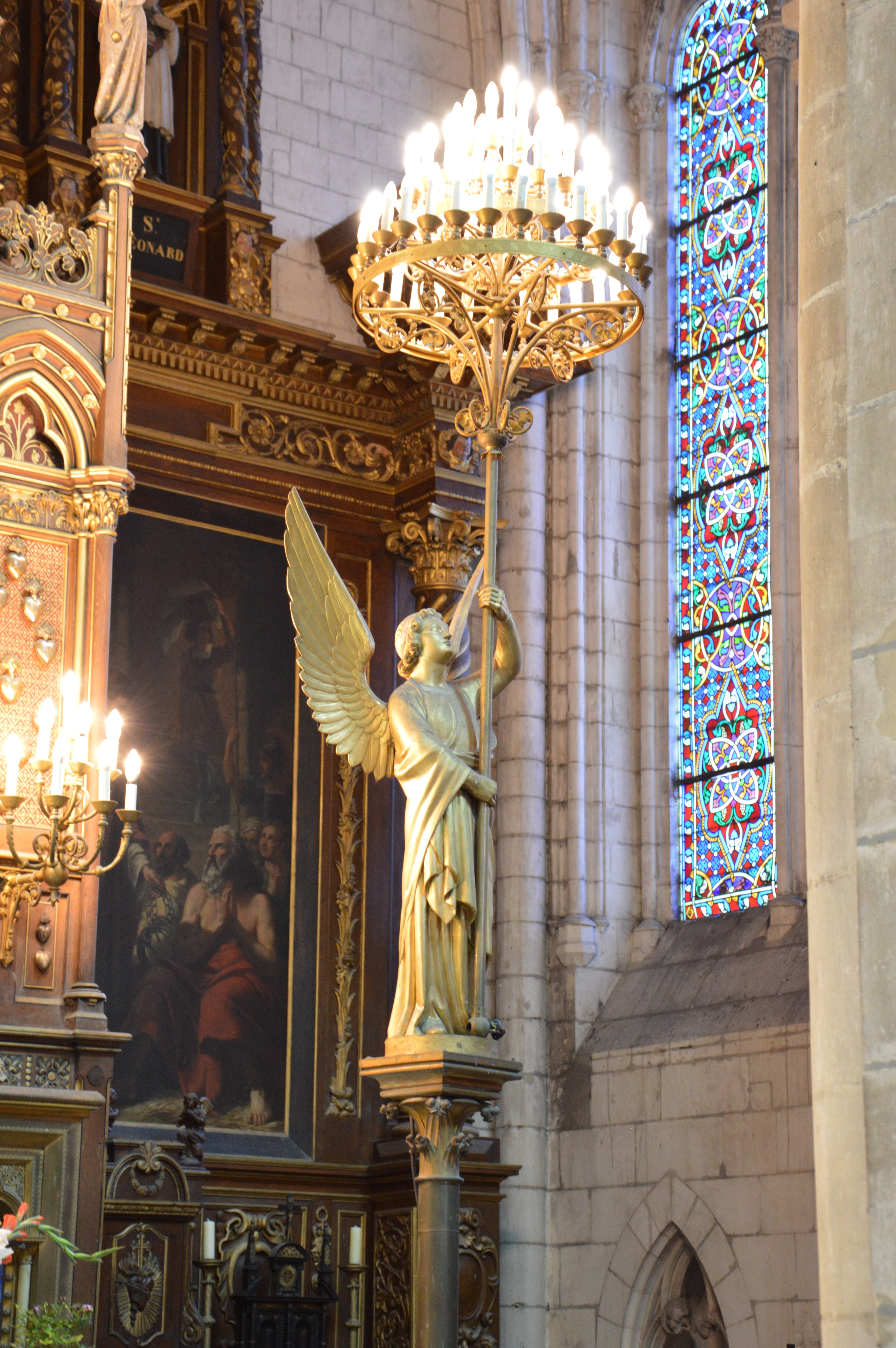
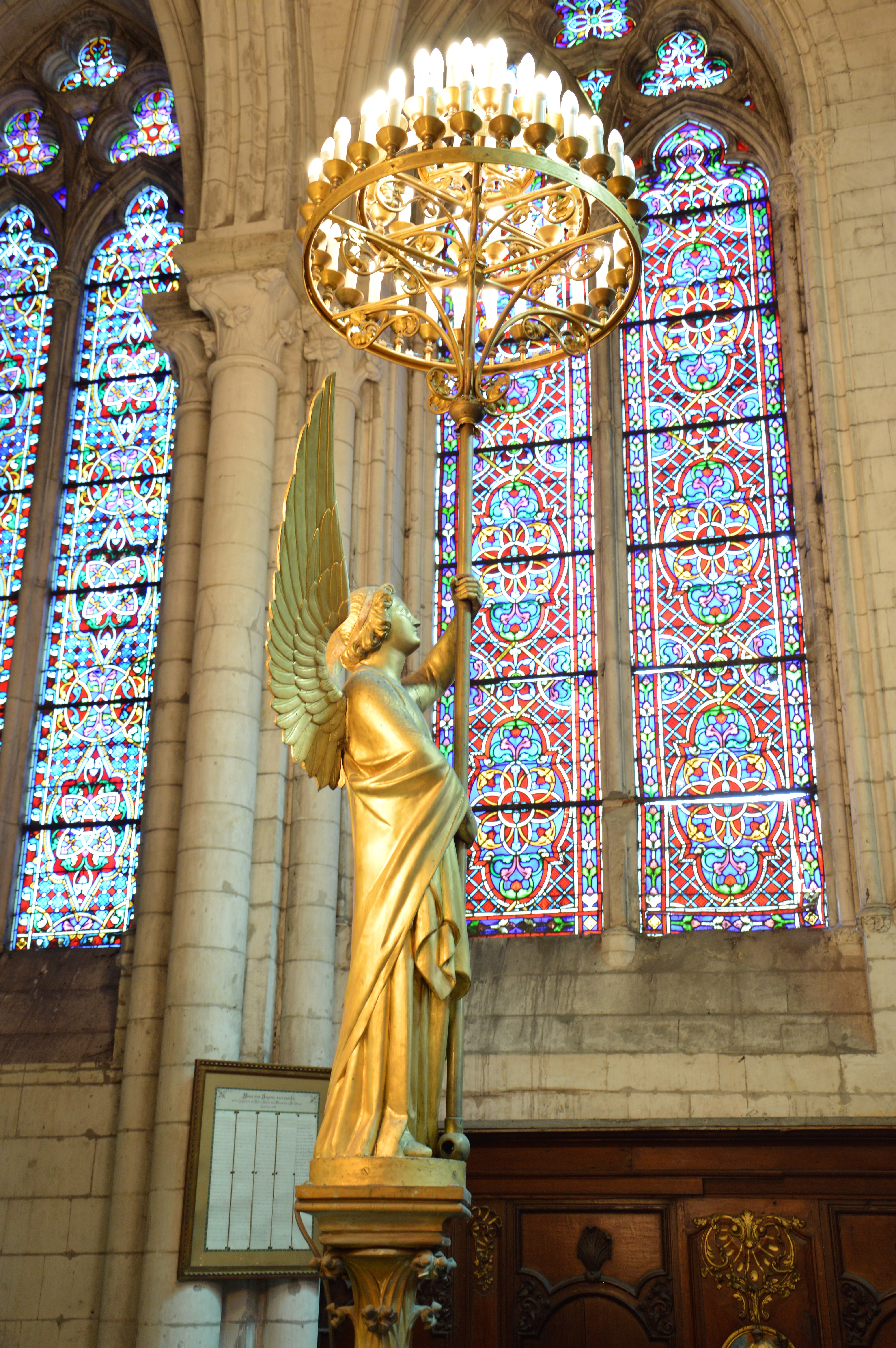
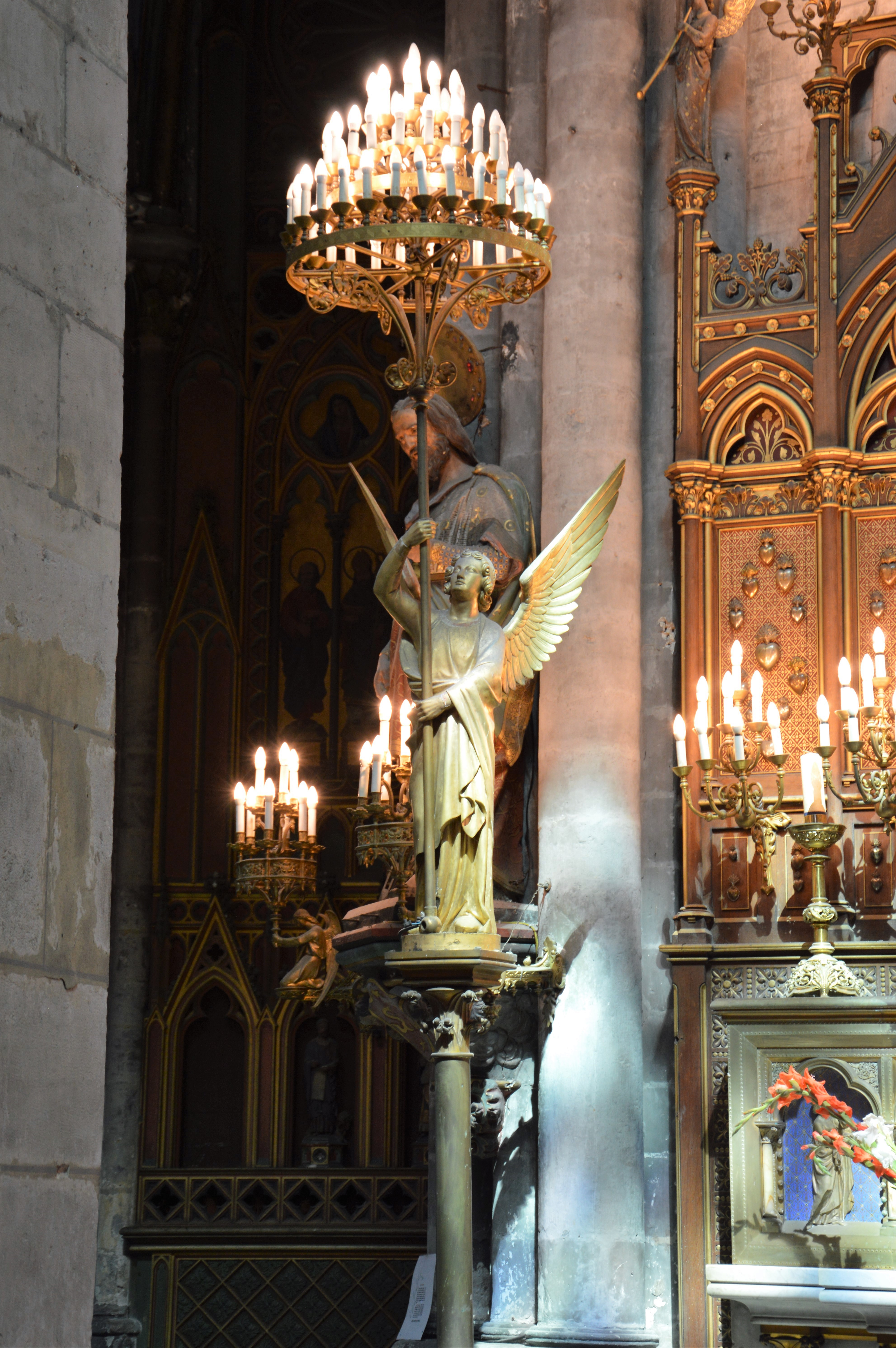
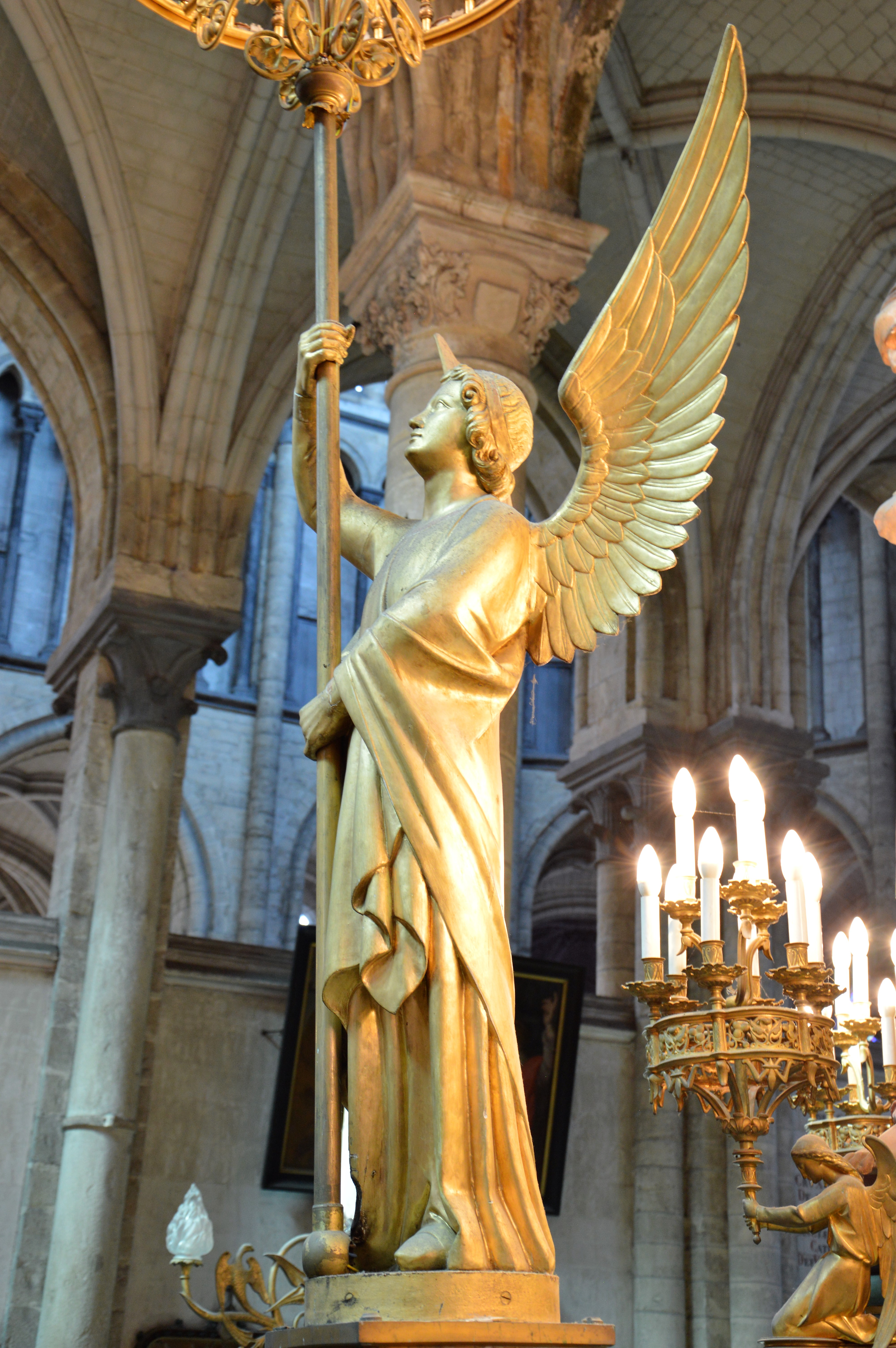
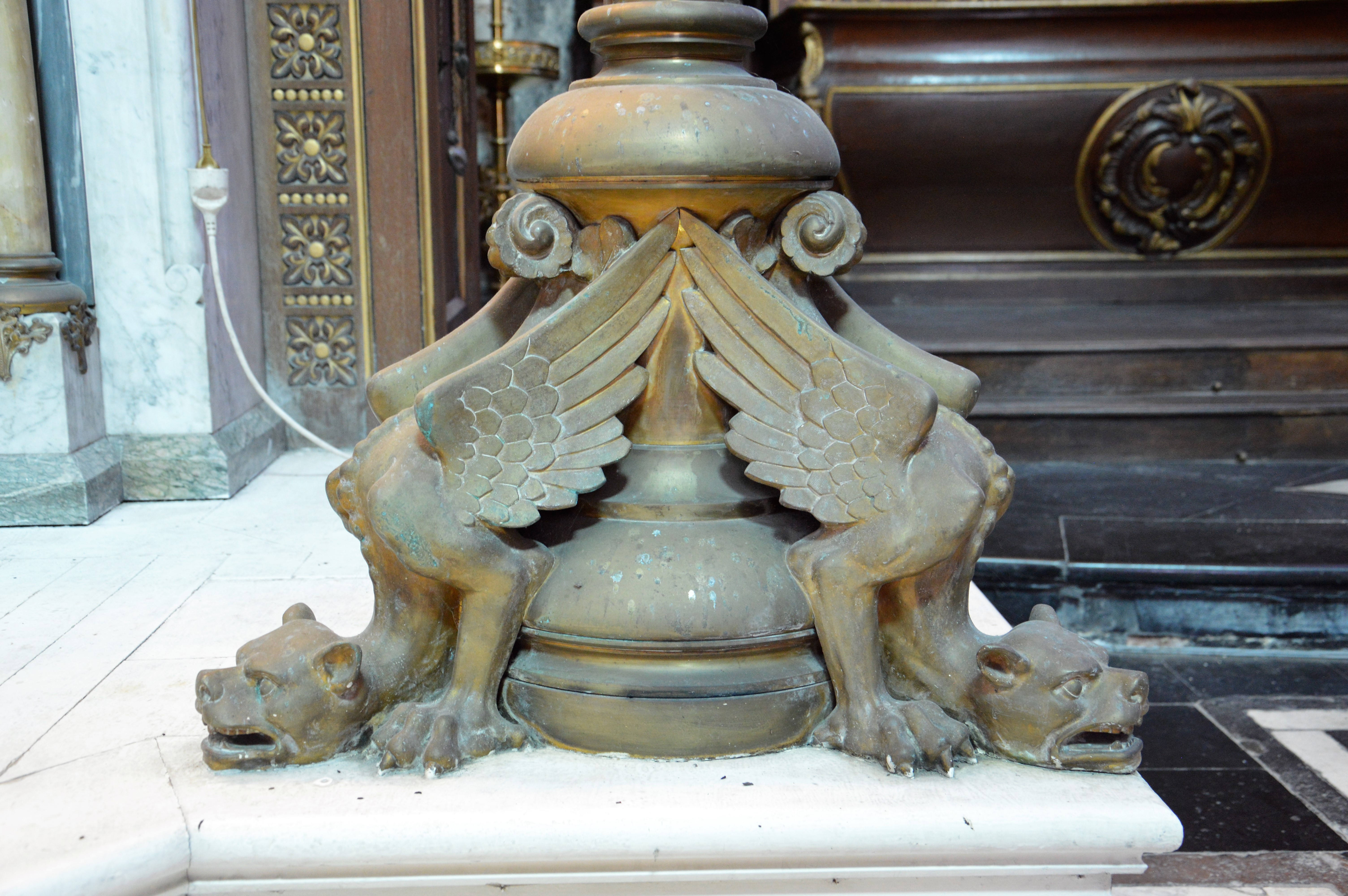

- Autel pour la chapelle du Sacré-Coeur de la cathédrale de Reims, d'après le dessin de l'architecte Millet (1876)[11]

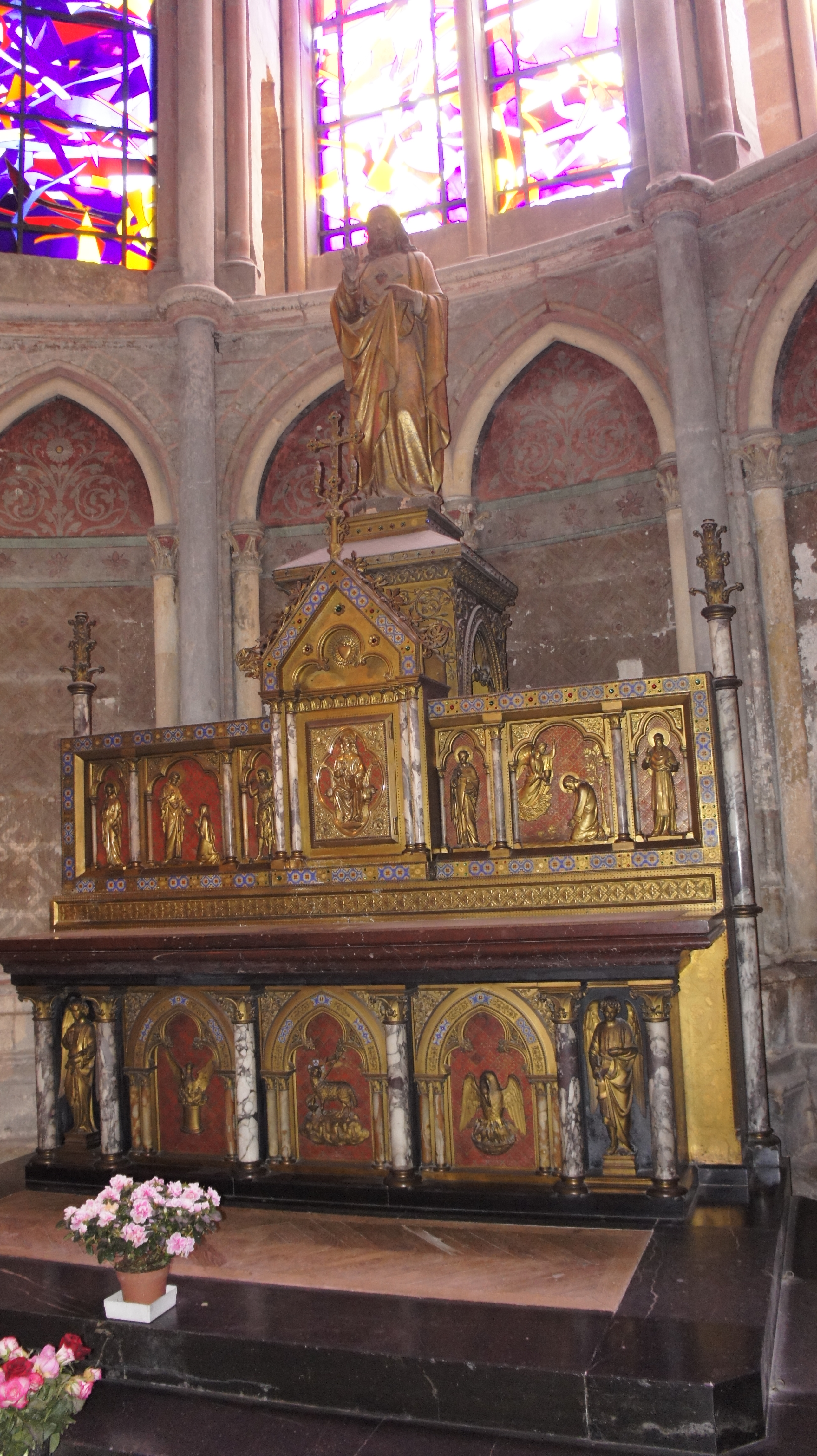
Autel du Sacré-Coeur

- Grand ciborium et autel monumental, exécutés pour le chœur de la cathédrale de Moulins, sous la direction de l'architecte Schelmerscheur (1877)[11]

Ciborium de la cathédrale de Moulins
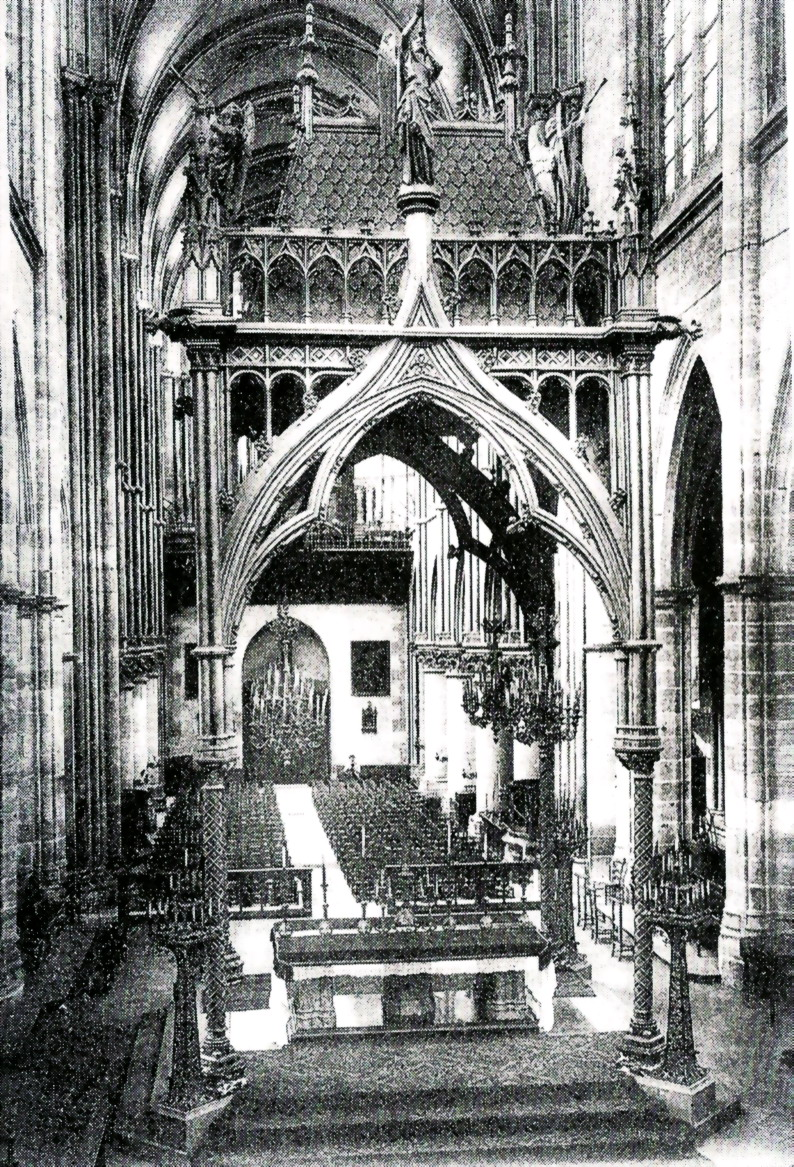
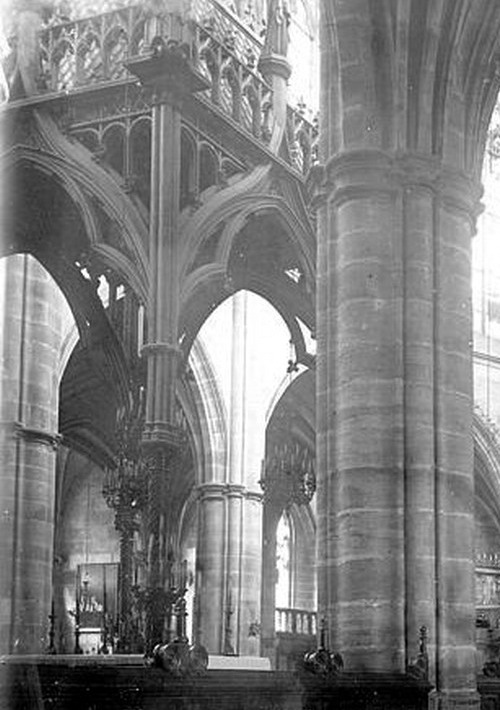

- Grand maître-autel, cuivre doré et émaillé pour l'église de Notre-Dame, à Mayenne ; composition de Chertier (1878)[11]
- Portes en cuivre repoussé, exécutées pour la cathédrale de Strasbourg (1879)[11],[18],[17]. Les vantaux mesurent chacun 6m50 de hauteur sur 2 mètres de largeur. Le dessin est de l'architecte Klotz et l'ornementation du peintre-verrier Steinheil. Chertier fournit également le chemin de croix de la cathédrale en 1881[33].

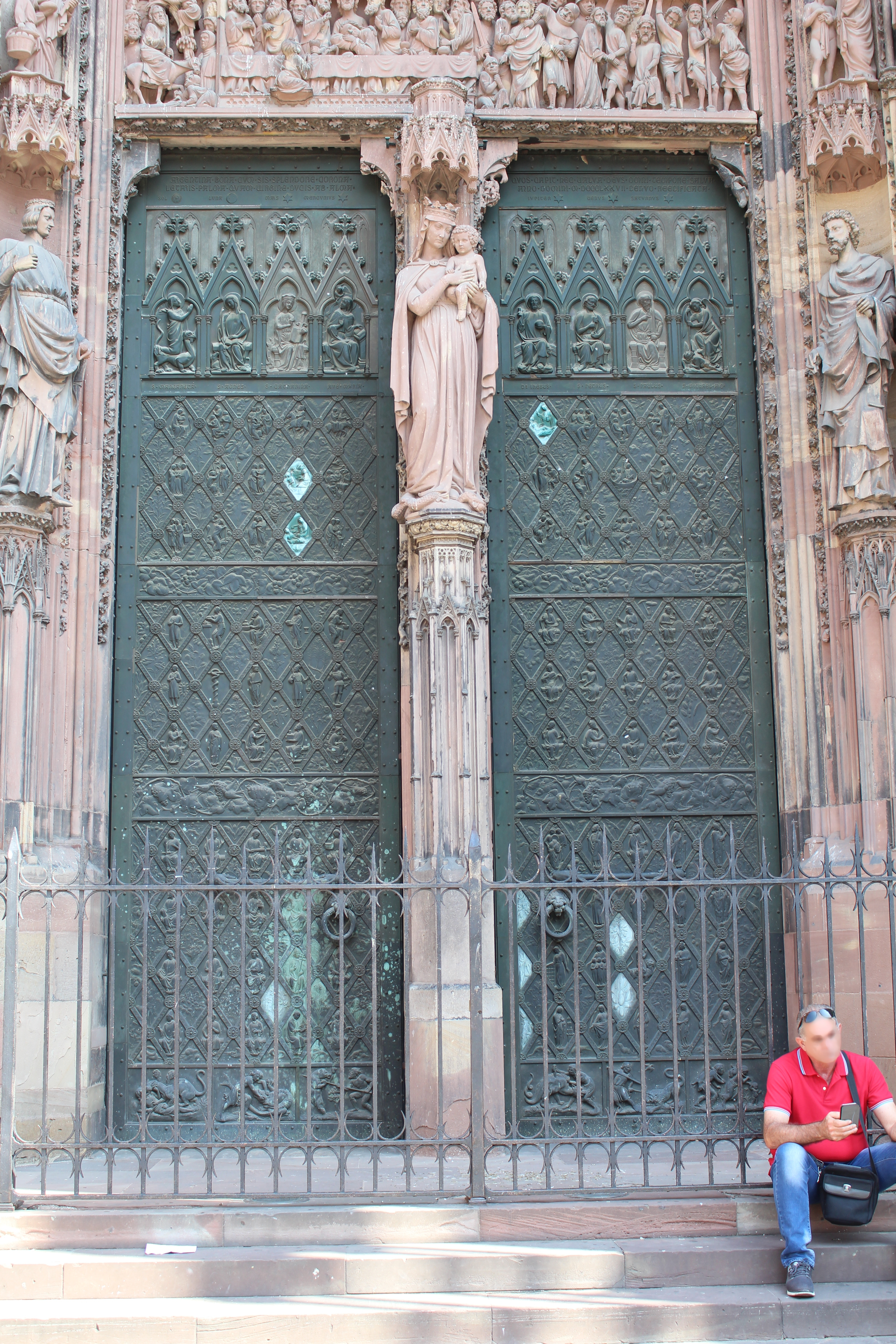
Portes de la cathédrale de Strasbourg

- Maître-Autel en bronze doré et émaillé pour la basilique Saint-Donatien-et-Saint-Rogatien, à Nantes[11] (disparu et probablement détruit).
- Autels de la chapelle de la Vierge et de la chapelle du Sacré-Coeur pour la même basilique, exécutés en 1879, sur les compositions de Chertier[11].

Autel de la Vierge dans la basilique Saint-Donatien et Saint-Rogatien à Nantes
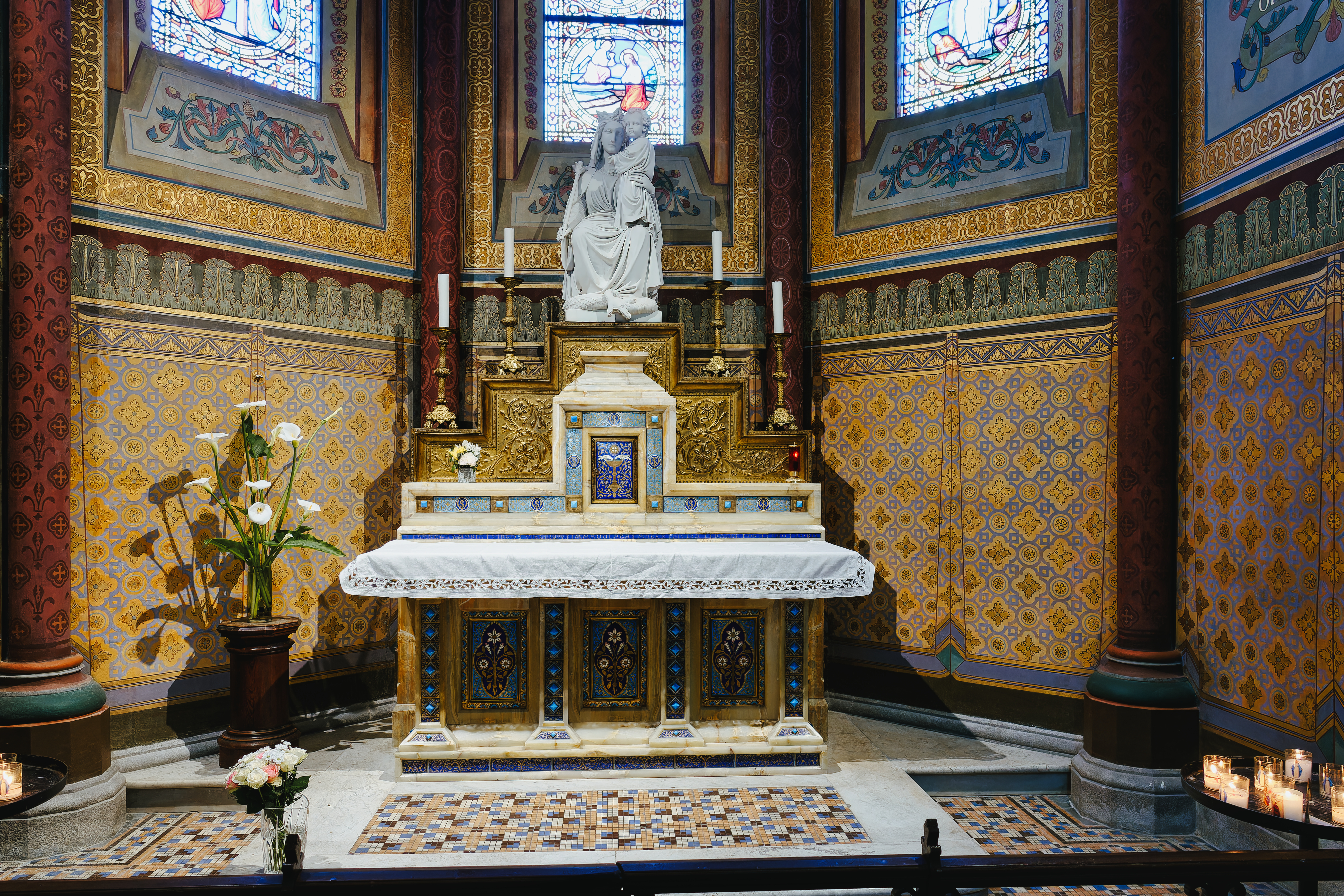
Vue générale
Autel
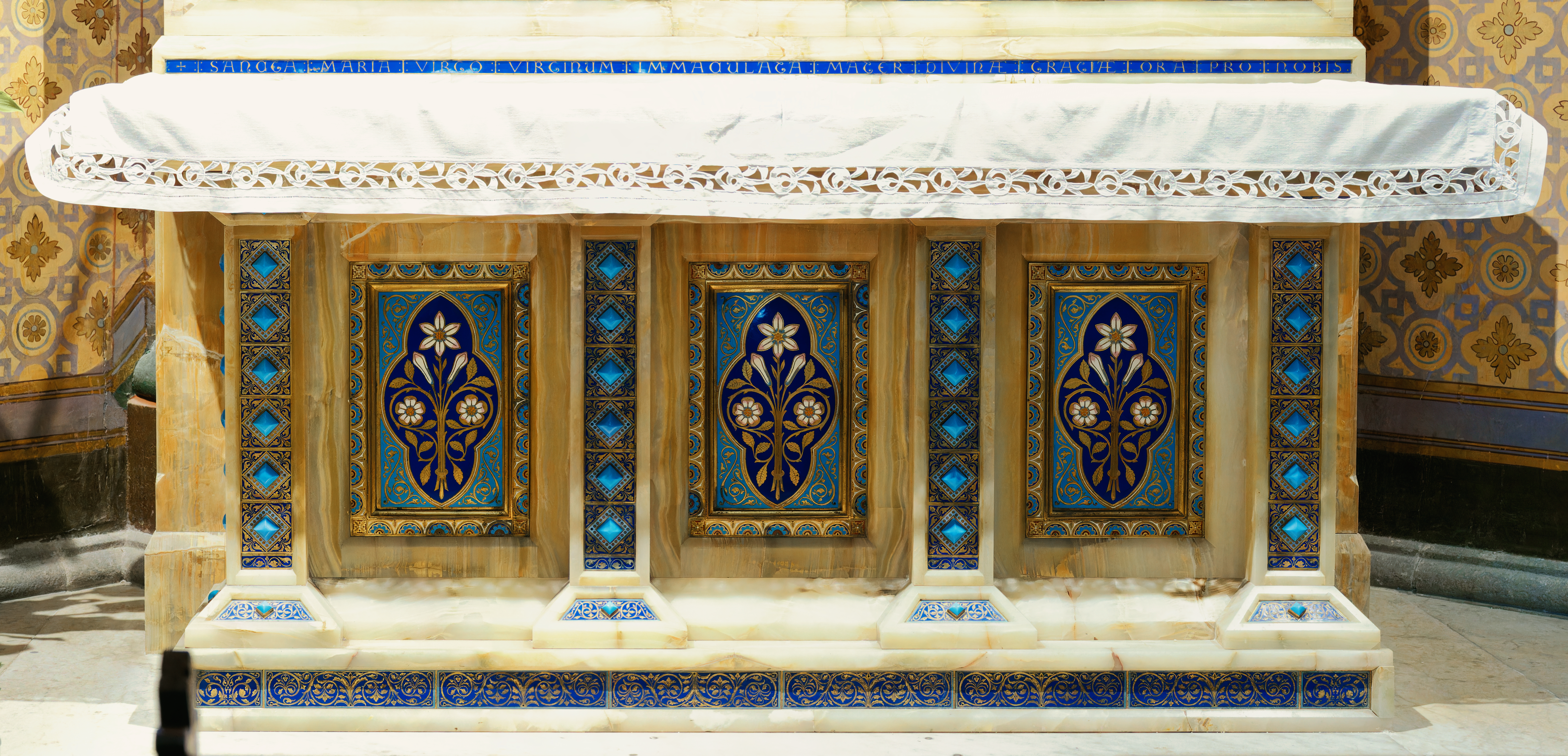
Tombeau de l'autel
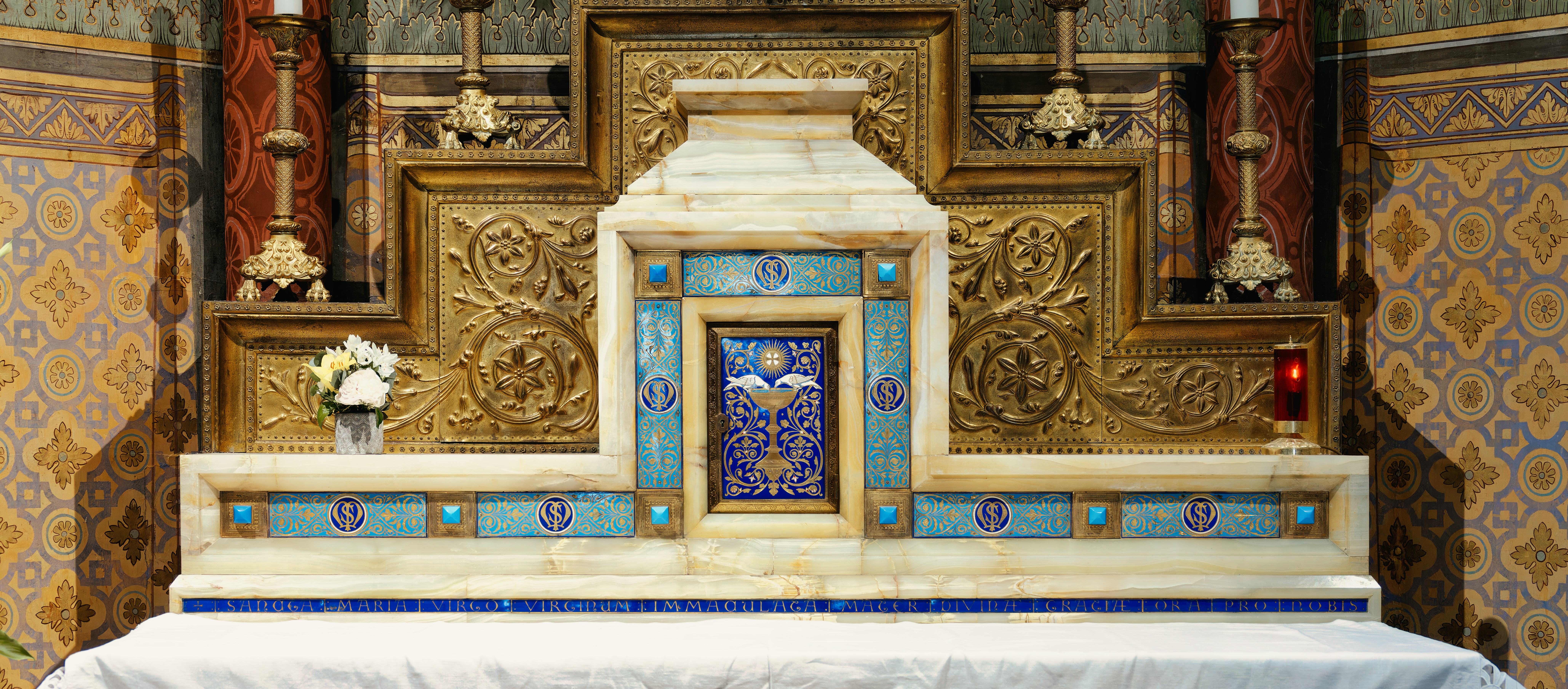
Tabernacle et gradins
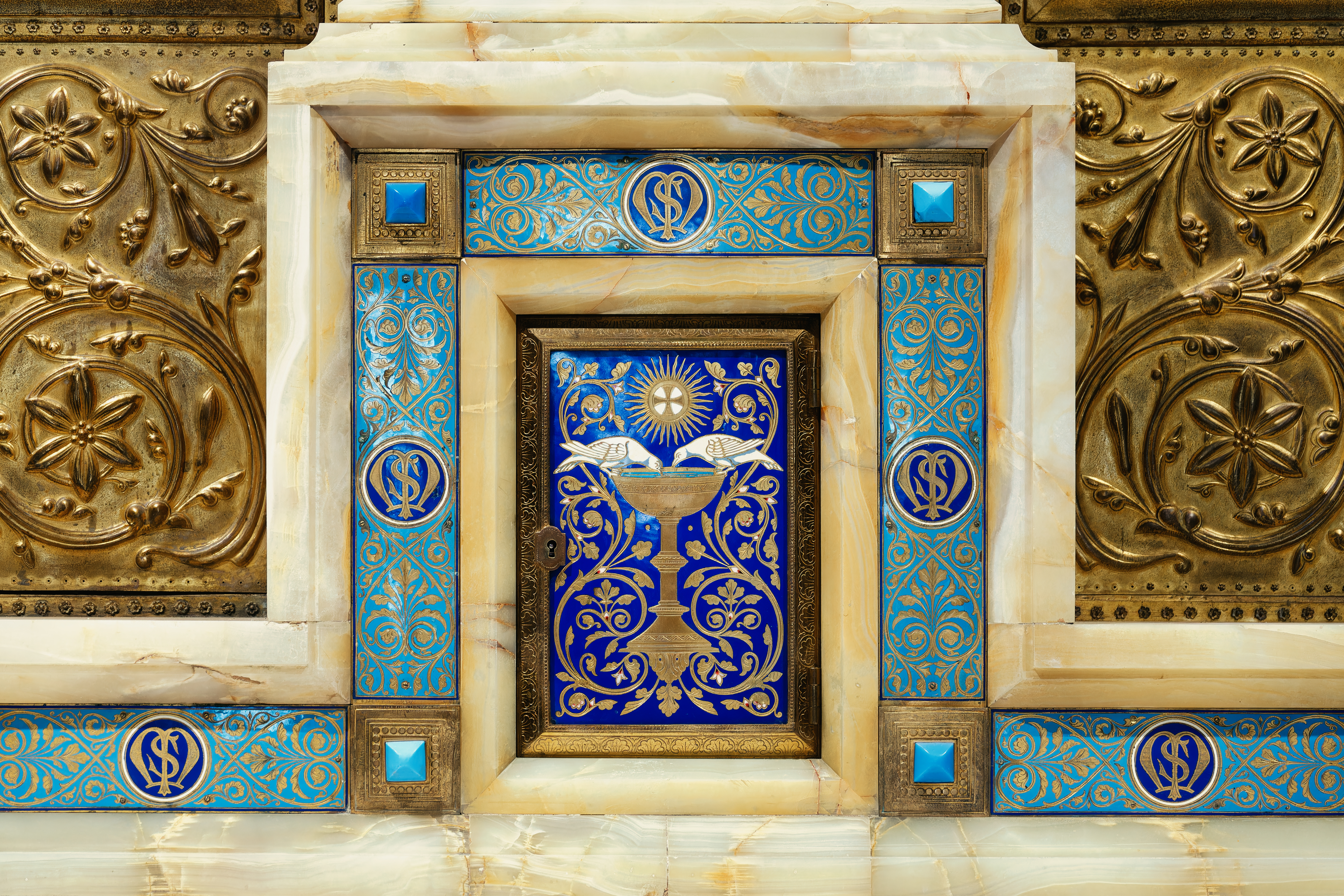
Tabernacle

Autel du Sacré-Coeur dans la basilique Saint-Donatien et Saint-Rogatien à Nantes
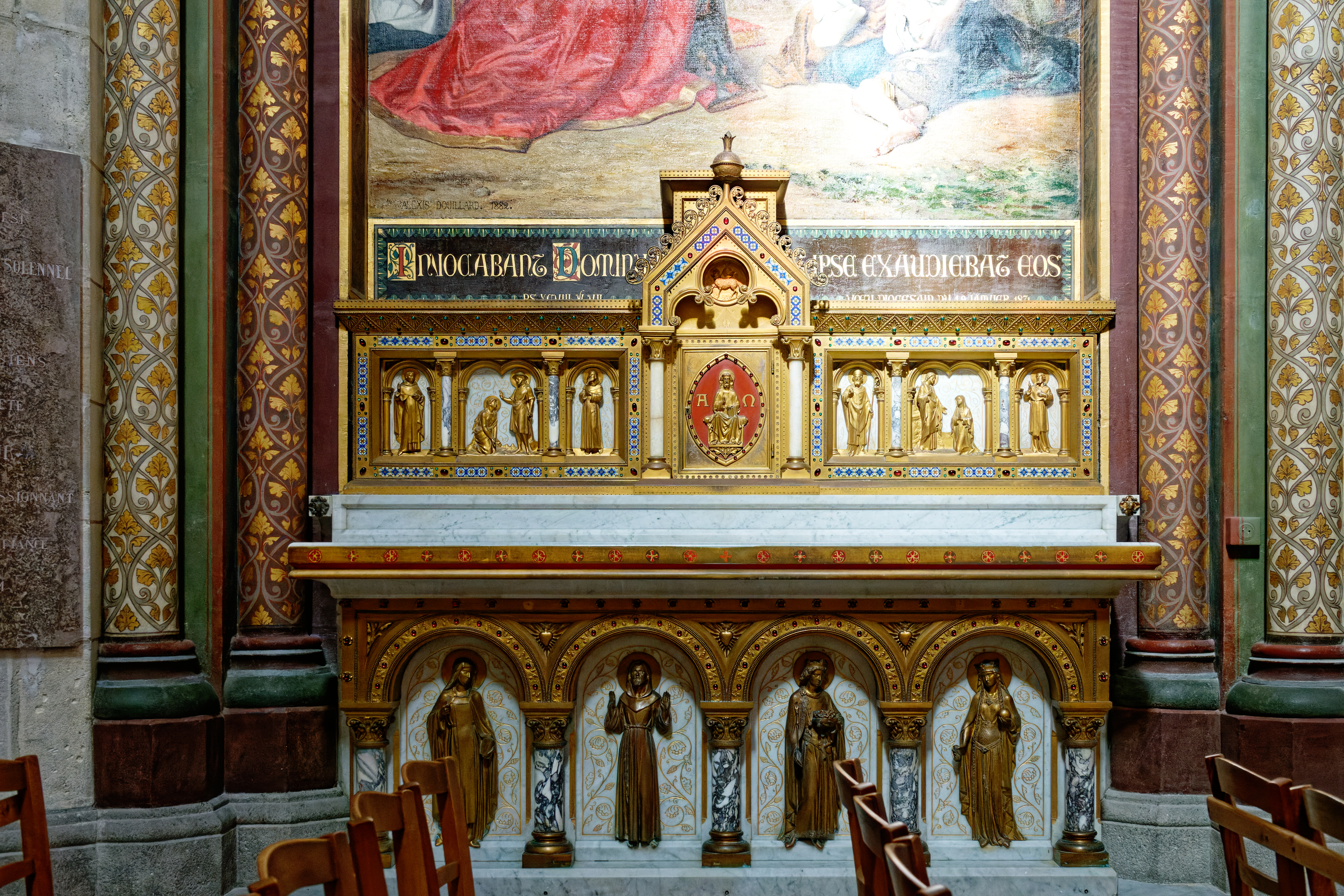
Vue générale
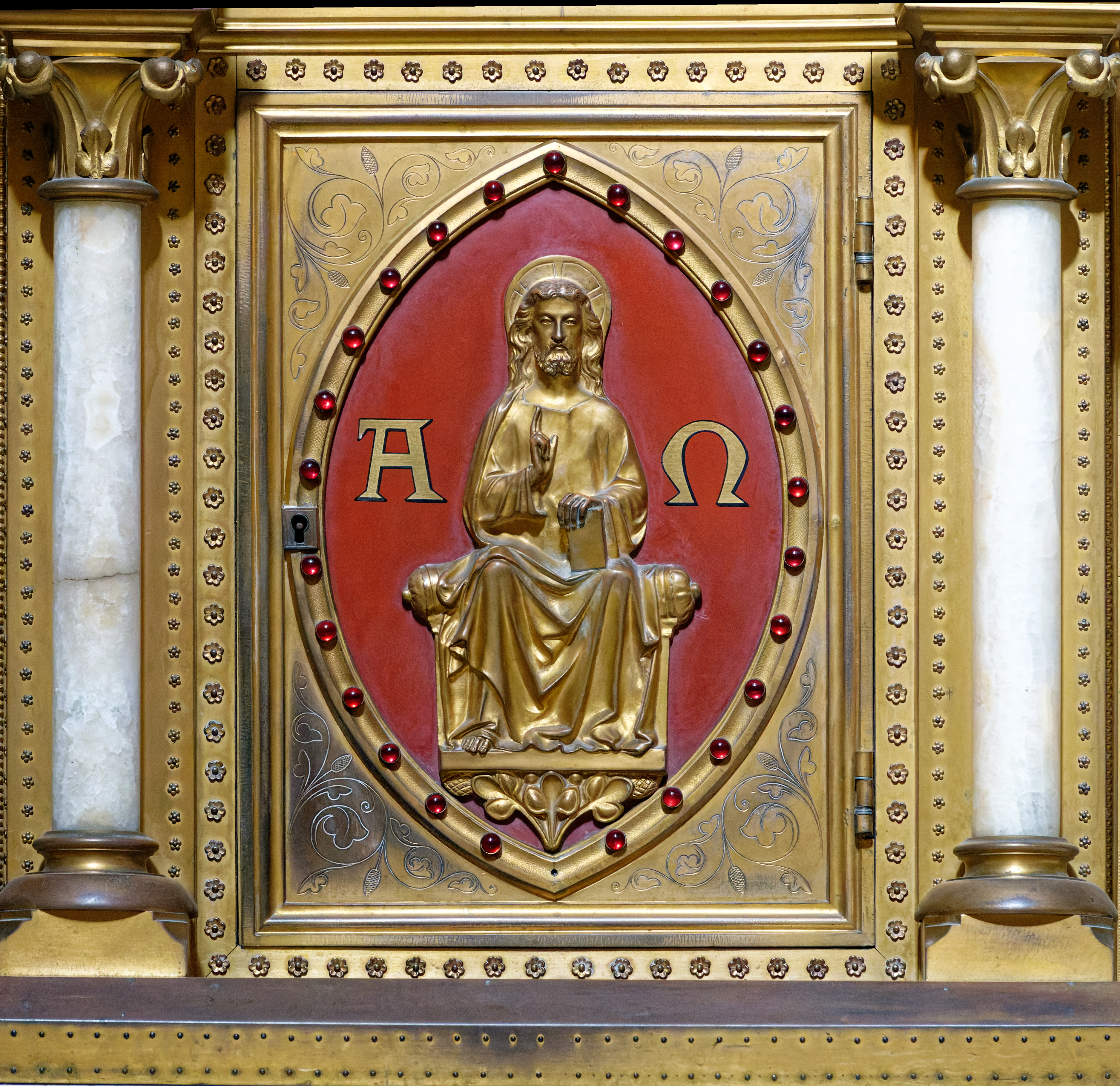
Porte du tabernacle
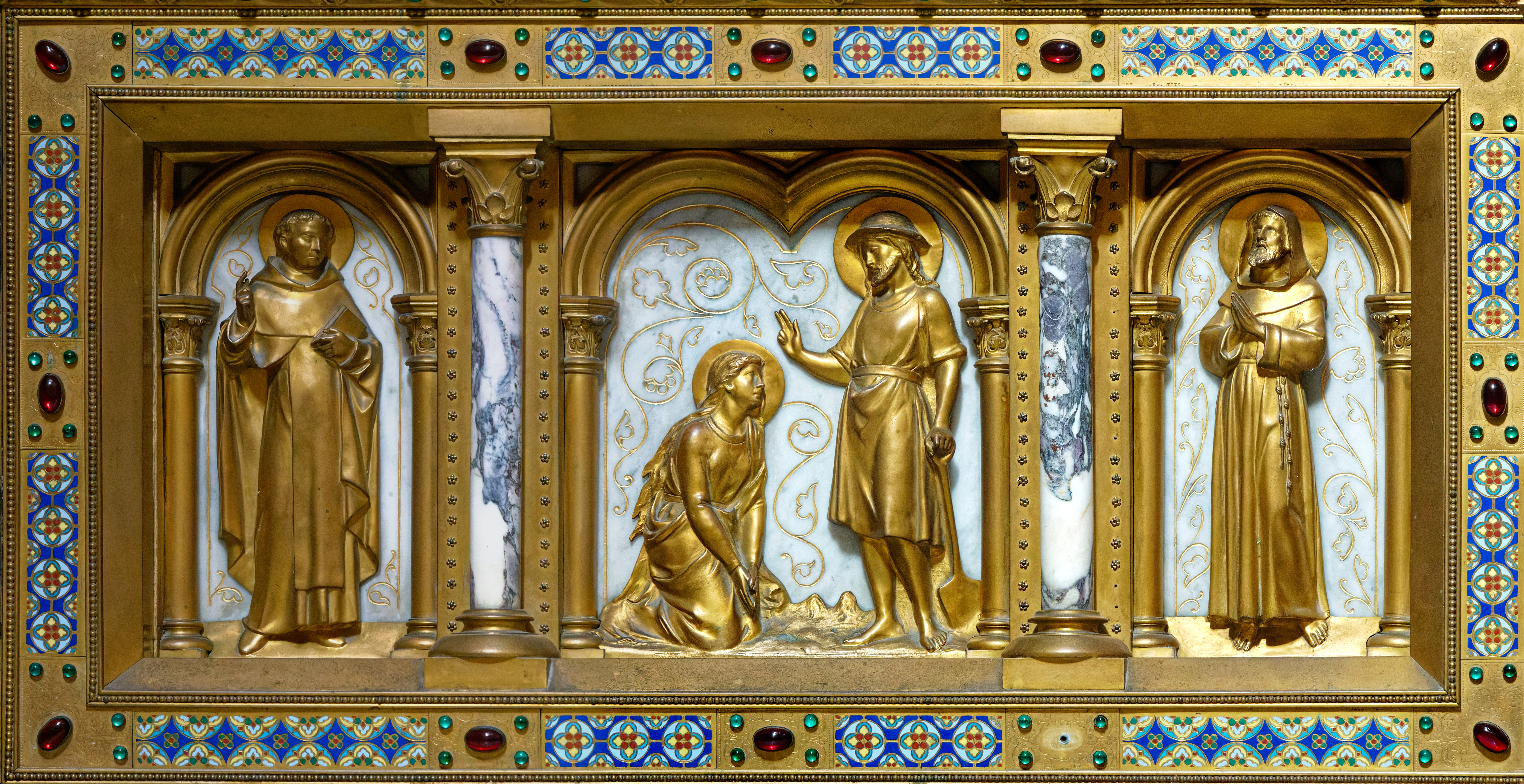
Détail du retable
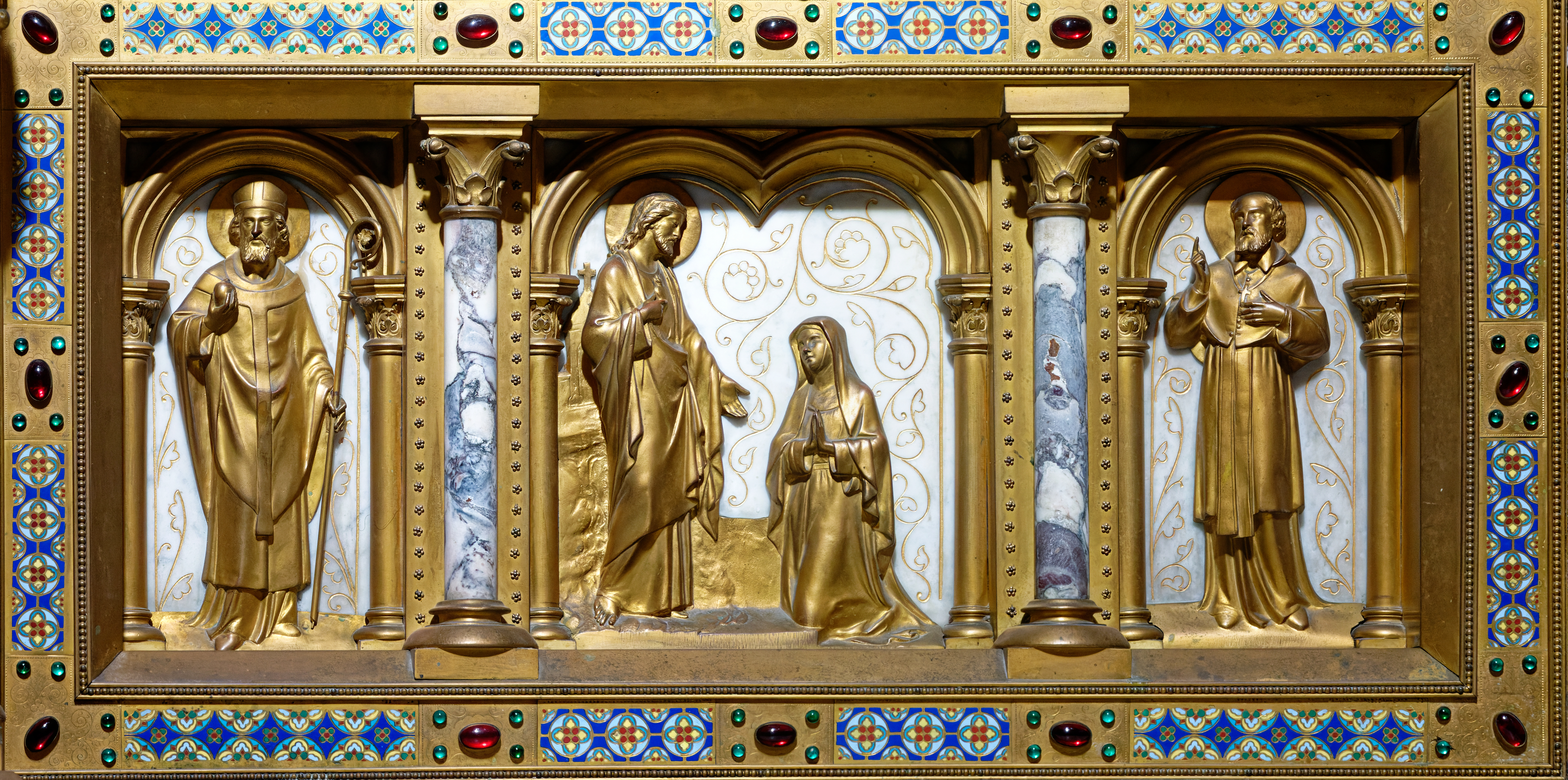
Détail du retable
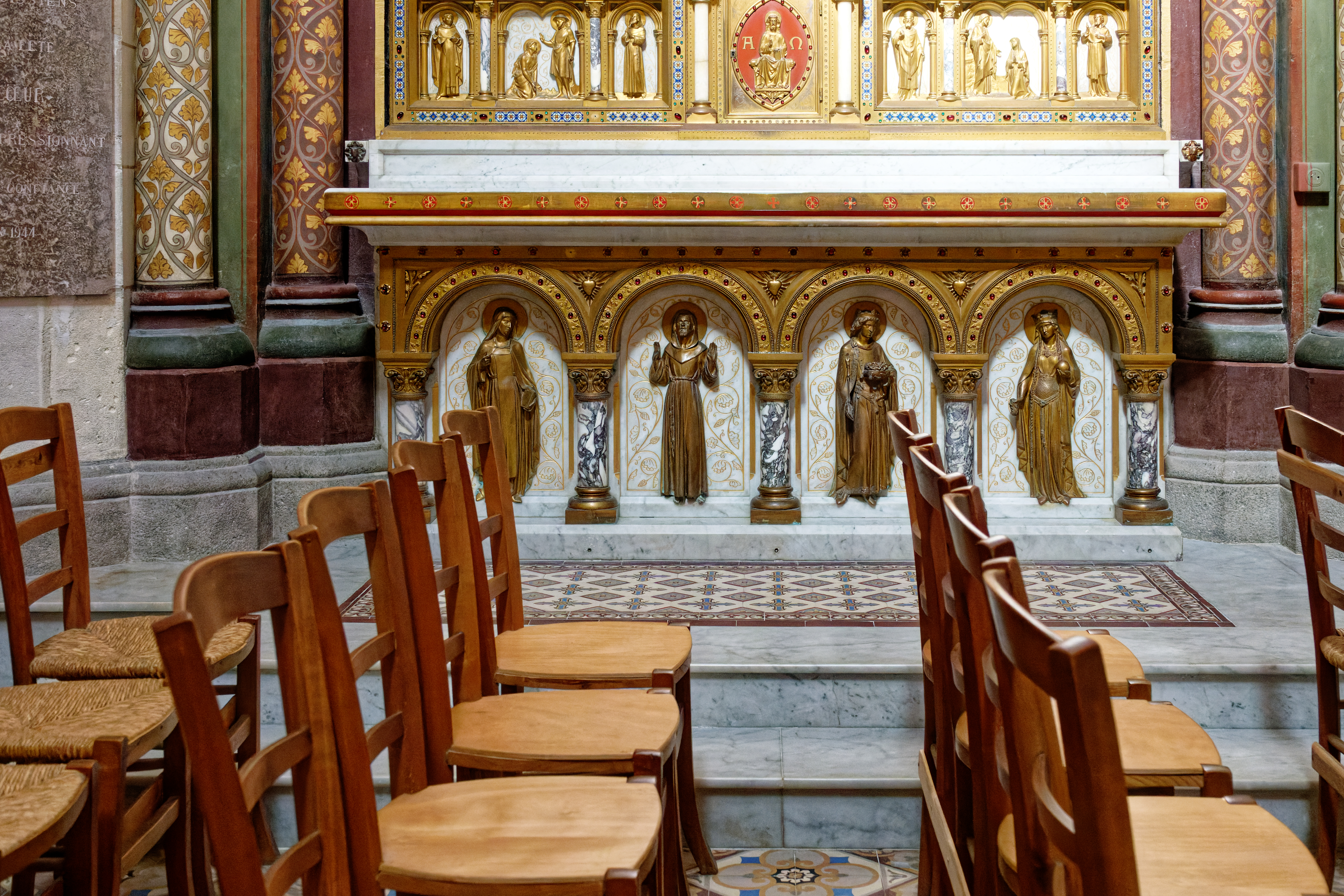
Tombe de l'autel

- Grand autel de la chapelle du Sacré-Coeur, dans l'église de Saint-Augustin, à Paris, exécuté en 1880, sous la direction de l'architecte Train[11].

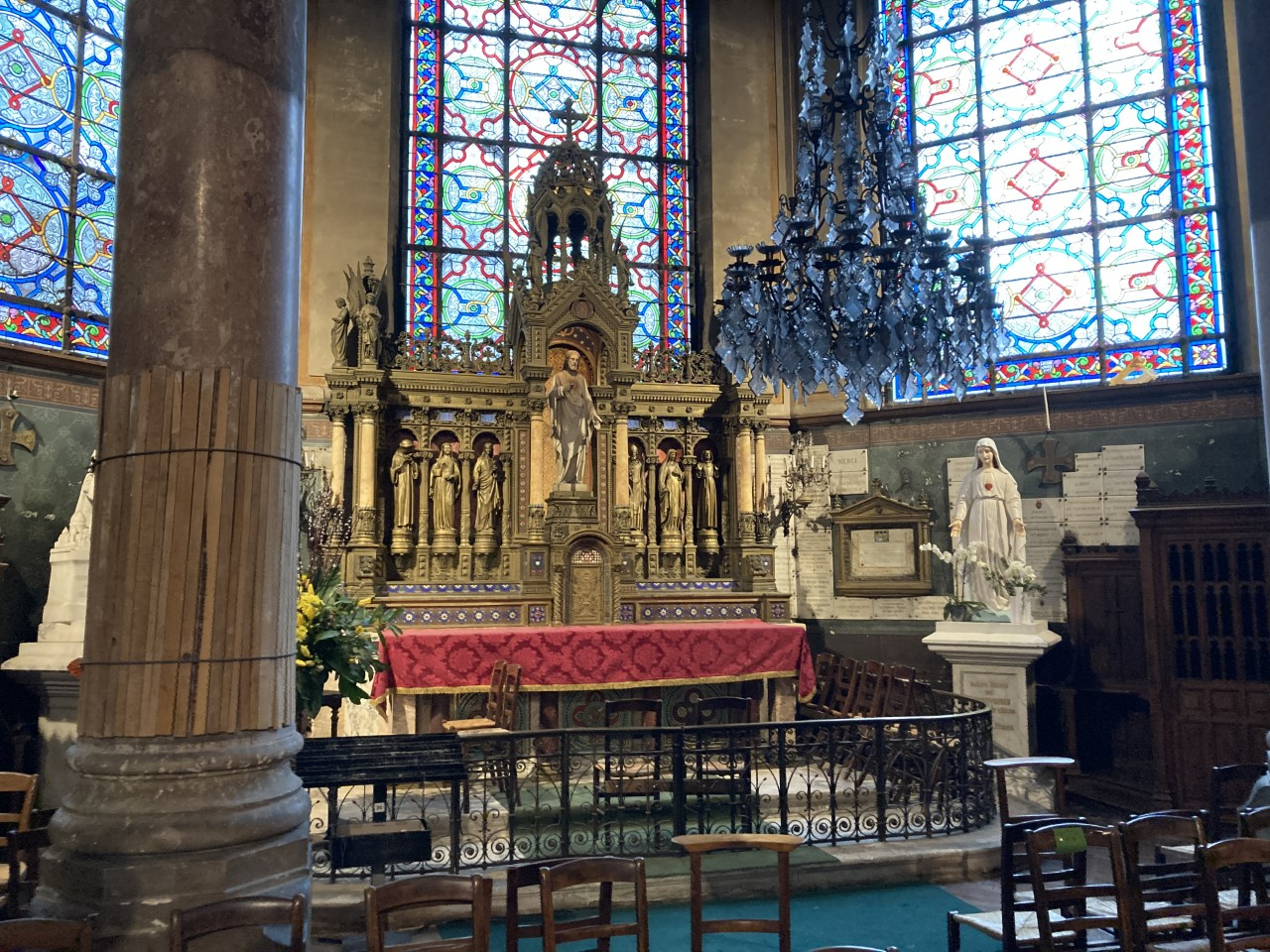
Autel du Sacré-Cœur de l'église Saint-Augustin de Paris

- Maître-autel monumental et disposition générale du sanctuaire de l'église de Saint-Laurent, à Paris, exécutés en 1883, d'après les dessins de l'architecte Charpentier[11].
- Autel de la Vierge en marbre, bronze doré et émail pour la basilique Notre-Dame-de-Bonne-Garde de Longpont-sur-Orge (avec anges céroféraires et candélabres)[34]. Il est offert en 1884.

### Autres œuvres
A cette liste, nous pouvons ajouter :
- Plusieurs pièces pour la cathédrale Notre-Dame de Paris : colombe des Saintes Huiles offerte au trésor[35],[36]par Napoléon III[37] (sur des dessins de Viollet-le-Duc), bustes reliquaires de Saint Louis et de Saint Denis[8], grand crucifix pédiculé avec Christ en vermeil[38],[8], deux baisers de paix faisant partie de l'ensemble dit de Napoléon III[39],[8], couvertures du psautier, du missel et de l'épistolaire[8].

Pièces du trésor de Notre-Dame de Paris
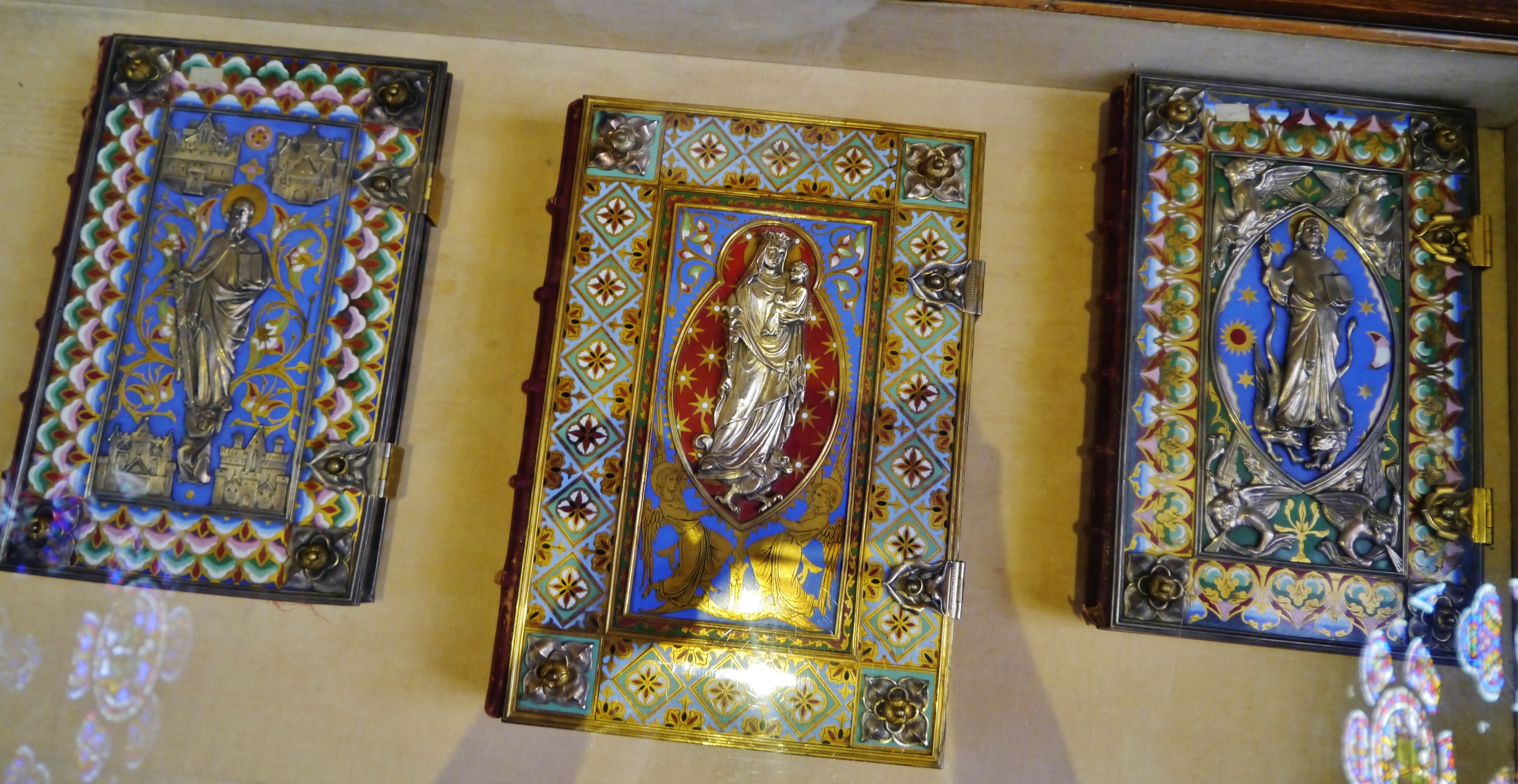
Epistolaire, missel et psautier
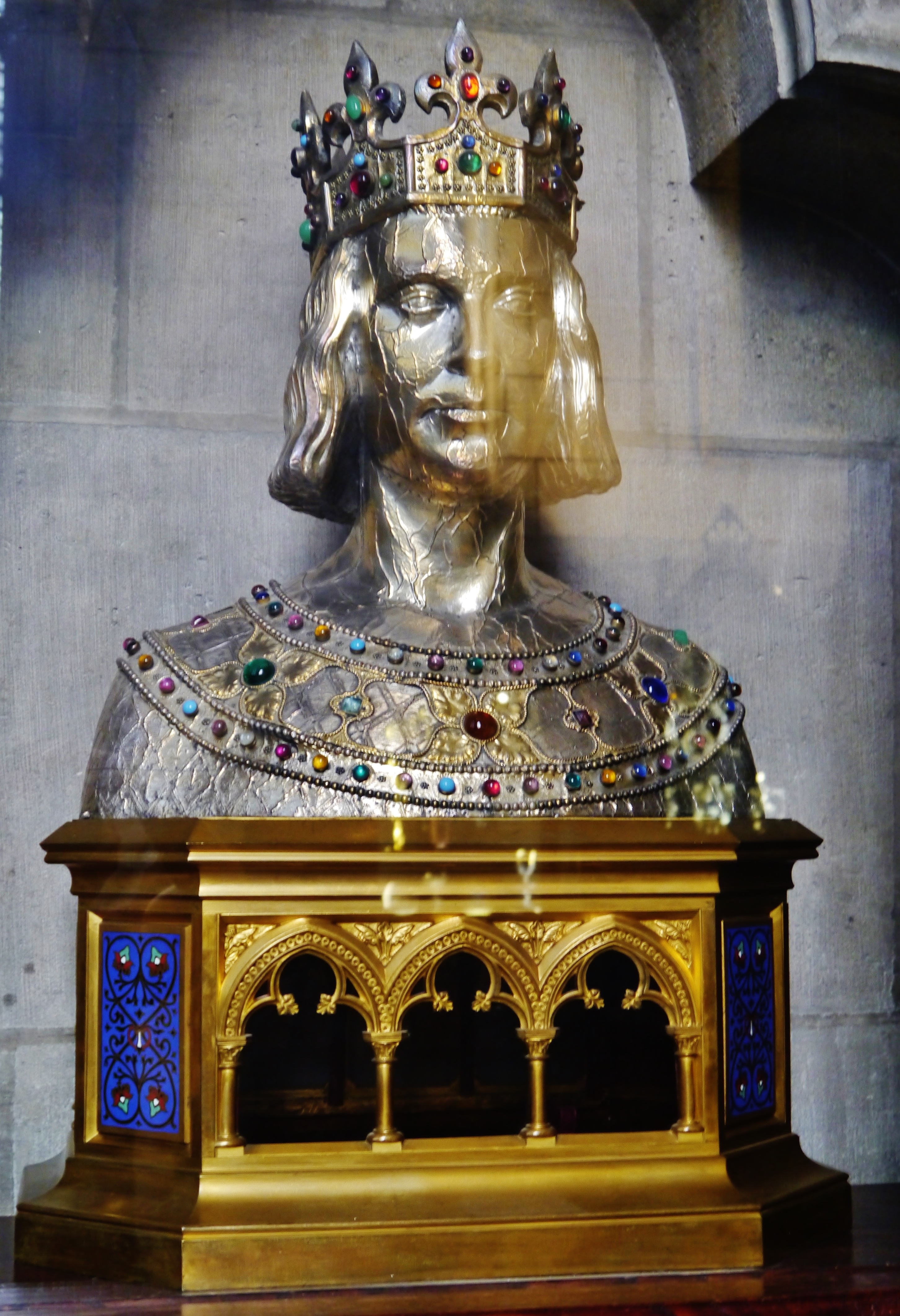
Buste de reliquaire de Saint-Louis
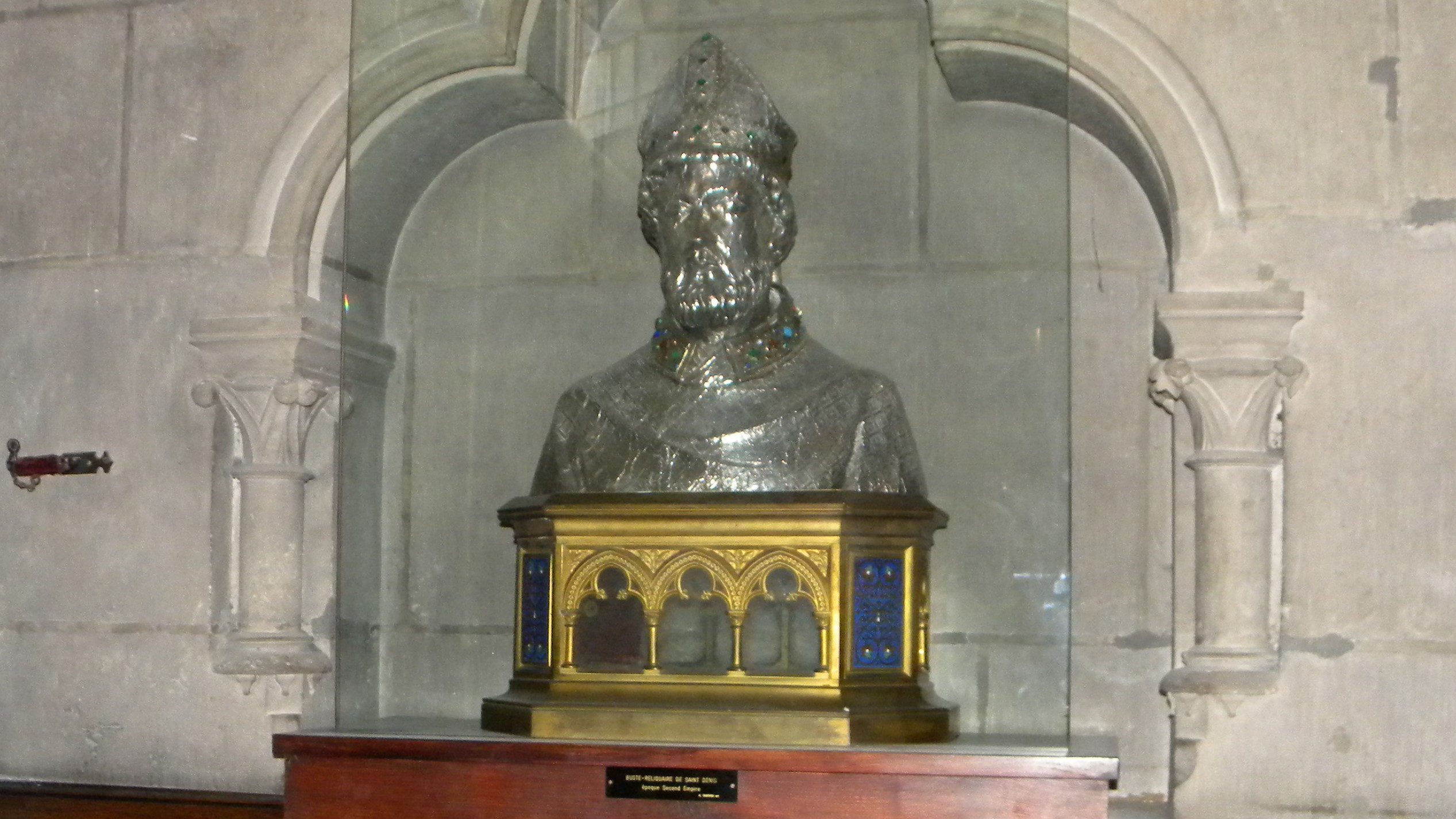
Buste reliquaire de Saint Denis
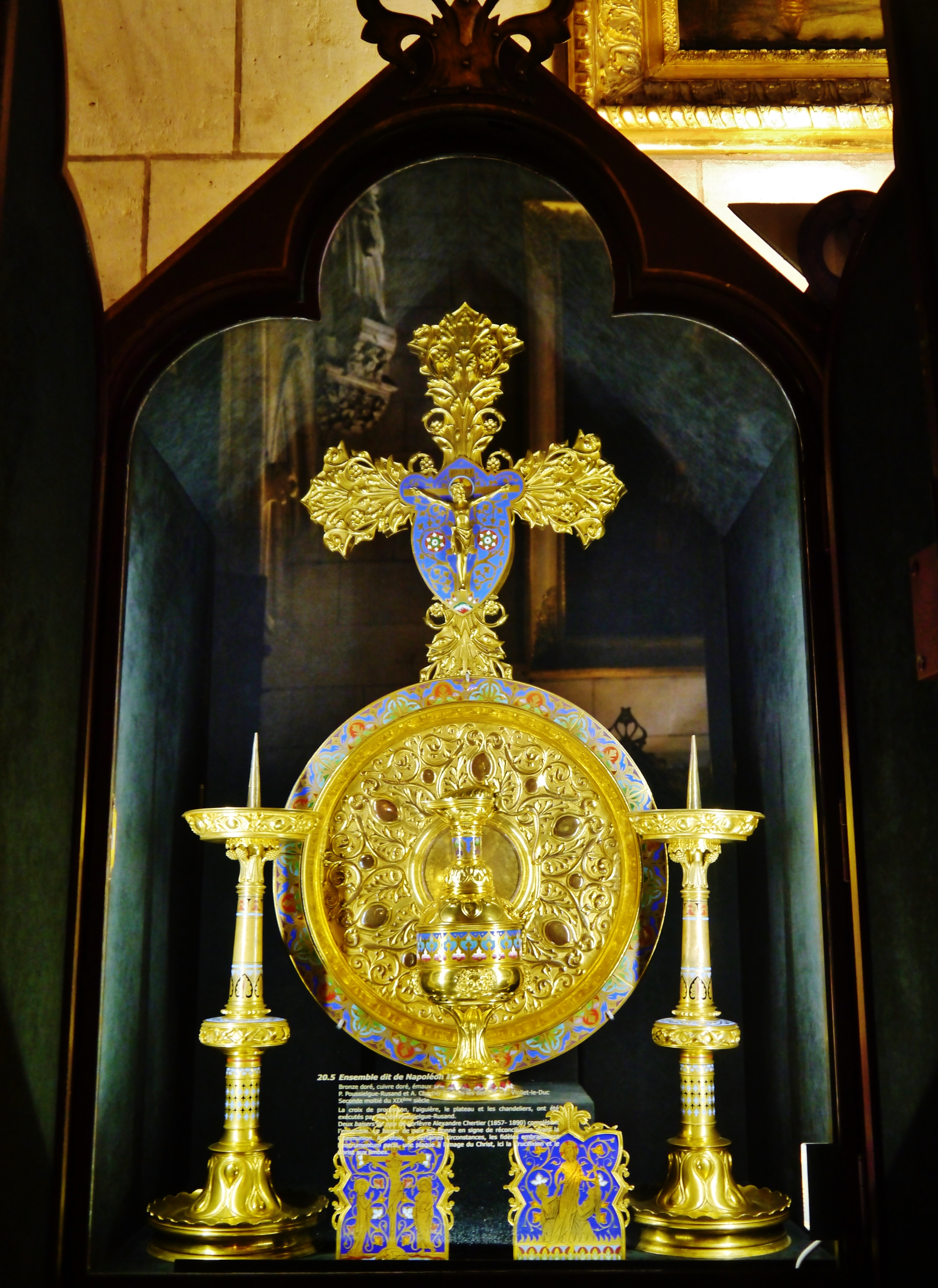
Ensemble dit de Napoléon III

- Maître-autel de l'église Saint Louis d'Uza[40] entouré d'anges céroféraires et statue de Notre Dame d'Aquitaine.

église Saint-Louis d'Uza
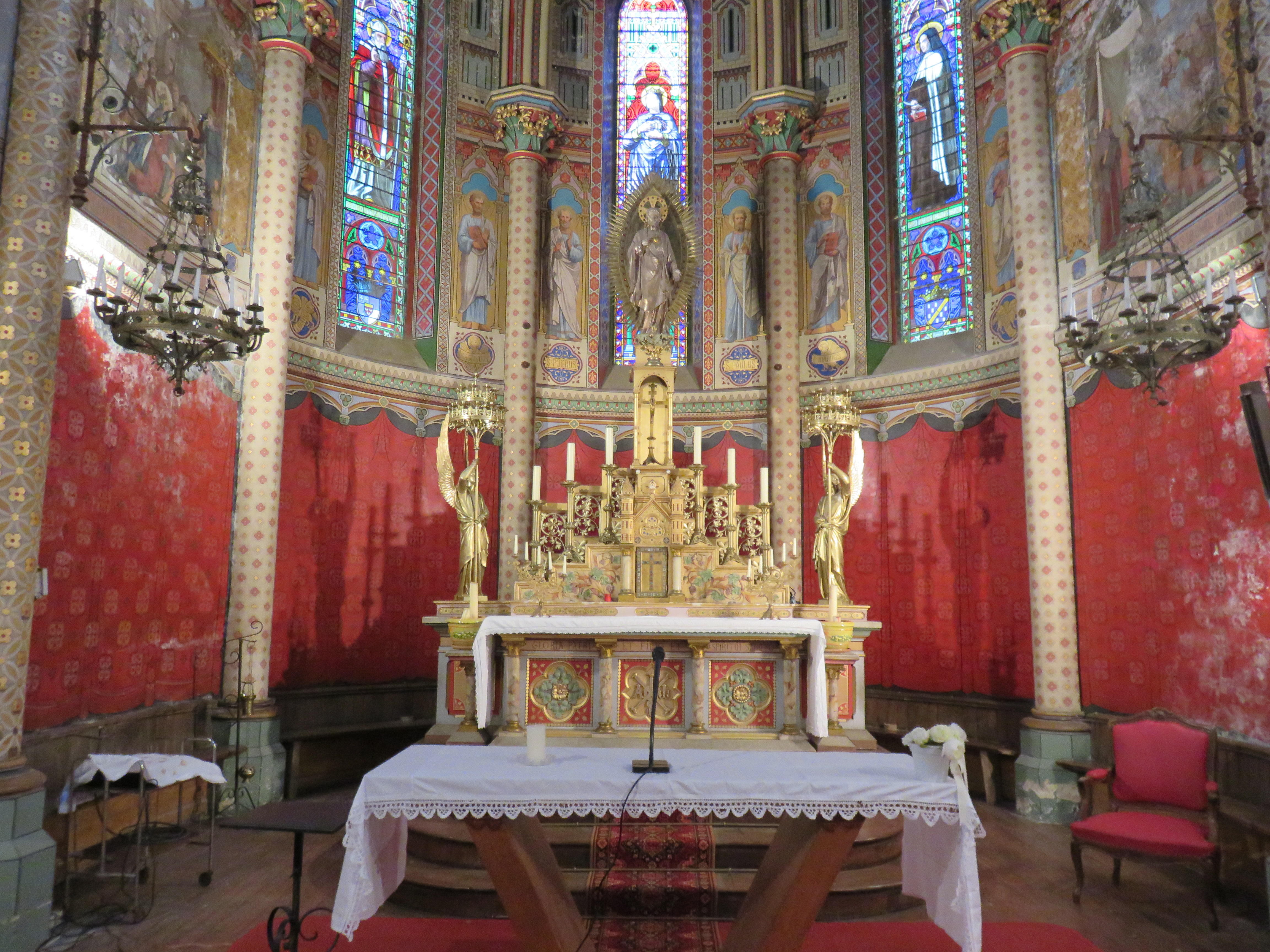
Autel de l'église
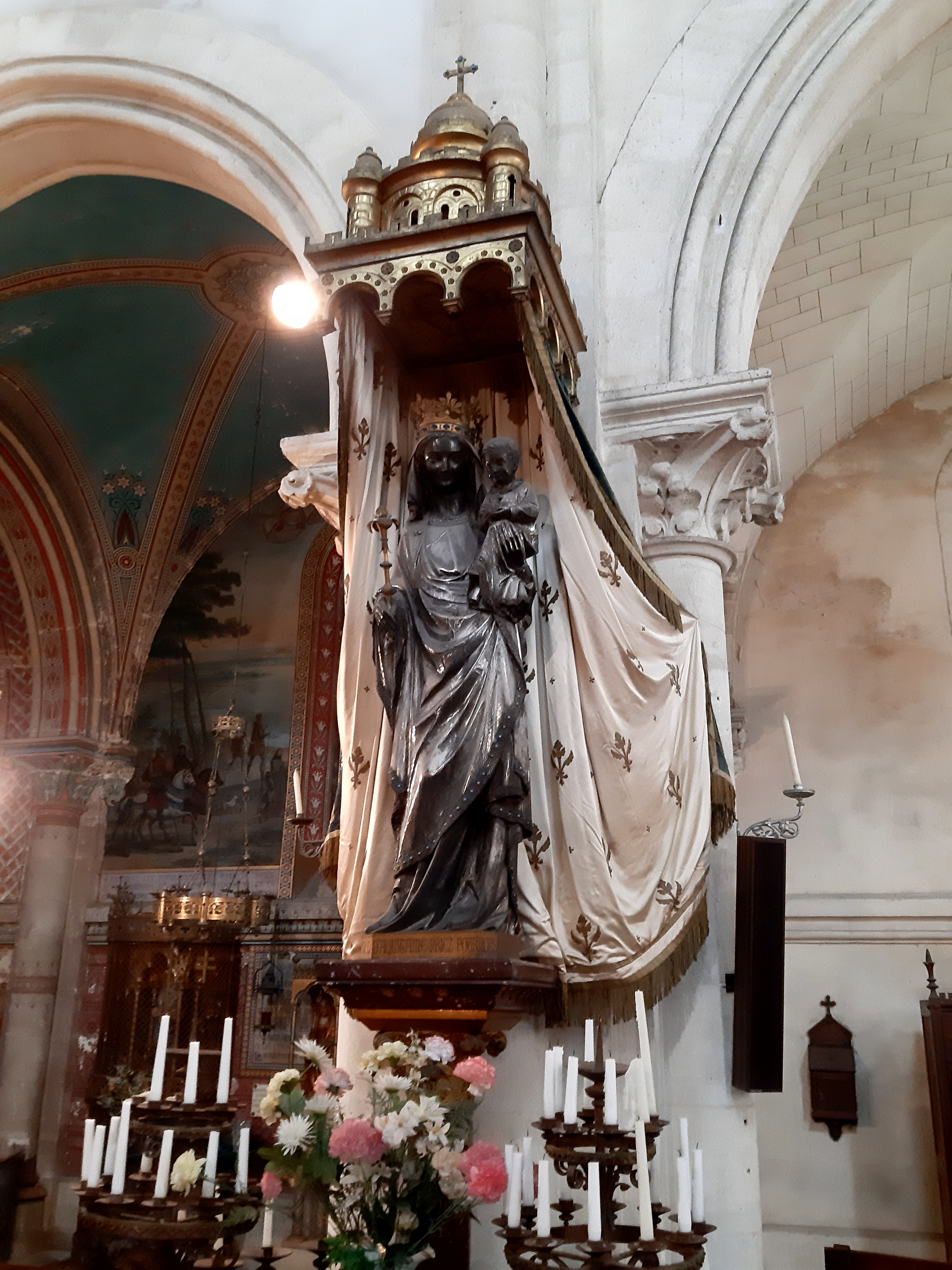
Statue de Notre-Dame d'Aquitaine

- Le maître-autel de la chapelle de Jésus enfant à Paris[41]

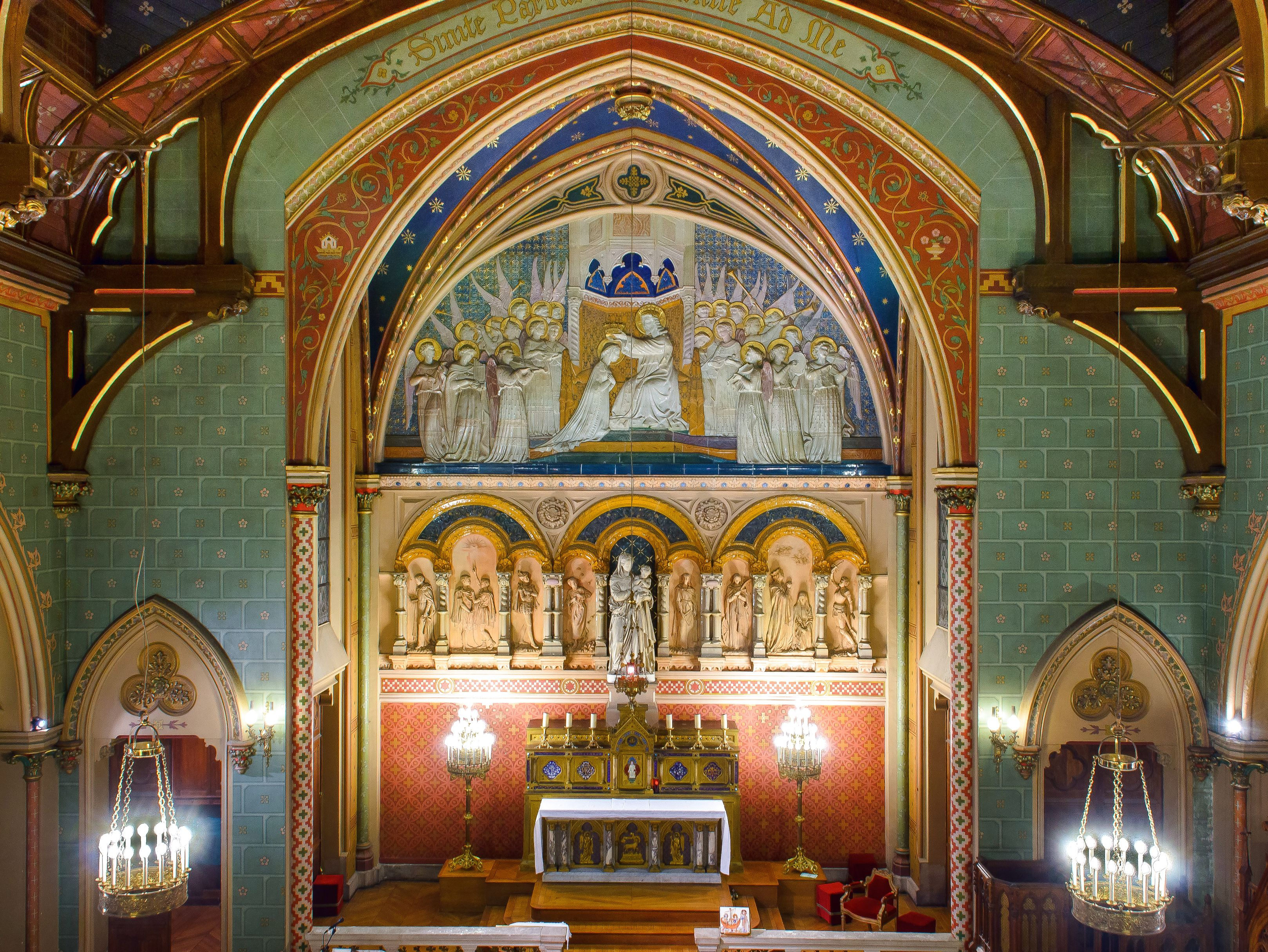
Maître-Autel dans le choeur de la chapelle de l'enfant Jésus à Paris

- Différentes variantes d'un chemin de croix en émail et bronze doré[42], d'après les cartons de Steinhall pour plusieurs grandes églises (cathédrale de Troyes, de Limoges, de Laon[43], de Strasbourg…). Le chemin de croix était proposé dans différents cadres et formes qui permettaient de l'adapter à l'architecture des édifices destinataires.

Chemin de croix de la cathédrale de Troyes
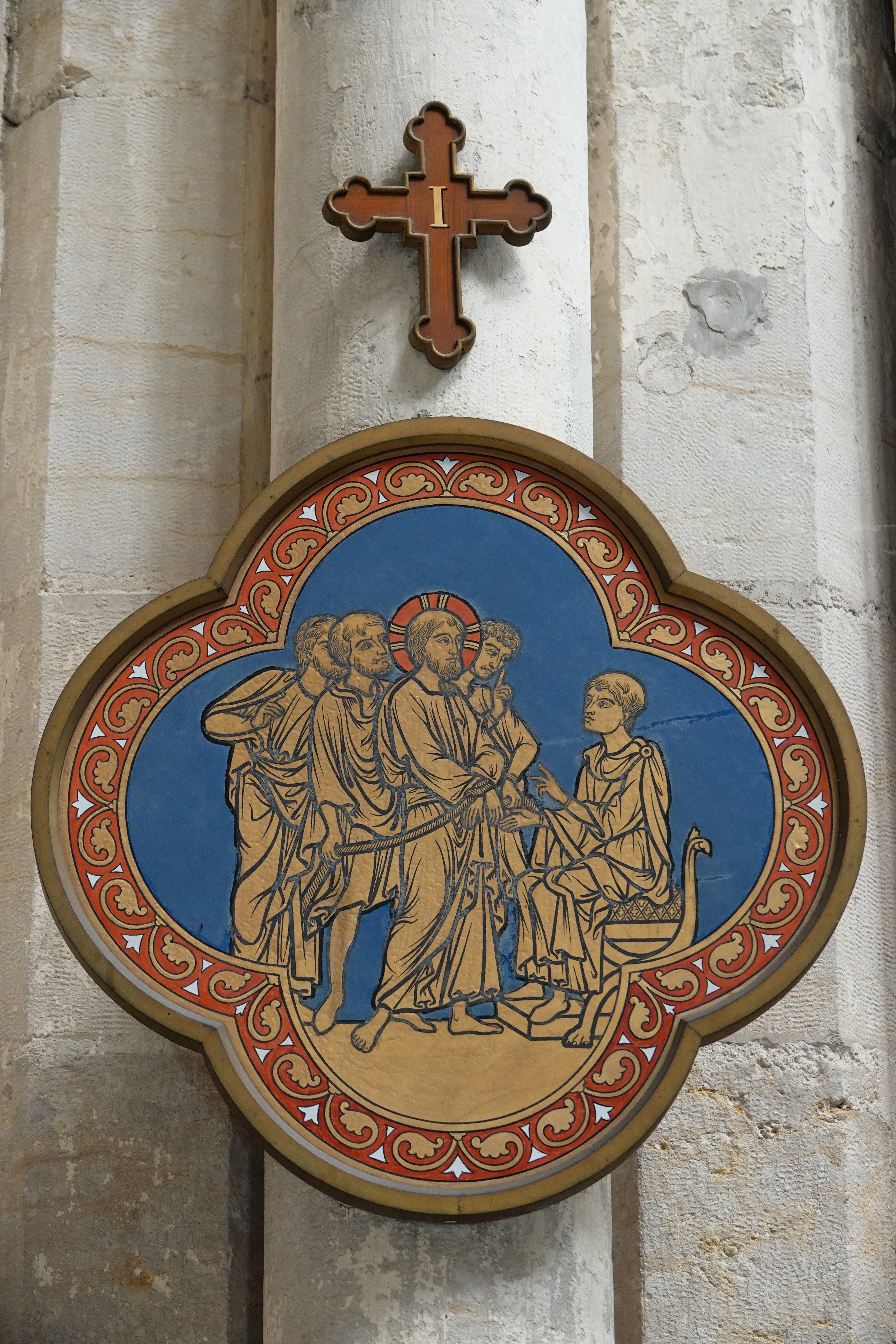
Station 1 : Jésus est condamné à être crucifié
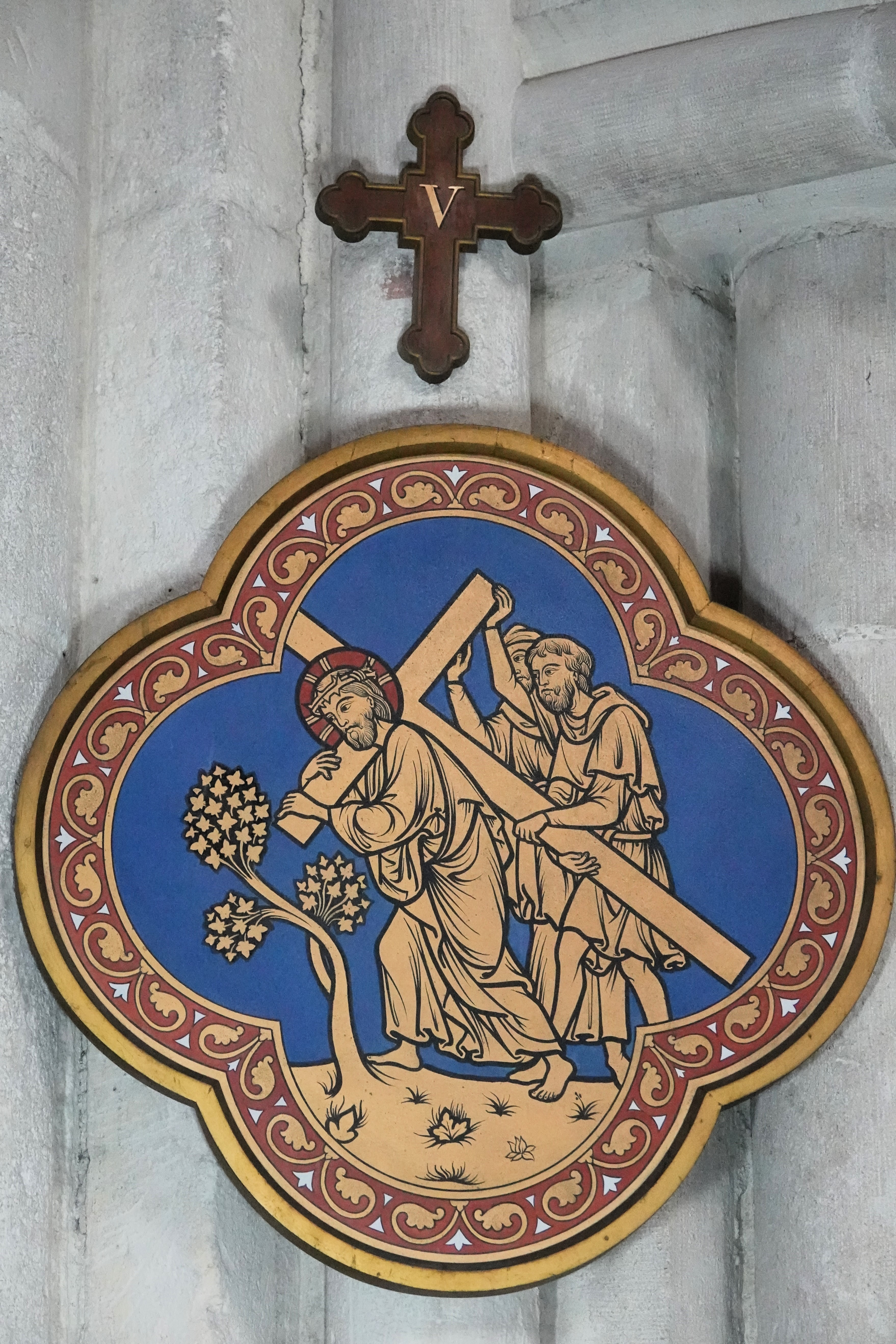
Station 5 : Simon de Cyrène aide Jésus à porter sa croix
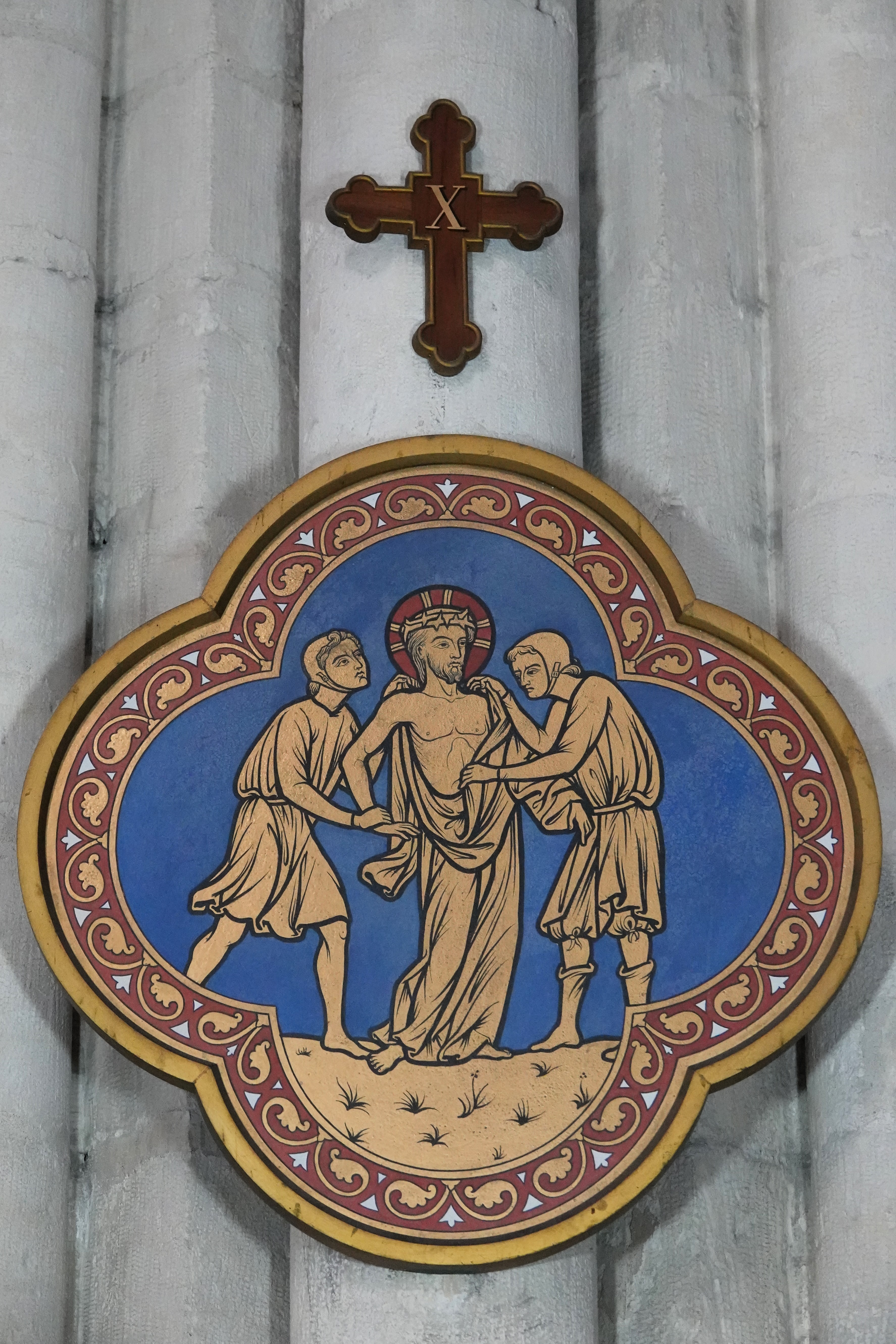
Station 10 : Jésus est dépouillé de ses vêtements
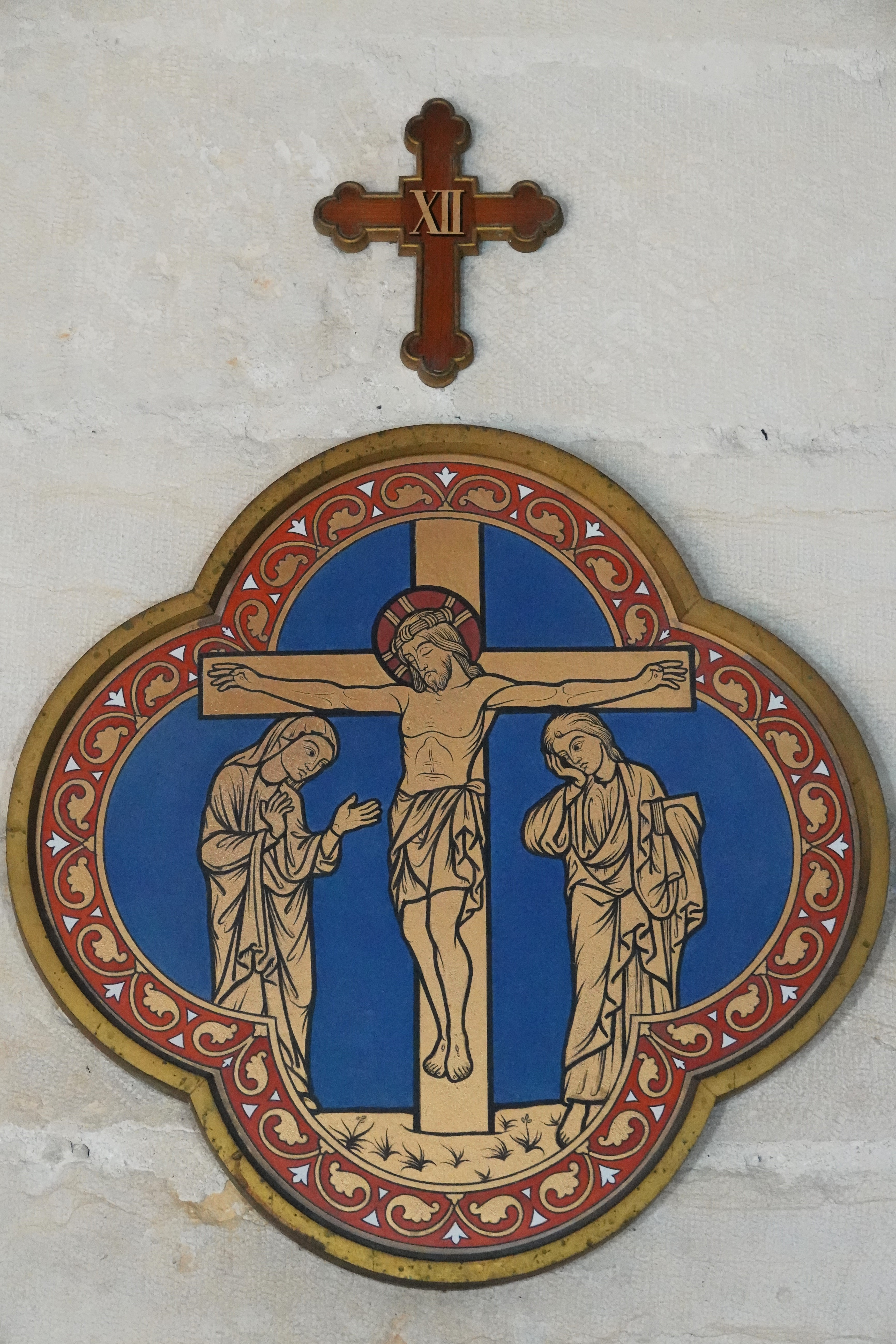
Station 12 : Jésus meurt sur la croix
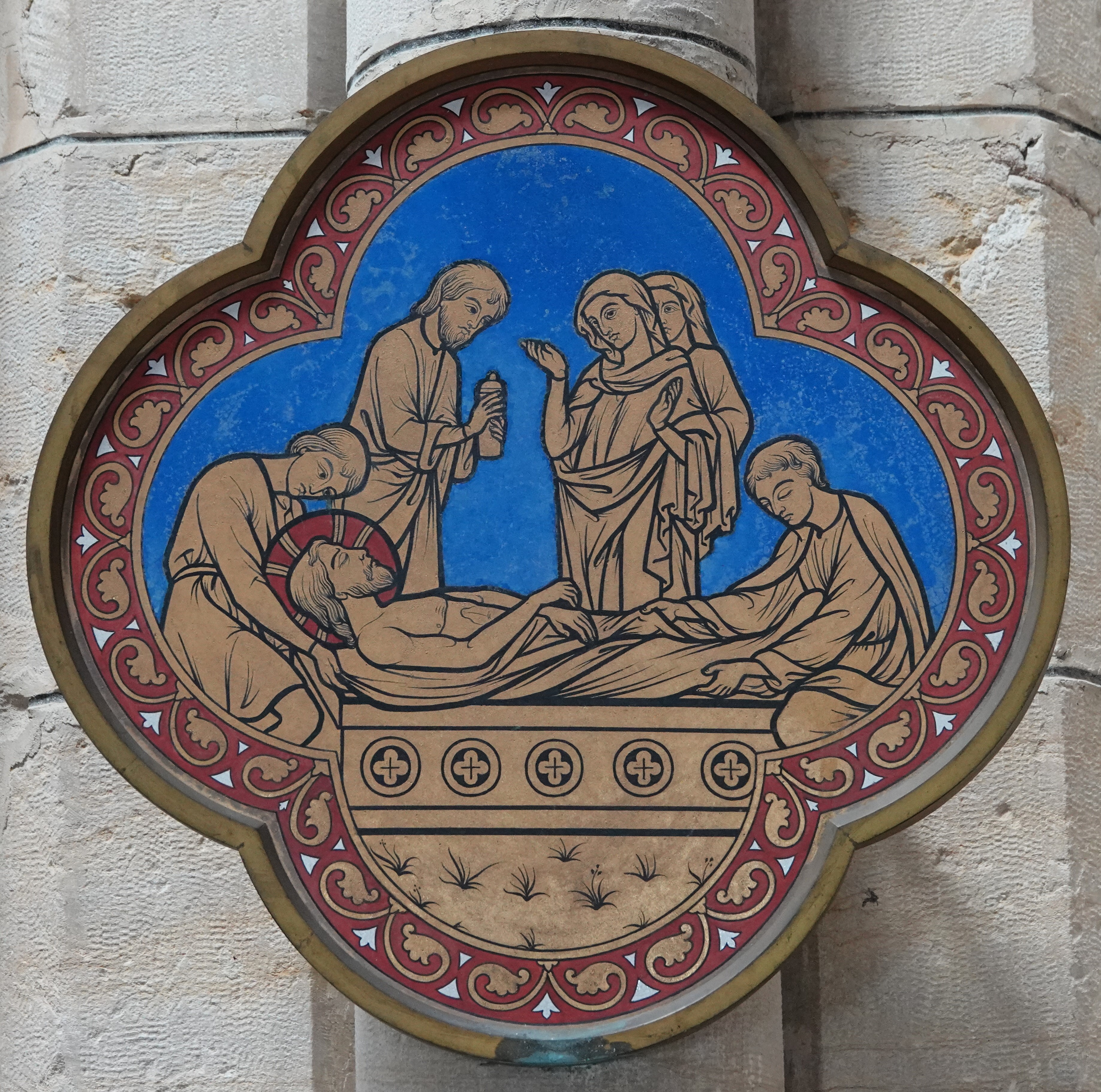
Station 14 : Le corps de Jésus est mis au tombeau

- Participation à la décoration des chateaux d'Abbadia et de Roquetaillade sous la direction de Duthoit[12],[8],[24].
- Anges céroféraires (similaires à ceux de Saint Omer) pour la basilique Notre Dame de l'Epine (disparus)
- Buste reliquaire de Sainte Marthe dans la Chapelle des Reliques de la Collégiale Royale Sainte-Marthe à Tarascon. Reproduction en cuivre doré du buste original en or massif offert par Louis XI en 1478 et dérobé à la Révolution[44],[45].

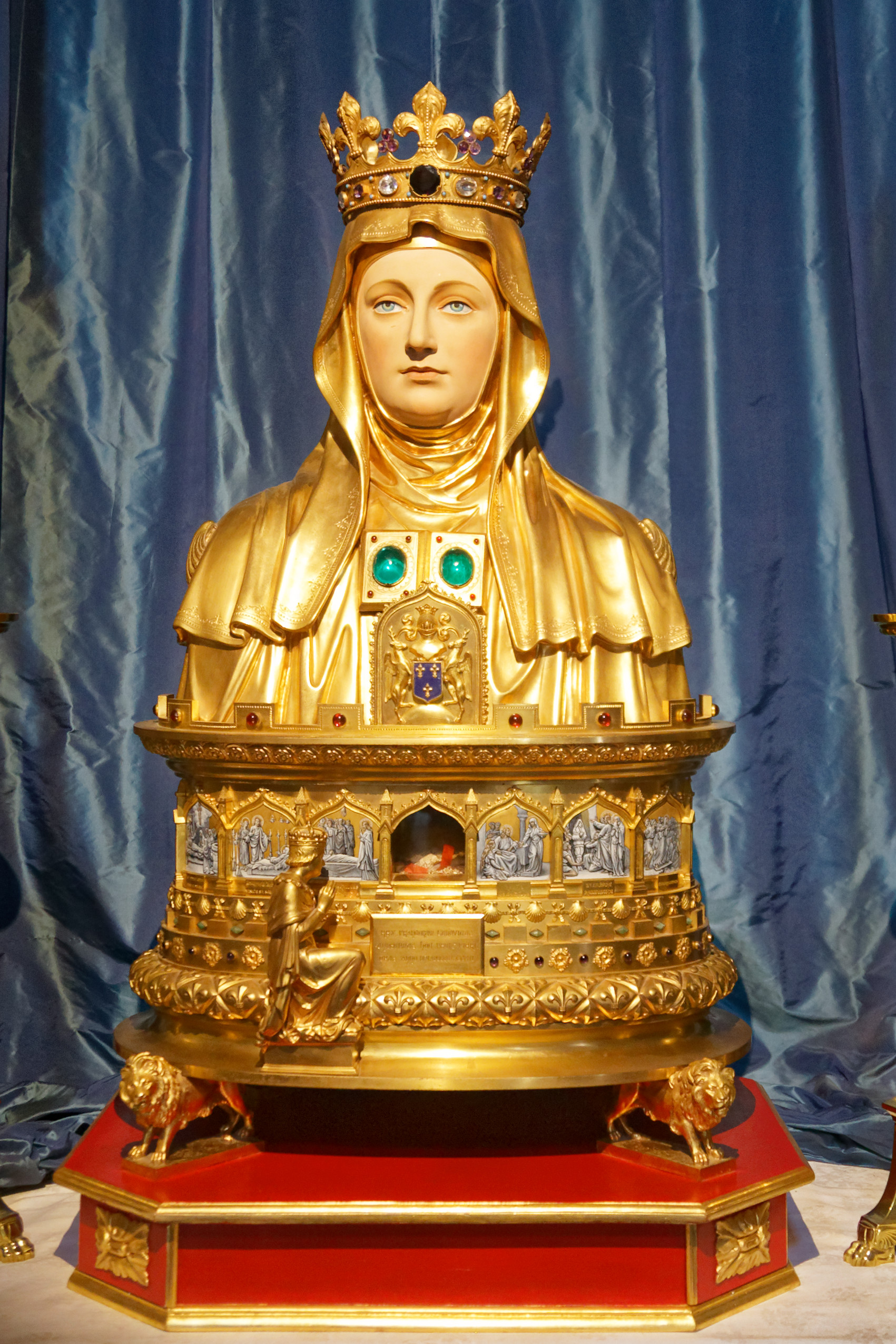
Buste reliquaire de Sainte Marthe

- Exposition au dessus du maître-autel de l'église Saint-Merri à Paris (disparue)[46]
- Reliquaire monumental en argent massif offert par l'archevêque de Quito au souverain pontife Léon XIII et représentant la future basilique nationale du Sacré-Cœur de Quito[47],[48].
- Main-reliquaire en argent sur âme de bois contenant des morceaux de la main de l'ancienne statue de Notre-Dame de Boulogne-sur-Mer[49],[50],[51],[52]. Chertier réalise également son support[53].
- Autel de la chapelle du Conseil d'Etat[54]
- 4 anges reliquaires portant les instruments de la Passion et 4 anges céroféraires, le tout en bronze doré, pour l'Eglise Saint-Médard de Saint-Médard-d'Eyrans[55]

#### Généralités (par ordre chronologique)
- Alfred de Champeaux, Dictionnaire des fondeurs, ciseleurs, modeleurs en bronze et doreurs, depuis le Moyen Âge jusqu'à l'époque actuelle, vol. 1 : A - C, J. Rouam, 1886, 357 p. (lire en ligne), p. 283
- Collectif, L'Art en France sous le Second Empire, Paris, Editions de la Réunion des musées nationaux, 1979, 533 p. (ISBN 2711801179, lire en ligne), p. 183-184
- Isabelle Saint-Martin, Répertoire des catalogues du mobilier et des objets religieux du XIXème et XXème siècle., MCC SDARCHETIS, octobre 2008 (lire en ligne)
- Bernard Berthod, Elisabeth Hardouin-Fugier, Gaël Favier (préf. Alain Erlande-Brandenburg), Dictionnaire des arts liturgiques, Frémur éditions, 2015, 512 p. (ISBN 979-10-92137-05-7)
- Bernard Berthod, Thibault Bruneau , Gaël Favier, Simon Guinchaud, Christine Jablonski, Sophie Vergne (préf. Catherine Arminjon, photogr. Charlotte Barraud / Service de l'Inventaire du Patrimoine - Région Bretagne), Trésors Dinannais. Dinan et l'orfèvrerie religieuse au XIXème siècle., Dinan, Editions Ville de Dinan, 2016, 174 p. (ISBN 978-2-9531894-2-1)
- Brigitte Galbrun (dir.), Regards sur le métal : Mise en valeur des savoirs et des savoir-faire, Arles, Errance / Actes Sud / ACAOAF, 2021, 237 p. (ISBN 978-2-87772-974-1), « La lumière de l'archange retrouvée : restauration du groupe sculpté et de l'autel de l'église du Mont-Saint-Michel », p. 216-227Actes du colloque de l'Association des conservateurs des antiquités et objets d'art de France, tenu à Granville (Manche) du 30 septembre au 2 octobre 2021
- Gaël Favier et Martin Bressani, Viollet-le-Duc, trésors d'exception, Canens, Editions In Extenso Art & Culture, 2023, 109 p. (ISBN 978-2-38524-010-3)
- Jannic Durand (dir.), Anne Dion-Tenenbaum (dir.), Michèle Bimbenet-Privat (dir.), Florian Meunier (dir.) et Lydie Bennet, Le trésor de Notre-Dame de Paris : Des origines à Viollet-Le-Duc, Paris, Hazan & Louvre Editions, 2023, 332 p. (ISBN 978 2 7541 1352 6), « Un pillage à l'origine d'une renaissance »Catalogue éponyme de l'exposition présentée à Paris, au Musée du Louvre, du 19 octobre 2023 au 29 janvier 2024

#### Catalogues/albums commerciaux
Un catalogue commercial est désormais accessible en ligne :
- Alexandre Chertier, Orfévrerie et bronze religieux d'Alexandre Chertier, Paris, vers 1880 (lire en ligne)

#### Ecrits/textes de Alexandre Chertier
- Alexandre Chertier, « Rapport de M.Chertier sur l'Orfévrerie de Religion, lu dans la séance du 2 décembre, à l'Hotel-de-Ville », L'Art au dix-neuvième siècle,‎ 1858, p. 246-247 (lire en ligne)
- Alexandre Chertier, « L'Archéologie et ses rapports avec l'orfèvrerie religieuse », L'Art au dix-neuvième siècle, vol. IV,‎ 1859, p. 113-116

#### Fonds documentaires
Le musée Carnavalet à Paris conserve un fonds documentaire de l'entreprise, le fond Chertier.